# 日本の高校野球

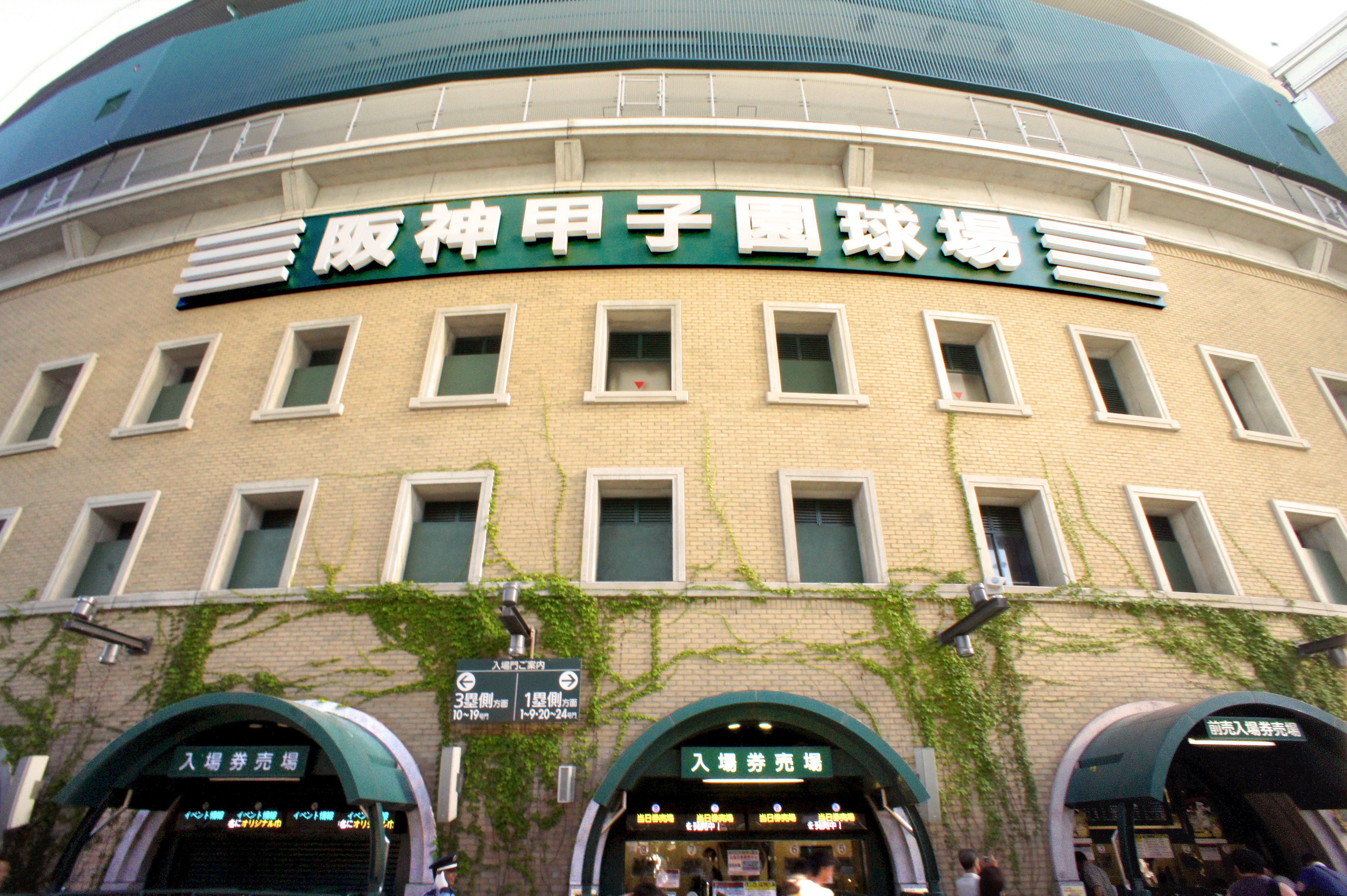
春の「選抜（センバツ）」、夏の「選手権」の本選球場として知られる阪神甲子園球場

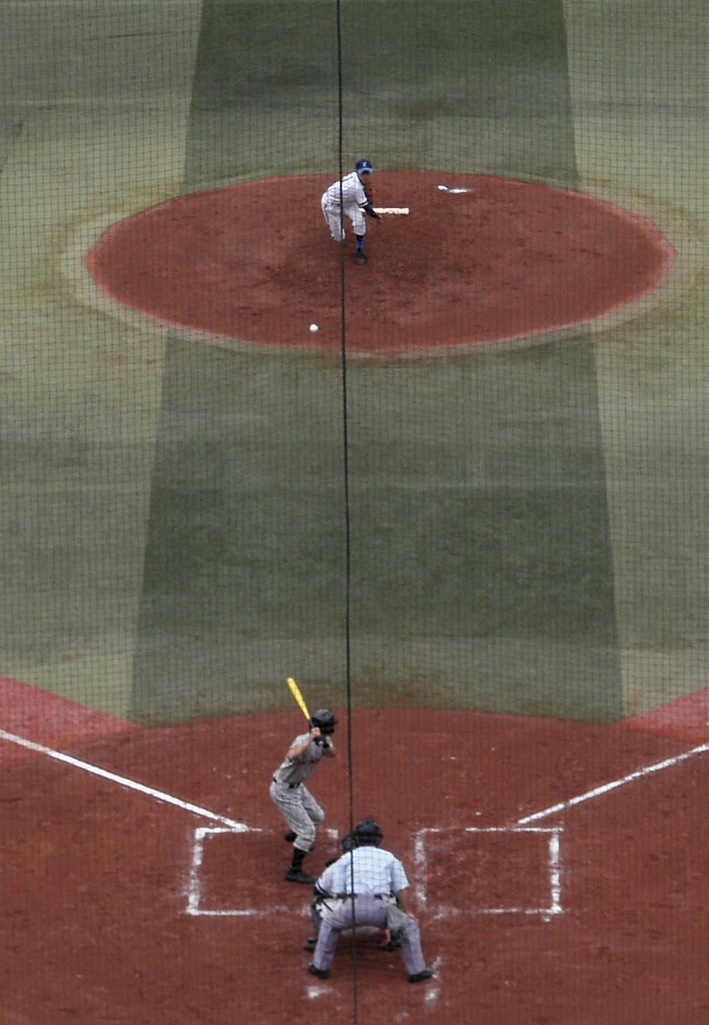
2007年夏の全国高等学校選手権大会・神奈川県地区予選の高校球児

日本の高校野球（にほんのこうこうやきゅう）では、日本の高等学校の生徒、中等教育学校の第4学年から第6学年の学生、高等専門学校の第1学年から第3学年の学生が、部活動の一環として出場する各種大会について記載する。この項では特記のない限り「男子硬式野球」について記載する。
特に毎年、兵庫県西宮市の阪神甲子園球場で行われる2つの全国的な男子硬式野球大会（春の選抜、夏の選手権）は「甲子園大会」あるいは単に「甲子園」と呼ばれている。
高等学校野球 (旧制)とは言葉が同じであるが、これは現在の大学野球の前身で全く異なる。現在の高校野球の前身は、旧学制による「中等学校野球」が該当する。1946年以降の学制改革によって再編・継続され、名称も変更されているためである。

## 大会

### 男子(定通を除く)
日本高等学校野球連盟（高野連）主催大会への参加資格は、大会参加者資格規定の第5条第1項に基づき「その学校に在学する男子生徒で、当該都道府県高等学校野球連盟に登録されている部員のうち、校長が身体、学業及び人物について選手として適当と認めたもの」に限られている。したがって女子の試合出場は不可能である。マネージャーおよび監督としての登録は可能であり、2007年の秋季千葉県大会地区予選では鎌ケ谷の斎藤友夏莉が監督としてベンチ入りした例がある。

### 男子硬式

#### 全国大会
選抜高等学校野球大会、全国高等学校野球選手権大会の2大会を総称して「甲子園大会」あるいは単に「甲子園」と呼ぶ。新入学生（1年生）の選手は夏の大会のみしか出場できない（春の大会は新学期の2年生、3年生の選手のみとなる）ため、甲子園出場のチャンスは3年間で最大5回になる。
明治神宮野球大会・高校の部（神宮）
出場校数10
毎年11月に開催される。秋季地区大会で優勝した10チームによるトーナメント大会で新チーム最初の全国大会。出場校は基本的に翌年のセンバツにも出場するため、センバツの前哨戦としての意味合いも強い。
本大会での優勝校所属地区は翌年のセンバツの一般選考枠の出場枠を1つ多く獲得できる特典がある（明治神宮枠→但し2003年の第34回大会以後）。2007年の第38回大会では決勝進出の両地区に翌2008年のセンバツ出場枠が与えられた（記念大会のため）。
1982年から1998年まで東北・北海道と中国・四国は隔年での出場であり、1999年まで秋季大会の日程の都合上地区によっては優勝校が出場するとは限らなかったためかつては招待試合の色彩が濃く、出場校が主力選手を温存することがあった。
選抜高等学校野球大会（春の甲子園、センバツ）
出場校数32（記念大会では34ないし36）
毎年3月下旬から4月上旬にかけて開催される。秋季地区大会の成績などを参考に選抜された一般選考28校および明治神宮枠1校（明治神宮枠は獲得地区の一般枠を増枠する）の29校、特別選考の21世紀枠3校の計32校で行われるトーナメント大会。2003年から2008年までは希望枠が1校存在した（21世紀枠は2校）。地区大会の成績や選考次第では同一府県から2校以上の出場する場合もある（一般枠のみで3校選出はしないこととなっており、3校出場は21世紀枠を含めた場合に可能）。開催回数の下1桁が0ないし5となる回は記念大会として行われ、通常より出場校が増やされる。
優勝校には大紫紺旗が贈られる。
全国高等学校野球選手権大会（夏の甲子園、選手権）
出場校数49（記念大会では55、第100回記念大会では56）
毎年8月に開催される。各府県1校ずつ、北海道と東京都がそれぞれ2校（南北海道・北北海道、東東京・西東京）の合計49校によるトーナメント大会。6月中旬から7月下旬（雨天順延で8月にずれ込む場合もある）にかけて行われる地方大会を勝ち上がった学校が出場できる。開催回数の下1桁が0となる回は記念大会として行われ、通常より出場校が増やされる（なお、現行の49代表制となる以前は、下1桁が5の回にも記念大会が行われていた）。
国民的行事と呼ばれるほどの盛り上がりを見せる学生スポーツ最大の大会で、優勝校には大深紅旗が贈られる。
国民体育大会（国体）・硬式の部
出場校数12（2022年からは8）
毎年10月に開催される。選手権で成績上位の高校から選考された11校（2022年からは7校）と開催地枠1校によるトーナメント大会で、シーズン最後の全国大会。日程の余裕がないため、雨天中止が続いた場合には、ダブルヘッダーの実施や同時優勝になることもある。選抜高等学校野球大会の事実上の予選である秋季地区大会の最中に行われることになるため、そちらを優先し、明治神宮野球大会や選抜高等学校野球大会や全国高等学校野球選手権大会の高校野球三大大会とは違い、3年生のみで参加する高校も多い。また、公開競技であるため成績は天皇杯に加味されない。

#### 地方大会（男子硬式）

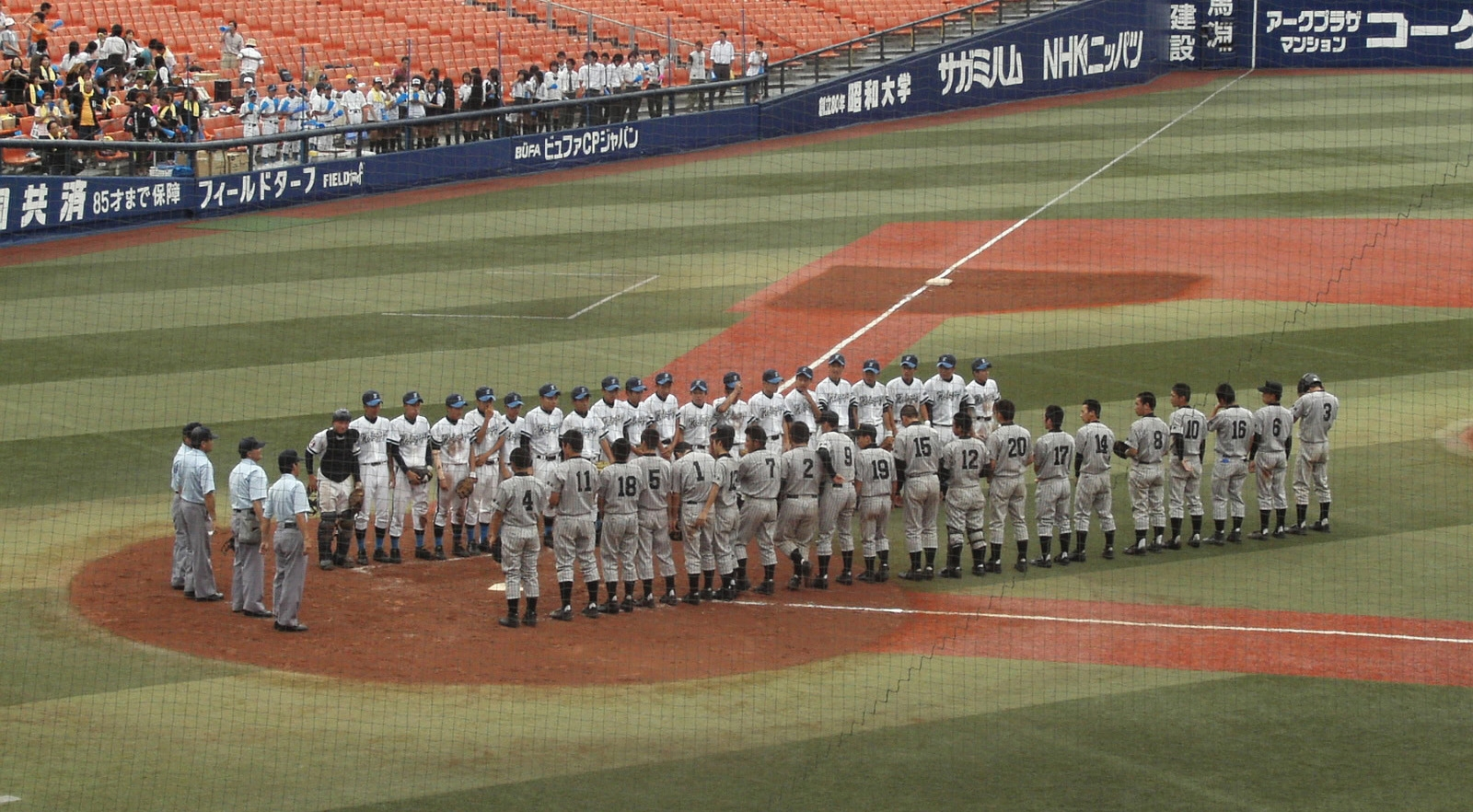
試合後の審判団・対戦両チームによる挨拶風景・2007年の横浜スタジアム

秋季都道府県大会
新チームにとって最初の公式戦である。地域によっては予めトーナメント方式やリーグ方式などで地域大会を行い、都道府県レベルの大会への出場校を決定する場合も多い。また秋季地方大会の前に新人大会を行い、秋季都道府県大会のシード校を決定する地域も見られる。成績優秀校は地区大会へ進出する。
秋季地区大会
北海道、東北、関東、東京、北信越、東海、近畿、中国、四国、九州の10地区でそれぞれ地区大会が開催される。東京地区が関東地区と別枠なのは、選抜大会の代表選考において、東京は関東地区とは別枠で出場枠が与えられているためである。選抜大会の予選ではないが、この大会の成績が翌年の選抜大会出場校選考の際の重要な資料となる。なお、この大会は明治神宮野球大会の予選を兼ねており、各地区大会優勝校が神宮大会出場権を獲得する。
春季都道府県大会
成績優秀校は春季地区大会へ進出する。この大会の成績を基に夏の地方大会のシード校を決定する地域も多い。開催時期は地域により異なる。特に四国、九州は選抜大会期間中に開催されるため同大会の出場校はチャレンジマッチ（都道府県大会優勝校との春季地区大会出場（順位）決定戦）のみの出場や、予選免除で地区大会に出場する場合がある。この大会から開催時期が遅い地域のみ1年生の出場が可能になる。
春季地区大会
北海道、東北、関東（東京都含む）、北信越、東海、近畿、中国、四国、九州の9地区でそれぞれ地区大会が開催される。全国大会には直結しない大会である。
選手権大会地方大会（夏季都道府県大会）
毎年6月中旬から7月にかけて開催され、優勝校は夏の選手権大会に出場できる。3年生にとっては選手として迎える最後の公式大会であり、敗戦は「引退」を意味する。この大会で敗退したチームは世代交代が行われ、再び秋の大会へ向けて1・2年生による新チームが始動することとなる。
その他
新人大会、1年生大会、地域リーグ、地方杯。これらは都道府県ごとの高野連が独自に開催している大会である。

### 男子軟式
全国高等学校軟式野球選手権大会（軟式選手権）
出場校数16
毎年8月、夏の甲子園終了後に兵庫県立明石公園第一野球場を主会場に開催される。ブロック（北海道、北東北、南東北、北関東、南関東、東京、北信越、東海、近畿、大阪、兵庫、東中国、西中国、四国、北部九州、南部九州）各1校、合計16校によるトーナメント大会。7月上旬から8月上旬にかけて行われる地方大会、ブロック大会を勝ち上がった学校が出場できる。
国民体育大会（国体）軟式の部
出場校数10
硬式の部同様毎年10月に開催される。選手権で成績上位の高校から選考された9校と開催地枠1校によるトーナメント大会。硬式同様日程の影響を受ける場合があり、2008年は決勝に進出した両校優勝となった。
全国高等学校定時制通信制軟式野球大会
全国高等学校定時制通信制軟式野球連盟などの主催、文部科学省や高野連などの後援。定時制高校と通信制高校を対象とした大会で毎年7月に地方予選が行われた後、8月に全国大会が明治神宮野球場など東京都内の球場で行われている。

### 女子硬式
高校女子硬式の大会において、現在、日本高等学校野球連盟は大会運営などに関わっていない。また、高野連所属の女子生徒に対して出場機会の提供を目的に、一定の条件を満たした場合には女子の高校野球大会へ連合チームの選手として出場することが認められている。女子硬式の連盟および主要3大会については「全国高等学校女子硬式野球連盟」を参照。

### 女子軟式
全日本女子軟式野球学生選手権大会 中高生の部
全日本女子軟式野球連盟の主催 (旧大会名：全国高等学校女子軟式野球選手権大会)。毎年8月に行われ地方大会はない。近年は高等学校が1校のみとなり中学年代から高校年代のクラブチームが参加している大会である。

## 大会運営

### 統括組織と主催団体、主な全国大会
|           | 統括および[上位組織]                              | 主催                                          | 大会                                         |
| --------- | ------------------------------------------------- | --------------------------------------------- | -------------------------------------------- |
| 男子 硬式 | 日本高等学校野球連盟 [日本学生野球協会]           | 高野連、毎日新聞社                            | 春のセンバツ                                 |
| 男子 硬式 | 日本高等学校野球連盟 [日本学生野球協会]           | 高野連、朝日新聞社                            | 夏の選手権                                   |
| 男子 硬式 | 日本高等学校野球連盟 [日本学生野球協会]           | 日本スポーツ協会、文部科学省、 開催地都道府県 | 国スポ 硬式の部 (旧 国体)                    |
| 男子 硬式 | 日本高等学校野球連盟 [日本学生野球協会]           | 明治神宮、学野協                              | 神宮大会 高校の部                            |
| 男子 軟式 | 日本高等学校野球連盟 [日本学生野球協会]           | 高野連                                        | 軟式 夏の選手権                              |
| 男子 軟式 | 日本高等学校野球連盟 [日本学生野球協会]           | 日本スポーツ協会、文部科学省、 開催地都道府県 | 国スポ 軟式の部 (旧 国体)                    |
| 男子 軟式 | 全国高等学校 定時制通信制軟式野球連盟             | 定通軟野連、定通教育振興会、 東京都教委       | 全国高等学校 定時制通信制軟式野球大会        |
| 女子 硬式 | 全国高等学校女子硬式野球連盟 [全日本女子野球連盟] | 女子高野連、加須市                            | 女子 春の選抜                                |
| 女子 硬式 | 全国高等学校女子硬式野球連盟 [全日本女子野球連盟] | 全日本連盟、丹波市                            | 女子 夏の選手権                              |
| 女子 硬式 | 全国高等学校女子硬式野球連盟 [全日本女子野球連盟] | 全日本連盟                                    | 女子 秋のユース                              |
| 女子 硬式 | 全国高等学校女子硬式野球連盟 [全日本女子野球連盟] | 全日本連盟                                    | 全日本女子硬式野球選手権大会                 |
| 女子 軟式 | 全日本女子軟式野球連盟                            | 全女軟連                                      | 全日本女子軟式野球 学生選手権大会 中高生の部 |

### 男子・主催
主催は、全国大会は日本高等学校野球連盟（高野連）と新聞社（春の選抜高等学校野球大会は毎日新聞社、夏の全国高等学校野球選手権大会は朝日新聞社）が行っている。
2010年より選抜の後援に朝日新聞社が、選手権（全国大会のみ）の後援に毎日新聞社が、完成以来両大会の会場を提供してきた阪神甲子園球場が「特別協力」として加わる。また軟式選手権に関しては朝日・毎日両新聞社に加え全日本軟式野球連盟も後援する。
この他、地方大会は各都道府県高等学校野球連盟など（夏の全国選手権出場校を決めるための地方大会は朝日新聞社も）が主催する。
明治神宮野球大会高校の部は日本学生野球協会、明治神宮の主催であり高野連は直接関与していない。
このため運営ルールは大学の部に準じており、コールドゲーム規定や応援ルールなども高野連主催の大会とは異なっている。

### 男子・審判員
高校野球の審判員は高校野球審判員という資格が必要であり、各都道府県の野球連盟の審判部に登録されている高校野球審判員の中から各都道府県高野連理事の推薦により、甲子園に出場する審判が選ばれている。そのため審判員は元高校球児など野球経験者が多いが全てボランティアである。

## ルール

### 男子・特別ルール
選手のベンチ入り最大人数
| 適用大会（予選）                      | 登録人数 | 主な理由 |
| ------------------------------------- | -------- | --- |
| 1915年 夏・第1回～ 1928年 春・第5回   | 制限なし | |
| 1928年 夏・第14回～ 1978年 春・第50回 | 14       | 当時、監督と選手11人には諸経費が支給されており、資金が潤沢な学校は多くの選手を登録できることから学校間の不均衡をなくすため。 |
| 1978年 夏・第60回～ 1993年 夏・第75回 | 15       | 全49代表制になり出場校が増えたことによる。                                                                                   |
| 1994年 春・第66回～ 2003年 春・第75回 | 16       | 投手の負担軽減のため。 |
| 2003年 夏・第85回～ 2023年 春・第95回 | 18       | 選手の負担軽減のため。 |
| 2023年 夏・第105回～                  | 20       | 選手の負担軽減のため。 |
2020年甲子園高校野球交流試合は20人。
軟式男子は第68回全国高等学校軟式野球選手権大会から2人増えて18人。
背番号
硬式男子はベンチ入り人数までの数字（現行では20番まで）。
伝令
守備側と攻撃側、9回までは共に3回、監督の指示をベンチ入りの選手が伝える。延長に入った場合は、1イニング毎に1回伝えることができる。ただし、国際大会のWBSC U-18ワールドカップ、BFA U-18アジア選手権大会は監督がマウンドへ行き指示を伝える。
臨時代走
不慮の事故などにより一時走者を代えて送られる臨時の代走者のこと。高野連の場合、高校野球特別規則「6.臨時の代走者」に定めている。参加チーム、審判員でもルールの誤解等が見られ、トラブルとなった事例もある。

危険行為防止（ラフプレーの禁止）
落球を誘発するような体当たり行為の禁止。発端は2012年に行われたU18世界選手権大会でアメリカ合衆国の選手が本塁突入の際捕手（森友哉）を2度突き飛ばし負傷させたことから日本アマチュア野球規則委員会が2013年2月に新設した。審判員の判断で野手が危険行為を受け落球したと認められた場合、走者には『アウト』が宣告される。2013年選抜大会では本塁突入の際、捕手に体当たりをした走者に対しアウトが宣告された例もある。その後、高校野球で定められた当ルールは本塁突入時の危険行為によるけが防止のため各方面で見直され、MLBでは2015年シーズンからNPBでも2016シーズンから本塁突入時、捕手が塁上で走者をブロックすること、走者が捕手に危険なタックルやスライディングを行うことを禁止した。
抗議権
日本のプロ野球や大学、社会人野球、WBCやU18などの国際大会では、監督のみ抗議権が認められており、選手、コーチには認められていない。しかし、高校野球のみ選手やコーチに抗議権が認められ、監督に抗議権が無い。一方で地方や全国大会において監督の抗議が起きた事例もある。
コールドゲームの規定
全国大会では7回表のイニングが終了しないと、コールドゲームは成立しない。この場合、点差は考慮せず、主に天候（降雨）によるものである。
地方大会では大量の点差が開いた際、コールドゲームを成立させる規定がある。以前、コールドゲームの規定は各都道府県連が独自に制定していたが、1998年、100点差以上の点差がついた試合を受け2000年の大会から5回10点差以上、7回7点差以上でコールドゲームを成立するよう全国でルールを統一した。地方大会の決勝戦や全国大会は点差によるコールドゲームの規定はないが明治神宮野球大会では規定がある。

### 女子硬式・大会特別ルール
上位組織・全日本女子野球連盟内規および全国高等学校女子硬式野球連盟で規定しているルールで、各大会の特別規則によって若干の違いがある場合もある。(以下の「チームスポンサー」とは高校・大学チームのマーケティング規定によるもの。)

#### チーム
- 人数：
  - 登録人数：出場可能な全選手
  - ベンチ入り人数：11名以上25名以内の選手、責任者・監督・コーチ・トレーナー等とマネージャーは合計5名以内の、全30名以内。
- 背番号：選手および監督・コーチが、1から99の自由選択で着用（選手は3年間変更なし）
- ベースコーチ：ベンチ入り登録の選手・監督・コーチ
- 伝令：監督またはコーチがタイムを取ってマウンドへ行くことができる。

#### 試合
- 指名打者制：DH制使用はチームに委ねられ、開始時から使用しないか、または途中での解除ができる（いわゆる大谷ルールは採用なし）。
- 申告敬遠：適用できる。
- 試合成立イニングと継続試合：5回終了で成立とし、天候等の影響で成立前に続行不可となった場合は翌日以降に継続試合とする。
- 点差コールドゲーム：5回・7点差でコールドとする、ただし準決勝以降は点差コールドを適用しない。
- 延長タイブレーク：方式は「継続打順　無死1・2塁」。7回終了時点で同点の場合に適用する、ただし準決勝以降は9回まで延長し同点の場合はタイブレークを適用する。
- 記録：投手記録の完全試合は認めない。
  - タイブレーク時の記録：[投手] 2走者に対する投手の自責点はつかない、[走者および打者] 出塁記録はつかない、走塁記録や2走者が絡む打点・併殺打などは通常通り記録する。

#### 用具・着用品など
大会運営および審判員により事前に用具点検が行われ、その際に着用品なども許可を受ける。また、試合に影響があるとみなされた用具やその他不適切であると判断されたものは使用できない。
- ユニホーム・靴下・帽子：素材・形・色などデザインの指定はないが、背番号(6インチ以上)やチーム名がはっきり見えるチーム統一デザインとする (ユニホームのシャツとパンツの柄や色が揃っていなくても良い)。シャツ袖には校章や地域名を刺しゅうやプリントができ、チームスポンサーの広告掲出は不可（大会スポンサーのラベルを貼り付けることがある）。
- ヘルメット・帽子：SG認定の両耳フラップヘルメットで、フェイスガードの有無は問わず、帽子の上に着用しても良い。色指定はない。広告を含めチームのシンボルマーク以外は掲出不可（大会スポンサーのラベルを貼り付けることがある）。
- スパイク：金属製またはポイントシューズを使用し、球場によって指定する場合がある。チーム統一は問わずハイカットやミドルカットも使用できる。
- グラブ：色指定がある。
- バット：金属(カーボンを含む)または木・竹が原材料のものを使うことができる。グリップエンド以外にチーム名・個人名を表記できない。
  - 金属バット
    - 金属 種類：SG認定の中学硬式用か硬式用、またはWBSC女子野球ワールドカップ・BFA女子野球アジアカップで使用が認められているバット(重さ-長さ=ユニット-5 以上)または反発係数BBCOR .50規格のバット、男子高野連・新基準/旧基準バットを使用できる。
    - 金属 デザイン：本体およびグリップに色指定はなし。

  - 木製・木片接合・竹接合バット：全日本バット工業会から公示されているブランドの製品のみ。
    - 木製：着色がある場合は木目の分かる指定色の塗装。
- その他の用具
  - 手袋・肘当て：各自自由使用、色・デザイン指定はない。
  - マウスピース・サングラス：着用できる。サングラスは著しく反射するものを使用不可とし、帽子の上からかけるなど目に着用しない使用方法は認められない。

※以降の記述は特記なき場合、男子硬式大会に関するものである。

## 記録

### 春夏連覇・夏春連覇
春の選抜大会で優勝した年の夏の全国大会で優勝することを春夏連覇という。また、夏の全国大会で優勝した翌年の春の選抜大会で優勝することを夏春連覇という。春夏連覇や夏春連覇をすると、優勝校には2つの優勝旗が同時期に置かれることになる。過去に12例がある。

### 3連覇
これまでに甲子園大会であらゆる3連覇を達成したのは中京大中京の夏3連覇のみである。
1921年～22年に史上初の連覇を達成した和歌山中学（現桐蔭）は、1923年も3年連続決勝に進出するも、甲陽に敗れて準優勝。1983年に優勝したPL学園は翌1984年は決勝で取手二に敗れ準優勝。その翌1985年は2年ぶりの優勝。結果的に3連覇まであと一歩だった。
2004〜05年に夏2連覇を成し遂げた南北海道代表の駒大苫小牧が夏3連覇に挑戦したが、翌2006年の決勝戦で西東京代表の早稲田実業に延長15回引き分け再試合の末敗れ、準優勝。
| 開催年 | 学校               | 夏     | 備考                                                         |
| ------ | ------------------ | ------ | ------------------------------------------------------------ |
| 1931年 | 中京大中京（愛知） | 第17回 | 初出場初優勝                                                 |
| 1932年 | 中京大中京（愛知） | 第18回 |                                                              |
| 1933年 | 中京大中京（愛知） | 第19回 | 優勝投手はいずれも吉田正男。第23回大会まで出場4度で4度の優勝 |

### 初出場・初優勝
第1回は含まない。
| 開催年 | 大会       | 学校               | 備考 |
| ------ | ---------- | ------------------ | --- |
| 1916年 | 夏・第2回  | 慶応普通部（東京） | |
| 1917年 | 夏・第3回  | 愛知一中（愛知）   | |
| 1919年 | 夏・第5回  | 神戸一中（兵庫）   | |
| 1923年 | 夏・第9回  | 甲陽中（兵庫）     | ここまでセンバツ開始前                                                                                          |
| 1931年 | 夏・第17回 | 中京商（愛知）     | |
| 1934年 | 春・第11回 | 東邦商（愛知）     | 春夏通じて初出場                                                                                                |
| 1936年 | 夏・第22回 | 岐阜商（岐阜）     | |
| 1949年 | 夏・第31回 | 湘南（神奈川）     | ここから戦後・春夏通じて初出場                                                                                  |
| 1950年 | 春・第22回 | 韮山（静岡）       | 春夏通じて初出場                                                                                                |
| 1953年 | 春・第25回 | 洲本（兵庫）       | 春夏通じて初出場                                                                                                |
| 1954年 | 春・第26回 | 飯田長姫（長野）   | |
| 1955年 | 夏・第37回 | 四日市（三重）     | |
| 1961年 | 春・第33回 | 法政二（神奈川）   | 前年夏にも優勝し、夏春連覇達成                                                                                  |
| 1964年 | 春・第36回 | 海南（徳島）       | 春夏通じて初出場かつ最後の出場（2006年3月閉校）                                                                 |
| 1965年 | 夏・第47回 | 三池工（福岡）     | 春夏通じて初出場・以後は甲子園未出場                                                                            |
| 1967年 | 春・第39回 | 津久見（大分）     | |
| 1968年 | 春・第40回 | 大宮工（埼玉）     | 春夏通じて初出場                                                                                                |
| 1968年 | 夏・第50回 | 興国（大阪）       | |
| 1971年 | 夏・第53回 | 桐蔭学園（神奈川） | 春夏通じて初出場                                                                                                |
| 1972年 | 春・第44回 | 日大桜丘（東京）   | 春夏通じて初出場                                                                                                |
| 1973年 | 春・第45回 | 横浜（神奈川）     | |
| 1976年 | 春・第48回 | 崇徳（広島）       | |
| 1976年 | 夏・第58回 | 桜美林（東京）     | |
| 1984年 | 春・第56回 | 岩倉（東京）       | 春夏通じて初出場                                                                                                |
| 1985年 | 春・第57回 | 伊野商（高知）     | 春夏通じて初出場                                                                                                |
| 1988年 | 春・第60回 | 宇和島東（愛媛）   | |
| 1991年 | 夏・第73回 | 大阪桐蔭（大阪）   | 夏の選手権大会、史上最速の創部4年目                                                                             |
| 1995年 | 春・第67回 | 観音寺中央（香川） | 春夏通じて初出場                                                                                                |
| 2004年 | 春・第76回 | 済美（愛媛）       | 春夏通じて初出場。春の選抜大会、史上最速の創部3年目 上甲正典監督は宇和島東時代に続いて2度目の初出場・初優勝達成 |
| 2013年 | 夏・第95回 | 前橋育英（群馬）   | |

### 四大会制覇
高校野球主要四大大会（年間スケジュール順に神宮・選抜・選手権・国体）全てを制覇した高校は以下の8校である。年は初優勝した年度。
| 学校       | 神宮   | 選抜   | 選手権 | 国体   | 備考                                       |
| ---------- | ------ | ------ | ------ | ------ | ------------------------------------------ |
| 帝京       | 1986年 | 1992年 | 1989年 | 1987年 |                                            |
| 横浜       | 1997年 | 1973年 | 1980年 | 1980年 | 1997 - 1998年に初の年間四大大会制覇。      |
| 報徳学園   | 2001年 | 1974年 | 1981年 | 1978年 |                                            |
| 早稲田実   | 1976年 | 1957年 | 2006年 | 1977年 |                                            |
| 日大三     | 2010年 | 1971年 | 2001年 | 2011年 | 2010 - 2011年に選抜以外の三大会制覇        |
| 高松商     | 2015年 | 1924年 | 1925年 | 1958年 | 公立校の達成は初。1958年の国体は同時優勝。 |
| 中京大中京 | 2019年 | 1938年 | 1931年 | 1953年 |                                            |
| 大阪桐蔭   | 2021年 | 2012年 | 1991年 | 2012年 | 2012年の国体は同時優勝。                   |

### 最も遅い初記録
| 記録      | シーズン   | 都道府県 | 大会             | 達成した学校 | 備考                                             |
| --------- | ---------- | -------- | ---------------- | ------------ | ------------------------------------------------ |
| 初出場    | 春         | 山形     | 1973年・第45回   | 日大山形     |                                                  |
| 初出場    | 夏         | 沖縄     | 1958年・第40回   | 首里         |                                                  |
| 初出場    | 春夏通じて | 沖縄     | 1958年夏・第40回 | 首里         | 宮崎・沖縄は学制改革以前の出場が春夏通じて無い。 |
| 初勝利    | 春         | 新潟     | 2006年・第78回   | 日本文理     |                                                  |
| 初勝利    | 夏         | 滋賀     | 1979年・第61回   | 比叡山       |                                                  |
| 初勝利    | 春夏通じて | 山形     | 1973年春・第45回 | 日大山形     |                                                  |
| 初ベスト8 | 春         | 新潟     | 2006年・第78回   | 日本文理     | 北北海道は未達成                                 |
| 初ベスト8 | 夏         | 山形     | 2006年・第88回   | 日大山形     |                                                  |
| 初ベスト8 | 春夏通じて | 山形     | 2004年春・第76回 | 東海大山形   |                                                  |
| 初ベスト4 | 春         |          |                  |              | 福島・新潟・島根・佐賀が未達成                   |
| 初ベスト4 | 夏         |          |                  |              | 富山が未達成                                     |
| 初ベスト4 | 春夏通じて | 新潟     | 2009年夏・第91回 | 日本文理     |                                                  |

| 記録       | シーズン   | 地区   | 大会              | 達成した学校           | 備考                 |
| ---------- | ---------- | ------ | ----------------- | ---------------------- | -------------------- |
| 初ベスト4  | 春         | 北海道 | 1960年・第35回    | 北海                   |                      |
| 初ベスト4  | 夏         | 北海道 | 1928年・第14回    | 北海中                 |                      |
| 初ベスト4  | 春夏通じて | 北海道 | 1928年夏・第14回  | 北海中                 |                      |
| 初決勝進出 | 春         | 東北   | 2001年・第73回    | 仙台育英（宮城）       |                      |
| 初決勝進出 | 夏         | 北海道 | 2004年・第86回    | 駒大苫小牧（南北海道） |                      |
| 初決勝進出 | 春夏通じて | 北海道 | 1963年春・第35回  | 北海（南北海道）       |                      |
| 初優勝     | 春         |        |                   |                        | 北海道・東北が未達成 |
| 初優勝     | 夏         | 東北   | 2022年・第104回   | 仙台育英（宮城）       |                      |
| 初優勝     | 春夏通じて | 東北   | 2022年夏・第104回 | 仙台育英（宮城）       |                      |

### 最も遠ざかってる記録
| 記録               | シーズン           | 都道府県 | 大会              | 達成した学校 | 備考                           |
| ------------------ | ------------------ | -------- | ----------------- | ------------ | ------------------------------ |
| 選抜出場           | 選抜出場           | 新潟     | 2014年・第86回    | 日本文理     |                                |
| 選抜出場（一般枠） | 選抜出場（一般枠） | 新潟     | 2014年・第86回    | 日本文理     |                                |
| 勝利               | 春                 | 佐賀     | 2000年・第72回    | 佐賀商       |                                |
| 勝利               | 夏                 | 鳥取     | 2014年・第96回    | 八頭         |                                |
| 勝利               | 春夏通じて         | 宮崎     | 2018年夏・第100回 | 日南学園     |                                |
| ベスト8            | 春                 | 鳥取     | 1981年・第53回    | 倉吉北       | 北北海道はベスト8進出経験なし  |
| ベスト8            | 夏                 | 鳥取     | 1956年・第38回    | 米子東       |                                |
| ベスト8            | 春夏通じて         | 鳥取     | 1981年春・第53回  | 倉吉北       |                                |
| ベスト4            | 春                 |          |                   |              | 福島・新潟・島根・佐賀が未達成 |
| ベスト4            | 夏                 |          |                   |              | 富山が未達成                   |
| ベスト4            | 春夏通じて         | 鳥取     | 1981年春・第53回  | 倉吉北       |                                |

| 記録     | シーズン   | 地区   | 大会              | 達成した学校           | 備考                 |
| -------- | ---------- | ------ | ----------------- | ---------------------- | -------------------- |
| ベスト4  | 春         | 東北   | 2012年・第84回    | 光星学院（青森）       |                      |
| ベスト4  | 夏         | 東海   | 2019年・第101回   | 中京学院大中京（岐阜） |                      |
| ベスト4  | 春夏通じて | 四国   | 2018年夏・第100回 | 済美（愛媛）           |                      |
| 決勝進出 | 春         | 中国   | 2003年・第75回    | 広陵（広島）           |                      |
| 決勝進出 | 夏         | 四国   | 2004年・第86回    | 済美（愛媛）           |                      |
| 決勝進出 | 春夏通じて | 四国   | 2016年春・第88回  | 高松商（香川）         |                      |
| 優勝     | 春         |        |                   |                        | 北海道・東北が未達成 |
| 優勝     | 夏         | 北信越 | 1928年・第14回    | 松本商（長野）         |                      |
| 優勝     | 春夏通じて | 中国   | 2003年春・第75回  | 広陵（広島）           |                      |

## 地域事情
- 春は福島・新潟・島根・佐賀の4県が一度もベスト4に入っていない。夏は富山県が一度もベスト4に入っていない。
- これまで春夏ともに一度も優勝したことがないのは青森・岩手・秋田・山形・福島・新潟・富山・石川・滋賀・鳥取・島根・宮崎の各県である。このうち山形・富山・島根の各県は春夏ともに一度も準優勝したこともない。
  - また、山形・福島・新潟・富山・鳥取の各県は春夏の甲子園に加え、国体や明治神宮大会でも一度も優勝したことがない。
  - ※いずれも2024年3月現在

### 北海道
北海道は1959年から南・北に分割され、南北海道代表は函館（渡島・檜山管内全域）・小樽（後志管内全域）・室蘭（胆振・日高管内全域）・札幌（石狩管内全域）の4地区、北北海道代表は空知（空知管内全域）・旭川（上川・留萌管内中南部）・名寄（上川・留萌管内北部及び宗谷管内全域）・北見（オホーツク管内全域）・十勝（十勝管内全域）・釧根（釧路・根室管内全域）の6地区に分かれている。なお2006年まで空知地区は、南空知地区が南北海道・北空知地区が北北海道だった。少子化・過疎化に伴う学校数減少と南北北海道の学校数のバランスを取るために、2007年春季全道大会から南空知地区（南北海道）と北空知地区（北北海道）を空知地区として統一の上、北北海道に編入した経緯がある。
南北海道はかつては札幌地区に有力校が多かったが、進学校化や選手の分散・流出や駒大苫小牧を筆頭とする苫小牧近郊の高校の台頭も著しい。北北海道は旭川地区が圧倒的勢力で、十勝地区がこれに次いでいたが、空知地区の編入により、勢力が移りつつある。名寄地区のみが春夏通じて甲子園出場校を出していない。
かつて北海道は、2004年夏（第86回）の駒大苫小牧の優勝まではベスト4進出が1928年（第14回）の北海のみ、ベスト8進出は1931年（第17回）の札幌商（南北海道）、1961年（第43回）・1962年（第44回）・1994年（第76回）の北海（南北海道）と1995年（第77回）の旭川実（北北海道）のみだった。春の代表は1963年（第35回）に北海が準優勝、駒大岩見沢が1983年（第55回）にベスト8、1993年（第65回）にベスト4まで勝ち進んでいる。
駒大苫小牧が大会のチーム打率（チーム打率.448を記録）を更新する豪打で2004年夏（第86回）に北海道勢として初優勝。その駒苫ナインを乗せた飛行機内では、深紅の大優勝旗が史上初めて北の大地へと到達することを記念して、キャビンアテンダントが「みなさま、当機はただいま津軽海峡を越えました。当機には高校野球の甲子園大会で優勝された駒大苫小牧高校の選手や関係者の方々にご搭乗いただいております。甲子園大会の深紅の大優勝旗も、ただいま初めて津軽海峡を越えました」と放送し、乗客はこぞって歓声を上げたという（駒苫の優勝時に発行された北海道新聞の号外では「大旗海峡渡る」と表記された）。続く2005年夏（第87回）には1958年（第30回）以来57年ぶりの夏2連覇、そして2006年夏（第88回）には優勝こそ逃したものの、決勝で早稲田実業と球史に残る死闘を演じ、延長15回引き分け再試合の末、準優勝。1985年（第67回）以来21年ぶりの夏3年連続決勝進出を果たした。
甲子園で北海道のチーム同士の対戦が今までに1度だけある。1994年夏（第76回）の2回戦、北海（南北海道）対砂川北（北北海道）の試合であり、北海が10-1で勝利を収めた。この大会で、北海は北海道勢として夏は1962年（第44回）以来32年ぶりのベスト8進出を果たした。
旭川市より北側の日本最北端に近い地域の野球部として、1993年夏（第75回）に稚内大谷、2004年夏（第86回）に雄武、2005年夏（第87回）・2006年夏（第88回）・2011年夏（第93回）・2012年夏（第94回）に遠軽が北北海道大会決勝に進出したが、いずれも敗退した。2005年夏（第87回）には日本最東端の根室と最北端野球部の稚内（日本最北端の礼文は野球部がない）が北大会に出場したが、初戦で敗退した。
2024年現在、最北の出場校は遠軽（2013年春〈第85回〉・21世紀枠）、夏では網走南ヶ丘（1967年〈第49回〉）である。最東の出場校は別海（2024年春〈第96回〉・21世紀枠）、夏では中標津（1990年〈第72回〉）である。
| 開催年 | 大会       | 学校                   | 結果   | 結果                                  | 相手校             |
| ------ | ---------- | ---------------------- | ------ | ------------------------------------- | ------------------ |
| 1963年 | 春・第35回 | 北海（南北海道）       | 準優勝 | 0-10                                  | 下関商（山口）     |
| 2004年 | 夏・第86回 | 駒大苫小牧（南北海道） | 優勝   | 13-10                                 | 済美（愛媛）       |
| 2005年 | 夏・第87回 | 駒大苫小牧（南北海道） | 優勝   | 5-3                                   | 京都外大西（京都） |
| 2006年 | 夏・第88回 | 駒大苫小牧（南北海道） | 準優勝 | 1-1（延長15回引き分け） 3-4（再試合） | 早稲田実（西東京） |
| 2015年 | 春・第87回 | 東海大四（南北海道）   | 準優勝 | 1-3                                   | 敦賀気比（福井）   |
| 2016年 | 夏・第98回 | 北海（南北海道）       | 準優勝 | 1-7                                   | 作新学院（栃木）   |

| 地区     | 春   | 春     | 夏   | 夏     |
| 地区     | 優勝 | 準優勝 | 優勝 | 準優勝 |
| -------- | ---- | ------ | ---- | ------ |
| 北北海道 | 0    | 0      | 0    | 0      |
| 南北海道 | 0    | 2      | 2    | 2      |
| 合計     | 0    | 2      | 2    | 2      |

### 東北
甲子園大会ではかつて東北地方以北からは優勝校が出なかったため、関東の高校が優勝して『箱根の関』を越えて以降は、歴史上の関所になぞらえて優勝旗が『白河の関』を越す・越さない、と象徴的に表現されてきた。
しかし2004年・夏の大会において、駒大苫小牧（南北海道）が全国制覇を成し遂げると、それまでの最北だった作新学院（栃木）を大きく更新し、優勝旗は白河の関どころか一気に津軽海峡をも渡り、高校野球史上初めて北の大地に達することとなった（北海道の欄参照）。駒大苫小牧の優勝後、白河市長が苫小牧市長宛てに祝福の手紙を送っている。
東北地方の高校は、2019年春までに春夏合計で12回（春3回・夏9回）も決勝戦まで勝ち進んでいながら、1度も優勝したことは無かったが2022年夏、仙台育英高校が初優勝を果たした。東北地方の学校が優勝していなかった原因については、北海道と同様の不利を挙げられることがある。実際、降雪期から隔たった秋季に行われる国体や明治神宮大会は、優勝校を出すことに成功している。国体でも1952年に盛岡商（岩手）が、明治神宮大会では1977年に東北（宮城）が、それぞれ東北勢として初優勝している。甲子園の決勝進出も2000年代に入って急増しており、地理的な不利は解消されつつあると見ることもできる。
また、1970年代以降に東北自動車道や東北新幹線などといった高速交通網が相次いで整備され、首都圏の強豪校との練習試合や東北地方以外に在住している有力選手を獲得することが容易に出来るようになったほか、2004年に発生した球界再編の影響により宮城県にプロ野球球団の東北楽天ゴールデンイーグルスが創設され、東北野球界の裾野が広がったことも東北地方の高校野球レベル向上に貢献したと指摘する識者もいる。
白河関跡に建立されている白河神社は2009年以降、東北代表の6校に白河関の通行手形を送っているほか、2022年夏に仙台育英（宮城）と聖光学院（福島）が準々決勝に進出した際は東北勢の優勝を祈願する参拝客が東北各県から訪れた。2018年夏に金足農（秋田）、2022年夏に仙台育英（宮城）がそれぞれ決勝戦に進出した際は白河市が白河関跡において、パブリックビューイングを行っている。
また、マスコミ各社は新幹線で帰仙する仙台育英の選手団が新白河駅を通過する瞬間を空撮し、白河神社にも取材が訪れていた。神社から新幹線は見えないが、宮司が新幹線が走っているあたりを見つめる光景などもニュースで放送された。

#### 青森県
青森勢の初の決勝進出は1969年夏の三沢。決勝では松山商と延長18回引き分け再試合の激闘を繰り広げ、準優勝。
2011年は光星学院が青森勢としては夏選手権で42年ぶりに、さらに翌2012年春選抜では再び光星学院が青森勢として史上初の決勝進出をそれぞれ果たしたものの、いずれも決勝戦で敗れ準優勝に終わった。ただしこの2大会の間に開催された明治神宮大会では青森勢として初の神宮大会優勝を成し遂げている。
さらに、同2012年夏も光星学院が3季連続で甲子園大会の決勝戦に進出。3季連続の決勝進出は、1983年夏から1984年夏のPL学園以来28年ぶりとなった。また、対戦相手は奇しくも同年春選抜優勝の大阪桐蔭（大阪）とだったが、同じ年の春夏の甲子園大会で決勝戦が同一カードとなるのは史上初だった。「三度目の正直」での優勝を目指した光星学院だった。その2012年夏の大会決勝戦を前に光星学院（現・八戸学院光星）の仲井宗基監督は「いつまでも（マスコミから）白河の関と言われないように結果を出したい」とコメントするほどであった。しかし、又しても大阪桐蔭に敗れて3季連続の準優勝に終わり、悲願の全国制覇はならなかった。

#### 秋田県
秋田勢は秋田中が1915年夏の第1回全国中等学校優勝野球大会に決勝に進出し準優勝。東北勢としては唯一、学制改革前の大会で決勝に進出している。
平成に入ると、1998年から選手権大会では13年連続初戦敗退という状況が続いた。
2018年夏に金足農が秋田勢として103年ぶりの決勝進出。決勝では大阪桐蔭に敗れるも、準優勝を果たす。
選抜では1960年の秋田商のベスト4が最高成績。

#### 岩手県
2009年春に花巻東が決勝に駒を進めたが、紫紺旗を長崎にもたらした初の高校である清峰に敗れ、準優勝。翌日の一部スポーツ紙には「津軽海峡は渡ったけどまだ越えられない白河の関」という見出しがつけられた。
選手権での最高成績はベスト4に進出した盛岡中（1917年・1919年）花巻東（2009年・2013年）。

#### 山形県
山形県のみ、東北の県の中で春夏とも決勝進出経験がなく、2005年春の羽黒、2013年夏の日大山形のベスト4が最高成績である。2004年春に東海大山形がベスト8に進出するまで春夏通じてベスト8進出もなく、47都道府県で唯一20世紀にベスト8進出がなかった。
1985年夏に出場した東海大山形がKKコンビ擁するPL学園に7-29の惨敗を喫している。

#### 宮城県
仙台育英（1989年夏・2001年春・2015年夏）・東北（2003年夏）と2021年以前は4度決勝に進出しながら接戦の末、何れも準優勝に終わっていたが、2022年夏、仙台育英が初めて甲子園での優勝を果たした。また、仙台育英、東北ともに明治神宮大会では複数回優勝を達成しており、特に東北は優勝4回と神宮大会最多優勝記録を持つ。仙台育英は2023年夏も決勝に進出したが、慶応に敗れて連覇はならなかった。

#### 福島県
2007年より2019年まで選手権大会は聖光学院の独占状態になっていた。福島勢の最高成績は、1971年夏の磐城の準優勝。2022年夏に聖光学院が県勢51年ぶりにベスト4に進出した。
2022年夏に仙台育英が優勝してからは、次は「勿来の関越え」を実現させようという呼びかけがネット上である。

#### 東北 日本海側
東北の内陸部にある「白河の関」に対して日本海側には「鼠ヶ関」があるが、「白河の関越え」に対して「鼠ヶ関越え」が意識されることはほとんどない。2022年夏に仙台育英が優勝してからは、次は「鼠ヶ関越え」を実現させようという呼びかけがネット上である。
東北地方の日本海側の学校の決勝進出は過去2回。1915年夏の第1回大会の秋田中と、2018年夏の第100回大会の金足農で、いずれも秋田県。山形県はまだ決勝進出経験はなく、青森県の決勝進出は過去4回あるがいずれも太平洋側の市の学校で、青森市を中心とした青森県日本海側の決勝進出経験はない。
| 開催年 | 大会        | 学校             | 結果   | 結果                            | 相手校               |
| ------ | ----------- | ---------------- | ------ | ------------------------------- | -------------------- |
| 1915年 | 夏・第1回   | 秋田中（秋田）   | 準優勝 | 1-2                             | 京都二中（京都）     |
| 1969年 | 夏・第51回  | 三沢（青森）     | 準優勝 | 0-0 （延長18回） 2-4 （再試合） | 松山商（愛媛）       |
| 1971年 | 夏・第53回  | 磐城（福島）     | 準優勝 | 0-1                             | 桐蔭学園（神奈川）   |
| 1989年 | 夏・第71回  | 仙台育英（宮城） | 準優勝 | 0-2                             | 帝京（東東京）       |
| 2001年 | 春・第73回  | 仙台育英（宮城） | 準優勝 | 6-7                             | 常総学院（茨城）     |
| 2003年 | 夏・第85回  | 東北（宮城）     | 準優勝 | 2-4                             | 常総学院（茨城）     |
| 2009年 | 春・第81回  | 花巻東（岩手）   | 準優勝 | 0-1                             | 清峰（長崎）         |
| 2011年 | 夏・第93回  | 光星学院（青森） | 準優勝 | 0-11                            | 日大三（西東京）     |
| 2012年 | 春・第84回  | 光星学院（青森） | 準優勝 | 3-7                             | 大阪桐蔭（大阪）     |
| 2012年 | 夏・第94回  | 光星学院（青森） | 準優勝 | 0-3                             | 大阪桐蔭（大阪）     |
| 2015年 | 夏・第97回  | 仙台育英（宮城） | 準優勝 | 6-10                            | 東海大相模（神奈川） |
| 2018年 | 夏・第100回 | 金足農（秋田）   | 準優勝 | 2-13                            | 大阪桐蔭（北大阪）   |
| 2022年 | 夏・第104回 | 仙台育英（宮城） | 優勝   | 8-1                             | 下関国際（山口）     |
| 2023年 | 夏・第105回 | 仙台育英（宮城） | 準優勝 | 2-8                             | 慶応（神奈川）       |

| 地区 | 春   | 春     | 夏   | 夏     |
| 地区 | 優勝 | 準優勝 | 優勝 | 準優勝 |
| ---- | ---- | ------ | ---- | ------ |
| 青森 | 0    | 1      | 0    | 3      |
| 岩手 | 0    | 1      | 0    | 0      |
| 宮城 | 0    | 1      | 1    | 4      |
| 秋田 | 0    | 0      | 0    | 2      |
| 山形 | 0    | 0      | 0    | 0      |
| 福島 | 0    | 0      | 0    | 1      |
| 合計 | 0    | 3      | 1    | 10     |

### 関東
人口の多い神奈川県と東京都の優勝回数が他県より圧倒的に多い。関東の学校が全国制覇を成し遂げ優勝旗がその学校にもたらされることを、江戸時代の交通の難所（あるいは関所）になぞらえ「箱根の関を越える」と表現することがあった。初めて「箱根を越した」のは1916年の夏の大会の慶応普通部（東京）、その後1949年の夏の大会の湘南（神奈川）が達成した。
1916年夏に慶応普通部の優勝から湘南の優勝まで33年間の空白があるが、これが関東勢（東京都含む）にとって最長である。
春の優勝は1957年の早稲田実（東京）が最初となった。以後、1962年に作新学院（栃木）が史上初の春夏連覇を達成し、ここで関は箱根から白河に移った。2004年夏に駒大苫小牧（南北海道）が優勝するまでの間、最北端の優勝校だった。
2023年春に山梨学院（山梨）が優勝したことで、関東大会に参加する7県すべてで甲子園での優勝経験があることになった（千葉は選抜、山梨は選手権で優勝経験がない）。
| 地区   | 春   | 春     | 夏   | 夏     |
| 地区   | 優勝 | 準優勝 | 優勝 | 準優勝 |
| ------ | ---- | ------ | ---- | ------ |
| 茨城   | 1    | 2      | 2    | 1      |
| 栃木   | 1    | 2      | 2    | 1      |
| 群馬   | 1    | 2      | 2    | 0      |
| 埼玉   | 2    | 2      | 1    | 2      |
| 千葉   | 0    | 3      | 3    | 3      |
| 東京   | 3    | 4      | 1    | 2      |
| 東東京 | 2    | 4      | 2    | 1      |
| 西東京 | 0    | 1      | 4    | 0      |
| 神奈川 | 7    | 4      | 8    | 3      |
| 山梨   | 1    | 0      | 0    | 0      |
| 合計   | 18   | 24     | 25   | 13     |

#### 茨城県
茨城県勢の優勝は3回（夏2回、春1回）だが、いずれも木内幸男率いるチーム（取手二及び常総学院）によりもたらされたものである。
| 開催年 | 大会       | 学校     | 結果   | 結果             | 相手校               |
| ------ | ---------- | -------- | ------ | ---------------- | -------------------- |
| 1984年 | 夏・第66回 | 取手二   | 優勝   | 8-4 （延長10回） | PL学園（大阪）       |
| 1987年 | 夏・第69回 | 常総学院 | 準優勝 | 2-5              | PL学園（大阪）       |
| 1994年 | 春・第66回 | 常総学院 | 準優勝 | 5-7              | 智弁和歌山（和歌山） |
| 1999年 | 春・第71回 | 水戸商   | 準優勝 | 2-7              | 沖縄尚学（沖縄）     |
| 2001年 | 春・第73回 | 常総学院 | 優勝   | 7-6              | 仙台育英（宮城）     |
| 2003年 | 夏・第85回 | 常総学院 | 優勝   | 4-2              | 東北（宮城）         |

#### 栃木県
栃木県勢の優勝は3回（春1回、夏2回）。1962年に作新学院が同一年度に優勝し、史上初の春夏連覇を達成した。2016年夏に春夏連覇以来54年ぶりの優勝を果たした。準優勝は3回（春2回、夏1回）。
| 開催年 | 大会       | 学校     | 結果   | 結果            | 相手校           |
| ------ | ---------- | -------- | ------ | --------------- | ---------------- |
| 1959年 | 夏・第41回 | 宇都宮工 | 準優勝 | 2-8（延長15回） | 西条（愛媛）     |
| 1962年 | 春・第34回 | 作新学院 | 優勝   | 1-0             | 日大三（東京）   |
| 1962年 | 夏・第44回 | 作新学院 | 優勝   | 1-0             | 久留米商（福岡） |
| 1976年 | 春・第48回 | 小山     | 準優勝 | 0-5             | 崇徳（広島）     |
| 1986年 | 春・第58回 | 宇都宮南 | 準優勝 | 1-7             | 池田（徳島）     |
| 2016年 | 夏・第98回 | 作新学院 | 優勝   | 7-1             | 北海（南北海道） |

#### 群馬県
群馬県勢の決勝戦進出は春夏通じて過去5回。夏選手権は1999年に群馬代表として初めて決勝進出の桐生第一が、群馬県勢として念願の全国制覇を達成した。2013年夏には前橋育英が初出場・初優勝を達成。春選抜は2024年に健大高崎が初優勝。
| 開催年 | 大会       | 学校     | 結果   | 結果             | 相手校             |
| ------ | ---------- | -------- | ------ | ---------------- | ------------------ |
| 1936年 | 春・第13回 | 桐生中   | 準優勝 | 1-2x             | 愛知商（愛知）     |
| 1955年 | 春・第27回 | 桐生     | 準優勝 | 3-4x（延長11回） | 浪華商（大阪）     |
| 1999年 | 夏・第81回 | 桐生第一 | 優勝   | 14-1             | 岡山理大付（岡山） |
| 2013年 | 夏・第95回 | 前橋育英 | 優勝   | 4-3              | 延岡学園（宮崎）   |
| 2024年 | 春・第96回 | 健大高崎 | 優勝   | 3-2              | 報徳学園（兵庫）   |

#### 埼玉県
2017年まで地域分類上の関東1都6県の内、埼玉県勢のみ夏の優勝がなかったが、同年に県勢3度目の決勝進出となった花咲徳栄が初めて夏選手権を制した。春選抜は1968年に大宮工、2013年に浦和学院がそれぞれ全国制覇を達成している。
| 開催年 | 大会       | 学校       | 結果   | 結果 | 相手校           |
| ------ | ---------- | ---------- | ------ | ---- | ---------------- |
| 1951年 | 夏・第33回 | 熊谷       | 準優勝 | 4-7  | 平安（京都）     |
| 1968年 | 春・第40回 | 大宮工     | 優勝   | 3-2  | 尾道商（広島）   |
| 1993年 | 春・第65回 | 大宮東     | 準優勝 | 0-3  | 上宮（大阪）     |
| 1993年 | 夏・第75回 | 春日部共栄 | 準優勝 | 2-3  | 育英（兵庫）     |
| 2008年 | 春・第80回 | 聖望学園   | 準優勝 | 0-9  | 沖縄尚学（沖縄） |
| 2013年 | 春・第85回 | 浦和学院   | 優勝   | 17-1 | 済美（愛媛）     |
| 2017年 | 夏・第99回 | 花咲徳栄   | 優勝   | 14-4 | 広陵（広島）     |

#### 千葉県
千葉県勢の決勝戦進出は春夏通じて過去9回（夏6回、春3回）。春の決勝戦進出は過去3回有るが、いずれも準優勝に終わっている。なお、夏選手権では1967年と1975年に習志野、1974年に銚子商がそれぞれ全国制覇を達成した。
| 開催年 | 大会       | 学校       | 結果   | 結果 | 相手校               |
| ------ | ---------- | ---------- | ------ | ---- | -------------------- |
| 1965年 | 夏・第47回 | 銚子商     | 準優勝 | 0-2  | 三池工（福岡）       |
| 1967年 | 夏・第49回 | 習志野     | 優勝   | 7-1  | 広陵（広島）         |
| 1974年 | 夏・第56回 | 銚子商     | 優勝   | 7-0  | 防府商（山口）       |
| 1975年 | 夏・第57回 | 習志野     | 優勝   | 5x-4 | 新居浜商（愛媛）     |
| 1981年 | 春・第53回 | 印旛       | 準優勝 | 1-2x | PL学園（大阪）       |
| 1992年 | 夏・第74回 | 拓大紅陵   | 準優勝 | 0-1  | 西日本短大附（福岡） |
| 1995年 | 春・第67回 | 銚子商     | 準優勝 | 0-4  | 観音寺中央（香川）   |
| 2000年 | 夏・第82回 | 東海大浦安 | 準優勝 | 6-11 | 智弁和歌山（和歌山） |
| 2019年 | 春・第91回 | 習志野     | 準優勝 | 0-6  | 東邦（愛知）         |

#### 山梨県
山梨県勢は、春は4回、夏は3回ベスト4に進出していたが、2022年夏までに決勝戦へ進出することがなかった。2023年春に山梨学院が決勝へ進出し、かつ決勝でも勝利したことで全国制覇を達成している。
| 開催年 | 大会       | 学校     | 結果 | 結果 | 相手校           |
| ------ | ---------- | -------- | ---- | ---- | ---------------- |
| 2023年 | 春・第95回 | 山梨学院 | 優勝 | 7-3  | 報徳学園（兵庫） |

#### 決勝関東対決
関東勢同士の決勝戦は春3回・夏1回の計4回ある。また1987年夏・1993年夏・2015年夏・2025年春はベスト4に関東勢が3校進出した。
| 開催年 | 大会       | 優勝校             | 結果 | 準優勝校             |
| ------ | ---------- | ------------------ | ---- | -------------------- |
| 1962年 | 春・第34回 | 作新学院（栃木）   | 1-0  | 日大三（西東京）     |
| 1972年 | 春・第44回 | 日大桜丘（西東京） | 5-0  | 日大三（西東京）     |
| 1980年 | 夏・第62回 | 横浜（神奈川）     | 6-4  | 早稲田実（東東京）   |
| 1992年 | 春・第64回 | 帝京（東東京）     | 3-2  | 東海大相模（神奈川） |

### 東海
東海4県（愛知県、岐阜県、三重県、静岡県）は、いずれの県も春夏の両方で優勝経験がある。
東海勢の夏の優勝は、2009年の中京大中京以来ないが、かつては中京商（現・中京大中京）の夏3連覇や、1933年から1941年にかけて春の選抜で東海勢（愛知県、岐阜県）が9大会連続決勝進出し、その内8大会で優勝している。
岐阜県は県岐阜商が戦前からの伝統ある名門校で、春3回優勝，夏1回優勝を誇る（岐阜県の優勝は春夏とも全て県岐阜商が成し遂げている）。
三重県は春夏とも優勝は1回ずつで、静岡県は春4回優勝・夏1回優勝している。
東海勢の近年の全国大会では、2019年の春の選抜で東邦が史上最多5度目の優勝を果たし、同年の明治神宮野球大会では中京大中京が優勝している。

#### 愛知県
愛知県は、中京大中京が春夏最多11度の優勝，夏最多7度の優勝，春夏通算最多137勝，春最多タイ58勝，夏最多79勝，史上唯一の夏3連覇，夏春連覇，春夏連覇を誇り、同じ愛知県の東邦も春最多5度の優勝，春最多タイ58勝の記録を持ち、中京大中京と東邦の2校だけで甲子園200勝以上しているかなりの強豪県である。
特に東邦は、春に滅法強く夏は準優勝が最高成績であるため、「春の東邦，夏の中京」と地元ではいわれている。ただし、中京大中京は東邦に次ぐ春優勝4回（準優勝4回）と、春最多勝利数を誇っているため、春夏ともに強いといえる。
愛知県の強豪校である中京大中京，東邦，愛工大名電，享栄は「愛知私学4強」と呼ばれている。愛知私学4強のうち、享栄のみ春夏とも甲子園優勝・準優勝の経験がない。愛知県：春【優勝11回、準優勝8回】、夏【優勝8回、準優勝1回】、春夏通算【優勝19回、準優勝9回】。
| 地区 | 春   | 春     | 夏   | 夏     |
| 地区 | 優勝 | 準優勝 | 優勝 | 準優勝 |
| ---- | ---- | ------ | ---- | ------ |
| 静岡 | 4    | 0      | 1    | 6      |
| 愛知 | 11   | 8      | 8    | 1      |
| 岐阜 | 3    | 4      | 1    | 4      |
| 三重 | 1    | 0      | 1    | 1      |
| 合計 | 19   | 12     | 11   | 12     |

### 北信越
北信越地方（新潟県・長野県・富山県・石川県・福井県）は、長野の松本商（1928年夏）と飯田長姫（1954年春）、福井の敦賀気比（2015年春）の3校が優勝校。
なお2014年夏には、北信越地区の5校が初の全校初戦突破を果たしている。
富山県勢は、優勝なし。準優勝もなし。春は新湊のベスト4進出、夏は過去に6回（1947年・1958年・1967年・1969年・1973年・2013年）のベスト8進出が最高。また、富山県に関しては甲子園での私立高校の成績が悪く、2013年夏に富山第一が勝利するまで私立高校の勝利経験がなかった。
石川県勢は、優勝なし。準優勝は1995年・2019年夏の星稜。春は星稜（2024年）のベスト4進出が最高。なお明治神宮野球大会では3度優勝（1980年・1991年・2023年ともに星稜）、国体では1度優勝（1992年星稜）している。
福井県勢は、2015年春に敦賀気比が優勝（北陸勢としても春夏通じて初の全国制覇）。準優勝は1978年春の福井商。夏は若狭（1969年）・敦賀気比（1995年・2014年)・福井商（1996年）と過去4回のベスト4進出が最高。なお明治神宮野球大会では2度優勝（1973年若狭、1974年福井商）、国体では1度優勝（1968年若狭）している。

#### 新潟県
新潟県勢は、優勝なし。準優勝は2009年夏の日本文理。なおこの時、47都道府県すべて春夏のどちらかでベスト4進出を果たしたこととなった。春は2006年に県勢初勝利を挙げた日本文理のベスト8進出が最高。
1931年から1957年まで新潟県と長野県を対象に22回行われた信越大会を22回全て長野県勢が制したこともあって、新潟県勢は夏の全国大会出場回数が少ない。

#### 長野県
長野県勢は、1928年夏に松本商が、1954年春に飯田長姫がそれぞれ優勝。準優勝は、春2回（1926年・1991年）、夏3回（1919年・1924年・1930年）。2015年春に敦賀気比が優勝するまでは北信越で唯一優勝経験があった。なお明治神宮野球大会では2度優勝（1979年東海大三、1985年松商学園）、国体では1度優勝（1991年松商学園）している。
2021年夏に松商学園が初戦で高岡商に勝利し、史上初の4元号（大正・昭和・平成・令和）甲子園勝利校となった。
| 開催年 | 大会        | 学校             | 結果   | 結果 | 相手校             |
| ------ | ----------- | ---------------- | ------ | ---- | ------------------ |
| 1919年 | 夏・第5回   | 長野師範（長野） | 準優勝 | 4‐7  | 神戸一中（兵庫）   |
| 1924年 | 夏・第10回  | 松本商（長野）   | 準優勝 | 0-3  | 広島商（広島）     |
| 1926年 | 春・第3回   | 松本商（長野）   | 準優勝 | 0-7  | 広陵中（広島）     |
| 1928年 | 夏・第14回  | 松本商（長野）   | 優勝   | 3-1  | 平安中（京都）     |
| 1930年 | 夏・第16回  | 諏訪蚕糸（長野） | 準優勝 | 2-8  | 広島商（広島）     |
| 1954年 | 春・第26回  | 飯田長姫（長野） | 優勝   | 1-0  | 小倉（福岡）       |
| 1978年 | 春・第50回  | 福井商（福井）   | 準優勝 | 0-2  | 浜松商（静岡）     |
| 1991年 | 春・第63回  | 松商学園（長野） | 準優勝 | 5-6x | 広陵（広島）       |
| 1995年 | 夏・第77回  | 星稜（石川）     | 準優勝 | 1-3  | 帝京（東東京）     |
| 2009年 | 夏・第91回  | 日本文理（新潟） | 準優勝 | 9-10 | 中京大中京（愛知） |
| 2015年 | 春・第87回  | 敦賀気比（福井） | 優勝   | 3-1  | 東海大四（北海道） |
| 2019年 | 夏・第101回 | 星稜（石川）     | 準優勝 | 3-5  | 履正社（大阪）     |

| 地区 | 春   | 春     | 夏   | 夏     |
| 地区 | 優勝 | 準優勝 | 優勝 | 準優勝 |
| ---- | ---- | ------ | ---- | ------ |
| 長野 | 1    | 2      | 1    | 3      |
| 新潟 | 0    | 0      | 0    | 1      |
| 富山 | 0    | 0      | 0    | 0      |
| 石川 | 0    | 0      | 0    | 2      |
| 福井 | 1    | 1      | 0    | 0      |
| 合計 | 2    | 3      | 1    | 6      |

### 近畿
滋賀県を除く5府県は春夏の両方で最低2度優勝経験があり、かなりの強豪地方である。近畿地方の高校同士の決勝戦も何度か行われている。中でも大阪府は春夏とも10回以上優勝している。
兵庫県も強豪県であり、本州の高校の他に、淡路島にある兵庫県立洲本高等学校が優勝を果たしている。但馬地区からは出場校が出ていない。
和歌山県も智弁和歌山を中心に複数の高校が優勝している強豪県である。
奈良県の優勝回数は春夏各2回と上記3府県よりやや少ないが、智弁学園や天理などが実力を見せている。
京都府は龍谷大平安が夏3度制しており、他校より圧倒的に強い。甲子園には京都市内の高校が出場することが多いが、丹波地区にある福知山成美高等学校も実力を見せている。

#### 滋賀県
滋賀県勢は、近畿勢で唯一春夏とも優勝なし。1915年から1972年まで滋賀県と京都府を対象に50回行われた京津大会/京滋大会（1956年に京津大会から京滋大会と改称）と、1974年から1977年まで滋賀県と福井県を対象に4回行われた福滋大会では、京津大会/京滋大会を4回制しただけにとどまり、京都府勢に46回、福井県勢に4回、計50回阻止されたため、夏の全国大会出場回数は滋賀県勢が最も少なくなっている（旧外地勢を除く）。滋賀県勢は地方大会不参加が1回もなく、地方大会も中止となった1941年・第27回大会を除いて34回目の挑戦となる1953年・第35回大会で夏の全国大会初出場。夏の全国大会初勝利は1979年・第61回大会の比叡山で、47都道府県では最後であった。夏は2001年・第83回大会で近江が春夏通じて滋賀県勢初の決勝進出を果たしたが、日大三に敗れて準優勝となった。春は2022年・第94回大会で補欠校から急遽出場した近江が決勝へ進出したが、大阪桐蔭に敗れて準優勝となった。
| 開催年 | 大会       | 学校 | 結果   | 結果 | 相手校           |
| ------ | ---------- | ---- | ------ | ---- | ---------------- |
| 2001年 | 夏・第83回 | 近江 | 準優勝 | 2-5  | 日大三（西東京） |
| 2022年 | 春・第94回 | 近江 | 準優勝 | 1-18 | 大阪桐蔭（大阪） |

#### 大阪府
優勝回数は春12回、夏14回、計26回は全国最多。1980年代まではPL学園を始めとする大阪私学7強と呼ばれる強豪校が揃っていた。1990年代は7強に変わって上宮・大阪桐蔭、2000年代以降は大阪桐蔭・履正社などが実力を見せている。
1982年にPL学園、2018年に大阪桐蔭が選抜連覇を達成。春2連覇達成は歴代で3校のみで、うち2校が大阪勢である。1987年にPL学園、2012年に大阪桐蔭が春夏連覇を達成し、史上初めて同一都道府県から2校目の春夏連覇達成となった。さらに大阪桐蔭が2018年に史上初の2度目の春夏連覇を達成し、大阪としては全国最多3度目の春夏連覇となった。
1998年夏の第80回記念大会では南北に分かれて2校出場となると、PL学園と関大一が揃ってベスト8に進出。夏は東京以外では史上初の同一府県から2校のベスト8進出となった。2017年春の第89回大会では1972年の東京以来45年ぶりの同一都道府県同士の決勝戦となった。
| 開催年 | 大会        | 学校     | 結果   | 結果             | 相手校               |
| ------ | ----------- | -------- | ------ | ---------------- | -------------------- |
| 1916年 | 夏・第2回   | 市岡中   | 準優勝 | 2-6              | 慶応普通部（東京）   |
| 1934年 | 春・第11回  | 浪華商   | 準優勝 | 1-2x             | 東邦商（愛知）       |
| 1937年 | 春・第14回  | 浪華商   | 優勝   | 2-0              | 中京商（愛知）       |
| 1946年 | 夏・第28回  | 浪華商   | 優勝   | 2-0              | 京都二中（京都）     |
| 1949年 | 春・第21回  | 北野中   | 優勝   | 6-4              | 芦屋（兵庫）         |
| 1952年 | 夏・第34回  | 八尾     | 準優勝 | 1-4              | 芦屋（兵庫）         |
| 1953年 | 春・第25回  | 浪華商   | 準優勝 | 0-4              | 洲本                 |
| 1955年 | 春・第27回  | 浪華商   | 優勝   | 4x-3（延長11回） | 桐生                 |
| 1961年 | 夏・第43回  | 浪商     | 優勝   | 1-0              | 桐蔭（和歌山）       |
| 1963年 | 夏・第45回  | 明星     | 優勝   | 2-1              | 下関商（山口）       |
| 1968年 | 夏・第50回  | 興国     | 優勝   | 1-0              | 静岡商（静岡）       |
| 1970年 | 春・第42回  | 北陽     | 準優勝 | 4-5x             | 箕島                 |
| 1970年 | 夏・第52回  | PL学園   | 準優勝 | 6-10             | 東海大相模（神奈川） |
| 1971年 | 春・第43回  | 大鉄     | 準優勝 | 0-2              | 日大三（東京）       |
| 1976年 | 夏・第58回  | PL学園   | 準優勝 | 3-4x（延長11回） | 桜美林（西東京）     |
| 1978年 | 夏・第60回  | PL学園   | 優勝   | 3x-2             | 高知商（高知）       |
| 1979年 | 春・第51回  | 浪商     | 準優勝 | 7-8              | 箕島（和歌山）       |
| 1981年 | 春・第53回  | PL学園   | 優勝   | 2x-1             | 印旛（千葉）         |
| 1982年 | 春・第54回  | PL学園   | 優勝   | 15-2             | 二松学舎大付（東京） |
| 1983年 | 夏・第65回  | PL学園   | 優勝   | 3-0              | 横浜商（神奈川）     |
| 1984年 | 春・第56回  | PL学園   | 準優勝 | 0-1              | 岩倉（東京）         |
| 1984年 | 夏・第66回  | PL学園   | 準優勝 | 4-8（延長10回）  | 取手二（茨城）       |
| 1985年 | 夏・第67回  | PL学園   | 優勝   | 4x-3             | 宇部商（山口）       |
| 1987年 | 春・第59回  | PL学園   | 優勝   | 7-1              | 関東一（東京）       |
| 1987年 | 夏・第69回  | PL学園   | 優勝   | 5-2              | 常総学院（茨城）     |
| 1989年 | 春・第61回  | 上宮     | 準優勝 | 2-3x（延長10回） | 東邦（愛知）         |
| 1990年 | 春・第62回  | 近大付   | 優勝   | 5-2              | 新田（愛媛）         |
| 1991年 | 夏・第73回  | 大阪桐蔭 | 優勝   | 13-8             | 沖縄水産（沖縄）     |
| 1993年 | 春・第65回  | 上宮     | 優勝   | 3-0              | 大宮東（埼玉）       |
| 1998年 | 春・第70回  | 関大一   | 準優勝 | 0-3              | 横浜（神奈川）       |
| 2008年 | 夏・第90回  | 大阪桐蔭 | 優勝   | 17-0             | 常葉菊川（静岡）     |
| 2012年 | 春・第84回  | 大阪桐蔭 | 優勝   | 7-3              | 光星学院（青森）     |
| 2012年 | 夏・第94回  | 大阪桐蔭 | 優勝   | 3-0              | 光星学院（青森）     |
| 2014年 | 春・第86回  | 履正社   | 準優勝 | 2-6              | 龍谷大平安（京都）   |
| 2014年 | 夏・第96回  | 大阪桐蔭 | 優勝   | 4-3              | 三重（三重）         |
| 2017年 | 春・第89回  | 大阪桐蔭 | 優勝   | 8-3              | 履正社（大阪）       |
| 2017年 | 春・第89回  | 履正社   | 準優勝 | 3-8              | 大阪桐蔭（大阪）     |
| 2018年 | 春・第90回  | 大阪桐蔭 | 優勝   | 5-2              | 智弁和歌山（和歌山） |
| 2018年 | 夏・第100回 | 大阪桐蔭 | 優勝   | 13-2             | 金足農（秋田）       |
| 2019年 | 夏・第101回 | 履正社   | 優勝   | 5-3              | 星稜（石川）         |
| 2022年 | 春・第94回  | 大阪桐蔭 | 優勝   | 18-1             | 近江（滋賀）         |

#### 決勝近畿対決
近畿勢同士の決勝戦は春9回・夏9回の計18回あり全国最多である。また2017年春はベスト4に近畿勢が3校進出し、決勝戦は大阪勢同士の対戦。2021年夏はベスト4を近畿勢が独占した。
近畿対三重も1回ある（2014年夏第96回大会 大阪桐蔭4-3三重）（現在高校野球の地区分けでは三重は東海地区に分類される）。
| 開催年 | 大会        | 優勝校               | 結果 | 準優勝校             |
| ------ | ----------- | -------------------- | ---- | -------------------- |
| 1921年 | 夏・第7回   | 和歌山中（和歌山）   | 16-4 | 京都一商（京都）     |
| 1922年 | 夏・第8回   | 和歌山中（和歌山）   | 8-4  | 神戸商（兵庫）       |
| 1923年 | 夏・第9回   | 甲陽中（兵庫）       | 5-2  | 和歌山中（和歌山）   |
| 1946年 | 夏・第28回  | 浪華商（大阪）       | 2-0  | 京都二中（京都）     |
| 1948年 | 春・第20回  | 京都一商（京都）     | 1-0  | 京都二商（京都）     |
| 1949年 | 春・第21回  | 北野（大阪）         | 6-4  | 芦屋（兵庫）         |
| 1952年 | 夏・第34回  | 芦屋（兵庫）         | 4-1  | 八尾（大阪）         |
| 1953年 | 春・第25回  | 洲本（兵庫）         | 4-0  | 浪華商（大阪）       |
| 1961年 | 夏・第43回  | 浪商（大阪）         | 1-0  | 桐蔭（和歌山）       |
| 1970年 | 春・第42回  | 箕島（和歌山）       | 5-4  | 北陽（大阪）         |
| 1979年 | 春・第49回  | 箕島（和歌山）       | 8-7  | 浪商（大阪）         |
| 1981年 | 夏・第63回  | 報徳学園（兵庫）     | 2-0  | 京都商（京都）       |
| 1997年 | 夏・第79回  | 智弁和歌山（和歌山） | 6-3  | 平安（京都）         |
| 2014年 | 春・第86回  | 龍谷大平安（京都）   | 6-2  | 履正社（大阪）       |
| 2017年 | 春・第89回  | 大阪桐蔭（大阪）     | 8-3  | 履正社（大阪）       |
| 2018年 | 春・第90回  | 大阪桐蔭（大阪）     | 5-2  | 智弁和歌山（和歌山） |
| 2021年 | 夏・第103回 | 智弁和歌山（和歌山） | 9-2  | 智弁学園（奈良）     |
| 2022年 | 春・第94回  | 大阪桐蔭（大阪）     | 18-1 | 近江（滋賀）         |

| 地区   | 春   | 春     | 夏   | 夏     |
| 地区   | 優勝 | 準優勝 | 優勝 | 準優勝 |
| ------ | ---- | ------ | ---- | ------ |
| 滋賀   | 0    | 1      | 0    | 1      |
| 京都   | 2    | 2      | 4    | 9      |
| 大阪   | 12   | 10     | 14   | 5      |
| 兵庫   | 6    | 4      | 7    | 3      |
| 奈良   | 2    | 0      | 2    | 1      |
| 和歌山 | 5    | 5      | 8    | 5      |
| 合計   | 27   | 22     | 35   | 24     |

### 中国
中国地方では人口の多い広島県の優勝回数が他県より圧倒的に多い。中でも広陵高校が春選抜を3度制しており、春の広陵と呼ばれるほど全国的にも有名である。山陰地方（鳥取県・島根県）の高校は甲子園大会優勝経験が未だ一度もない。岡山県勢は春は1965年に岡山東商業高校が優勝したものの、夏は1度もない。
山口県は春夏とも1回ずつ優勝している。2022年は下関国際が決勝に進出したものの、仙台育英に敗れて準優勝に終わった。

#### 岡山県
岡山県は前述したように春は向井正剛率いる岡山東商が優勝しているが夏は1999年に準優勝した岡山理大付が最高成績である。また1970年代は複数の大会でベスト4まで進出しており、1969年には準決勝で玉島商が三沢に2-3で敗れている。広島・山口・兵庫・四国など強豪県に囲まれているため弱さが目立つものの人口・天候などによる理由は当てはまらない。

#### 山陰
2022年春までの甲子園での通算成績は、鳥取が58勝103敗（春：20勝28敗、夏：38勝75敗）、島根は42勝95敗（春：11勝31敗、夏：31勝64敗）と大きく負け越している。
鳥取県・島根県については、草創期には何度か上位進出があるものの、日本高野連が公表している統計（2014年度）によると鳥取県の高校野球部員数は47都道府県で最少となっている。ただし島根県に関しては徳島県や高知県の方が部員数は少ない。
2018年現在まで山陰地方から決勝進出を果たした学校は、1960年春で準優勝した鳥取の米子東のみである。また2003年夏では、島根の江の川（現・石見智翠館）が、島根県勢として80年ぶり（80年前は松江中＝現・松江北以来）にベスト4に進出した（準決勝戦、1-6で宮城・東北高校に敗退）。
さらに鳥取県勢の夏選手権では、鳥取中・鳥取一中（現・鳥取西。1916年・1920年・1924年・1929年）及び米子東（1956年）と過去5回のベスト4進出が最高位。島根県勢の春選抜では、松江商（1961年）及び大社（1983年）のと過去2回のベスト8進出が最高位である。
| 開催年 | 大会       | 学校           | 結果   | 結果 | 相手校         |
| ------ | ---------- | -------------- | ------ | ---- | -------------- |
| 1960年 | 春・第32回 | 米子東（鳥取） | 準優勝 | 1-2  | 高松商（香川） |

| 地区 | 春   | 春     | 夏   | 夏     |
| 地区 | 優勝 | 準優勝 | 優勝 | 準優勝 |
| ---- | ---- | ------ | ---- | ------ |
| 岡山 | 1    | 0      | 0    | 1      |
| 広島 | 5    | 6      | 7    | 5      |
| 鳥取 | 0    | 1      | 0    | 0      |
| 島根 | 0    | 0      | 0    | 0      |
| 山口 | 1    | 0      | 1    | 7      |
| 合計 | 7    | 7      | 8    | 13     |

### 四国
四国4県も全て春夏の両方で最低1回優勝経験があり（徳島県のみ夏の優勝は1回で他は2回以上優勝している）、全国的にも強い地方と言える。

#### 徳島県
徳島県だけは、2019年現在私立高校の甲子園出場がない。理由のひとつとして徳島県内に私立高校が3校しかなく、3校のうち硬式野球部があるのが生光学園1校だけということが挙げられる。また、2013年夏に富山第一が富山県の私立高校として初めて甲子園勝利を収めたため、私立校の甲子園勝利がないのも徳島県のみとなった。
| 開催年 | 大会       | 学校   | 結果   | 結果 | 相手校           |
| ------ | ---------- | ------ | ------ | ---- | ---------------- |
| 1947年 | 春・第19回 | 徳島商 | 優勝   | 3-1  | 小倉中（福岡）   |
| 1950年 | 夏・第32回 | 鳴門   | 準優勝 | 8-12 | 松山東（愛媛）   |
| 1951年 | 春・第23回 | 鳴門   | 優勝   | 3-2  | 鳴尾（兵庫）     |
| 1952年 | 春・第24回 | 鳴門   | 準優勝 | 0-2  | 静岡商（静岡）   |
| 1958年 | 夏・第40回 | 徳島商 | 準優勝 | 0-7  | 柳井（山口）     |
| 1964年 | 春・第36回 | 海南   | 優勝   | 3-2  | 尾道商（広島）   |
| 1974年 | 春・第46回 | 池田   | 準優勝 | 1-3  | 報徳学園（兵庫） |
| 1979年 | 夏・第61回 | 池田   | 準優勝 | 3-4  | 箕島（和歌山）   |
| 1982年 | 夏・第64回 | 池田   | 優勝   | 12-2 | 広島商（広島）   |
| 1983年 | 春・第55回 | 池田   | 優勝   | 3-0  | 横浜商（神奈川） |
| 1986年 | 春・第58回 | 池田   | 優勝   | 7-1  | 宇都宮南（栃木） |
| 2002年 | 春・第74回 | 鳴門工 | 準優勝 | 2-8  | 報徳学園（兵庫） |

| 地区 | 春   | 春     | 夏   | 夏     |
| 地区 | 優勝 | 準優勝 | 優勝 | 準優勝 |
| ---- | ---- | ------ | ---- | ------ |
| 香川 | 3    | 3      | 2    | 1      |
| 徳島 | 5    | 3      | 1    | 3      |
| 愛媛 | 4    | 3      | 6    | 5      |
| 高知 | 3    | 5      | 2    | 2      |
| 合計 | 15   | 14     | 11   | 11     |

### 九州・沖縄
九州・沖縄では1947年の夏の大会で小倉中（福岡）が優勝し、深紅の大優勝旗は初めて関門海峡を越え、それまでの最西だった松山商（愛媛）を更新した。小倉中学の春の選抜準優勝に続く夏の全国制覇は九州地区の中学校の野球熱を一段と高めた。この機運に乗って朝日新聞西部本社の運動部長芥田武夫は全国に先駆け、全国中等学校野球連盟九州支部を組織し、秋に第一回九州大会を鹿児島の鴨池球場で開催した。九州大会は大成功を収め、他の地域も翌秋から地区大会を開催するようになる。この秋の地区大会での成績が以後、春の選抜大会出場校を決める際の重要な選考基準になる 。2010年には興南（沖縄）が九州・沖縄勢として初めての春夏連覇を達成。
九州では宮崎だけが春夏通じて優勝がないが、2013年に延岡学院の準優勝経験があるほか1999年の明治神宮野球大会で日南学園が優勝している（#宮崎県を参照）。九州のみで春夏共に優勝しているところは大分（津久見が春夏共に1度優勝）だけで、福岡・佐賀は春の優勝がなく、長崎・熊本・鹿児島は夏の優勝がない。
| 開催年 | 大会       | 学校           | 結果   | 結果 | 相手校         |
| ------ | ---------- | -------------- | ------ | ---- | -------------- |
| 1934年 | 夏・第20回 | 熊本工（熊本） | 準優勝 | 0-2  | 呉港中（広島） |
| 1937年 | 夏・第23回 | 熊本工（熊本） | 準優勝 | 1-3  | 中京商（愛知） |
| 1947年 | 春・第19回 | 小倉中（福岡） | 準優勝 | 1-3  | 徳島商（徳島） |
| 1947年 | 夏・第29回 | 小倉中（福岡） | 優勝   | 6-3  | 岐阜商（岐阜） |
| 1948年 | 夏・第30回 | 小倉（福岡）   | 優勝   | 1-0  | 桐蔭（和歌山） |

| 地区   | 春   | 春     | 夏   | 夏     |
| 地区   | 優勝 | 準優勝 | 優勝 | 準優勝 |
| ------ | ---- | ------ | ---- | ------ |
| 福岡   | 0    | 3      | 4    | 2      |
| 佐賀   | 0    | 0      | 2    | 0      |
| 長崎   | 1    | 1      | 0    | 0      |
| 熊本   | 1    | 0      | 0    | 3      |
| 大分   | 1    | 1      | 1    | 0      |
| 宮崎   | 0    | 0      | 0    | 1      |
| 鹿児島 | 1    | 1      | 0    | 1      |
| 沖縄   | 3    | 0      | 1    | 2      |
| 合計   | 7    | 6      | 8    | 9      |

#### 福岡県
福岡県は1947年春に小倉中が初めて決勝に進出し準優勝。続く1947年夏に春夏連続で決勝に進出し、岐阜商を6-3で破って九州勢初優勝を達成。深紅の大優勝旗が初めて関門海峡を越えた。この決勝戦は高校野球全国大会史上最短時間試合でもある。翌1948年夏も優勝し、史上4校目の夏連覇を達成した。
| 開催年 | 大会       | 学校         | 結果   | 結果 | 相手校               |
| ------ | ---------- | ------------ | ------ | ---- | -------------------- |
| 1947年 | 春・第19回 | 小倉中       | 準優勝 | 1-3  | 徳島商（徳島）       |
| 1947年 | 夏・第29回 | 小倉中       | 優勝   | 6-3  | 岐阜商（岐阜）       |
| 1948年 | 夏・第30回 | 小倉         | 優勝   | 1-0  | 桐蔭（和歌山）       |
| 1954年 | 春・第26回 | 小倉         | 準優勝 | 0-1  | 飯田長姫（長野）     |
| 1962年 | 夏・第44回 | 久留米商     | 準優勝 | 0-1  | 作新学院（栃木）     |
| 1965年 | 夏・第47回 | 三池工       | 優勝   | 2-0  | 銚子商（千葉）       |
| 1988年 | 夏・第70回 | 福岡第一     | 準優勝 | 0-1  | 広島商（広島）       |
| 1992年 | 夏・第74回 | 西日本短大附 | 優勝   | 1-0  | 拓大紅陵（千葉）     |
| 2011年 | 春・第83回 | 九州国際大付 | 準優勝 | 1-6  | 東海大相模（神奈川） |

#### 佐賀県
佐賀県は1994年夏に佐賀商（佐賀）が樟南（鹿児島）に、9回表に決勝の満塁ホームランで8-4で九州勢同士の決勝戦制して、佐賀県勢初優勝を達成。これは決勝戦史上初の満塁ホームランでもあった。さらに2007年夏では佐賀北が8回裏の逆転満塁ホームランで広陵（広島）に5-4で逆転勝利。佐賀北の優勝は「がばい旋風」と呼ばれた。
春は1955年大会で佐賀商（高田に1-4で敗退）と、1989年大会で龍谷（横浜商に2-13で敗退）のベスト8進出が現時点の最高成績である。
| 開催年 | 大会       | 学校   | 結果 | 結果 | 相手校         |
| ------ | ---------- | ------ | ---- | ---- | -------------- |
| 1994年 | 夏・第76回 | 佐賀商 | 優勝 | 8-4  | 樟南（鹿児島） |
| 2007年 | 夏・第89回 | 佐賀北 | 優勝 | 5-4  | 広陵（広島）   |

#### 長崎県
2009年春に清峰（長崎）が初優勝。夏は1952年大会で長崎商、1976年大会で海星、2007年大会で長崎日大がベスト4進出（佐賀北に0-3で敗退）が現時点の最高成績である。
| 開催年 | 大会       | 学校 | 結果   | 結果 | 相手校         |
| ------ | ---------- | ---- | ------ | ---- | -------------- |
| 2006年 | 春・第78回 | 清峰 | 準優勝 | 0-21 | 横浜（神奈川） |
| 2009年 | 春・第81回 | 清峰 | 優勝   | 1-0  | 花巻東（岩手） |

#### 大分県
1967年春に津久見（大分）が初優勝。夏は1972年に初優勝した。
| 開催年 | 大会       | 学校   | 結果   | 結果 | 相手校               |
| ------ | ---------- | ------ | ------ | ---- | -------------------- |
| 1967年 | 春・第39回 | 津久見 | 優勝   | 2-1  | 高知（高知）         |
| 1972年 | 夏・第54回 | 津久見 | 優勝   | 3-1  | 柳井（山口）         |
| 2021年 | 春・第93回 | 明豊   | 準優勝 | 2-3  | 東海大相模（神奈川） |

#### 熊本県
1958年春に済々黌（熊本）が初優勝した。夏は熊本工が3度の準優勝があるが、まだ優勝がない。
| 開催年 | 大会       | 学校   | 結果   | 結果 | 相手校         |
| ------ | ---------- | ------ | ------ | ---- | -------------- |
| 1934年 | 夏・第20回 | 熊本工 | 準優勝 | 0-2  | 呉港中（広島） |
| 1937年 | 夏・第23回 | 熊本工 | 準優勝 | 1-3  | 中京商（愛知） |
| 1958年 | 春・第30回 | 済々黌 | 優勝   | 7-1  | 中京商（愛知） |
| 1996年 | 夏・第78回 | 熊本工 | 準優勝 | 3-6  | 松山商（愛媛） |

#### 宮崎県
宮崎県は2013年夏において、延岡学園が決勝進出（前橋育英に3-4で敗れ準優勝）するまで、九州で唯一決勝進出経験が無かった。春では、1984年大会で都城がベスト4進出（PL学園に延長11回・0-1xでサヨナラ敗退）が現時点の最高成績である。
| 開催年 | 大会       | 学校     | 結果   | 結果 | 相手校           |
| ------ | ---------- | -------- | ------ | ---- | ---------------- |
| 2013年 | 夏・第95回 | 延岡学園 | 準優勝 | 3-4  | 前橋育英（群馬） |

#### 鹿児島県
1996年春に鹿児島実（鹿児島）が初優勝した。
| 開催年 | 大会       | 学校     | 結果   | 結果 | 相手校               |
| ------ | ---------- | -------- | ------ | ---- | -------------------- |
| 1994年 | 夏・第76回 | 樟南     | 準優勝 | 4-8  | 佐賀商（佐賀）       |
| 1996年 | 春・第68回 | 鹿児島実 | 優勝   | 6-3  | 智弁和歌山（和歌山） |
| 2005年 | 春・第77回 | 神村学園 | 準優勝 | 2-9  | 愛工大名電（愛知）   |

#### 沖縄県
沖縄県は、アメリカ管轄下にあった1958年に甲子園初出場。1988年の国体で沖縄水産が優勝、1990年と1991年の夏の甲子園で沖縄水産が準優勝、1999年春の選抜で沖縄尚学が沖縄勢として甲子園初優勝を果たし、優勝旗が海を渡った。翌日の新聞紙面も「優勝旗が海を渡る」などと表現した。また、それまでの最南端優勝校だった鹿児島実（鹿児島）を更新した。2010年に興南が沖縄勢として夏の初優勝と、史上6校目の春夏連覇を達成した。
| 開催年 | 大会       | 学校     | 結果   | 結果 | 相手校               |
| ------ | ---------- | -------- | ------ | ---- | -------------------- |
| 1990年 | 夏・第72回 | 沖縄水産 | 準優勝 | 0-1  | 天理（奈良）         |
| 1991年 | 夏・第73回 | 沖縄水産 | 準優勝 | 8-13 | 大阪桐蔭（大阪）     |
| 1999年 | 春・第71回 | 沖縄尚学 | 優勝   | 7-2  | 水戸商（茨城）       |
| 2008年 | 春・第80回 | 沖縄尚学 | 優勝   | 9-0  | 聖望学園（埼玉）     |
| 2010年 | 春・第82回 | 興南     | 優勝   | 10-5 | 日大三（東京）       |
| 2010年 | 夏・第92回 | 興南     | 優勝   | 13-1 | 東海大相模（神奈川） |

### 離島
沖縄では夏の大会では1977（第59回） - 78年（第60回）に宮古、1988年（第70回）に八重山がそれぞれ県大会準優勝とあと一歩のところで甲子園出場を逃しているが、2006年夏（第88回）に八重山商工が出場（同年選抜で沖縄県の離島勢として初めて出場した）し、2勝を挙げている。
八重山商工の他、沖縄本島以外の「島」からは久賀（現周防大島・山口：1962年春〈第34回〉、1999年夏〈第81回〉）、隠岐（島根：2003年春〈第75回〉）、洲本（兵庫：1953年春〈第25回〉、1975年夏〈第57回〉、1986年春〈第58回〉、2012年春〈第84回〉）、佐渡（新潟：2011年春〈第83回〉）、大島（鹿児島：2014年春〈第86回〉、2022年春〈第94回〉）、小豆島（現小豆島中央・香川：2016年春〈第88回〉）、大崎（長崎：2021年春〈第93回〉）、壱岐（長崎：2025年春〈第97回〉）が甲子園に出場している（八重山商工、大崎、大島（2回目）以外の2001年以降の春出場校は何れも21世紀枠）。
離島による甲子園優勝は、沖縄本島を除くと1953年春（第25回）の洲本のみである。

## 学校にまつわる記録・エピソード

### 外地からの参加
第二次世界大戦前は、日本領である台湾、朝鮮、満洲租借地といった外地の学校も予選および全国大会に参加していた（春は台湾のみの参加）。1921年の夏の第7回大会に釜山商（釜慶高等学校）（朝鮮）、大連商が外地の学校として初出場していた。準優勝した例もあったが戦後、台湾・朝鮮・満州らは日本領では無くなったため参加がなくなった。
| 開催年 | 大会       | 外地の学校       | 結果   | 結果 | 対戦相手       |
| ------ | ---------- | ---------------- | ------ | ---- | -------------- |
| 1926年 | 夏・第12回 | 大連商           | 準優勝 | 1-2  | 静岡中（静岡） |
| 1931年 | 夏・第17回 | 嘉義農林（台湾） | 準優勝 | 0-4  | 中京商（愛知） |

### 少数部員の活躍
選抜大会では出場対象の学年が2学年しかないことから、部員の総数がベンチ入り選手制限に満たない高校の快進撃が時折起きた。有名処では1974年〈第46回〉池田（徳島…部員11人で準優勝）、1977年〈第49回〉中村（高知…部員12人で準優勝）があり、1987年〈第59回〉大成（和歌山）、2017年〈第89回〉不来方（岩手…21世紀枠での出場）が部員10人で選抜大会に出場した。
また、2023年春〈第95回〉には城東（徳島…21世紀枠での出場）が部員13人（内1人は女子マネージャーであり、初めて女性によるノッカーを務めた）で選抜に出場した。

### 分校・連合チームの参加
日本高等学校野球連盟（高野連）の大会参加資格規定では、「参加チームは、その学校の代表であることを要する」としており、原則として1校1チームでの出場が求められるが、本校との距離等の問題で本校と同一チームと出来ない分校は高野連に単独加盟することができる。この例が適用され、都道府県大会に参加した学校は複数存在するが、実際に全国大会に出場した経験を持つ学校は、1997年春（第69回）に出場した日高中津分校（和歌山）のみであり、夏の選手権大会に出場した分校チームはない。
また、1997年の規約改正で全国高等学校体育連盟の定めた指針に準じる形で、学校が統廃合される場合に限り各都道府県高野連の承認を得た上で、新旧学校による連合チームの出場が認められるようになった。同年の高知大会では高岡宇佐分校・高知海洋の連合チームが出場した。逆に野球部側の希望で連合解消もできる。また、2011年には東日本大震災に被災して部員数が減少した高校同士による連合チームの出場を容認する特例措置を設けられていた。2012年夏（第94回）からは条件が大幅に緩和され、部員が8人以下の学校同士による連合チームの結成や部員を他校から借りるケースが認められるようになった。
これらの形で各都道府県大会に出場する連合チームがあるが、春・夏の甲子園に出場した連合チームはまだない。

### 単独廃校ルール
連合チームとは別に、2000年には廃校が決定した高校の野球部に限って、同一都道府県の他校からの派遣選手をチームに加えることで自校単独名義で出場できるとする単独廃校ルールが追加された。2024年夏には柏木農業が(少なくとも青森県内では)初となる廃校が決定していない高校による単独廃校ルールの適用となったが、青森県高野連の玉熊康成理事長は「出場機会を与えるための配慮」という趣旨の説明をしている。同シーズンの岩手県予選で金ケ崎に単独廃校ルールに従って花巻東から部員が5人派遣されて2018年シーズン以来となる初戦突破を果たした際はメディアでも話題となった。この一件はそれまで一般層の間での知名度が皆無で、高野連の規則を隅々まで読まない限り熱心な高校野球ファンですらその存在を把握できなかった単独廃校ルールの知名度の向上につながった。

### 中高一貫校
中高一貫校では中学3年の夏の大会終了後に高校の野球部の練習に参加できる特例がある。

### 出場辞退
出場校の不祥事（暴力事件やその他の問題行為、出場選手の期末試験免除等学校側の規約違反など）により地方大会、及び全国大会の出場を辞退するケースがある。これらは後日高野連からの処分も受けることもある。また地方大会では規定人数未満などやむを得ない理由で出場を辞退したケースもある。全国大会では第8回の新潟商が出場直前に急病人が続出し、出場を辞退している。以下は選抜大会・選手権大会における全国大会出場決定後に辞退した学校の一覧。
| 開催年 | 大会        | 校名                 | 辞退の要因                            | 代替出場校         | 代替出場校の成績 |
| ------ | ----------- | -------------------- | ------------------------------------- | ------------------ | ---------------- |
| 1922年 | 夏・第8回   | 新潟商（新潟）       | 部員の急病による人数不足              | なし               |                  |
| 1935年 | 春・第12回  | 浪華商（大阪）       | 兄弟校の経営トラブルと学校の不審火    | 中京商（愛知）     | ベスト8          |
| 1939年 | 夏・第25回  | 帝京商（東京）       | 未登録選手の出場                      | 早稲田実（東京）   | ベスト8          |
| 1939年 | 夏・第25回  | 日大三中（東京）     | 選手資格に抵触する選手の出場          | 早稲田実（東京）   | ベスト8          |
| 1952年 | 春・第24回  | 門司東（福岡）       | 野球部員への期末試験免除              | 長崎商（長崎）     | ベスト8          |
| 1958年 | 春・第30回  | 浪華商（大阪）       | 一般生徒の恐喝事件                    | 和歌山工（和歌山） | 初戦敗退         |
| 1965年 | 春・第37回  | 高知商（高知）       | 野球部員の他校野球部員への傷害事件    | 今治南（愛媛）     | 初戦敗退         |
| 1967年 | 春・第39回  | 津山商（岡山）       | 応援団員の婦女暴行事件                | 倉敷工（岡山）     | 初戦敗退         |
| 1971年 | 春・第43回  | 北海（北海道）       | 一般生徒の暴力事件                    | 芦別工（北海道）   | 初戦敗退         |
| 1975年 | 春・第47回  | 門司工（福岡）       | 一般生徒の住居侵入・婦女暴行未遂事件  | 佐世保工（長崎）   | 初戦敗退         |
| 1984年 | 春・第56回  | 函館有斗（北海道）   | 部員による乗用車でのひき逃げ事故      | 砂川北（北海道）   | 初戦敗退         |
| 1987年 | 春・第59回  | 東海大浦安（千葉）   | 引退した3年生部員による傷害事件       | 常総学院（茨城）   | 初戦敗退         |
| 1992年 | 春・第64回  | 神戸弘陵（兵庫）     | 野球部員の喫煙                        | 育英（兵庫）       | ベスト8          |
| 2000年 | 春・第72回  | 敦賀気比（福井）     | 野球部員の無免許運転による事故        | 高岡第一（富山）   | 初戦敗退         |
| 2005年 | 夏・第87回  | 明徳義塾（高知）     | 野球部員の喫煙と部内暴力              | 高知（高知）       | 初戦敗退         |
| 2006年 | 春・第78回  | 駒大苫小牧（北海道） | 卒業した3年生部員の飲酒・喫煙         | 北海道栄（北海道） | 初戦敗退         |
| 2021年 | 夏・第103回 | 宮崎商（宮崎）       | 部員のCOVID-19感染                    | なし               |                  |
| 2021年 | 夏・第103回 | 東北学院（宮城）     | 部員のCOVID-19感染                    | なし               |                  |
| 2022年 | 春・第94回  | 京都国際（京都）     | 部員のCOVID-19感染                    | 近江（滋賀）       | 準優勝           |
| 2022年 | 春・第94回  | 広島商（広島）       | 部員のCOVID-19感染                    | なし               |                  |
| 2025年 | 夏・第107回 | 広陵（広島）         | 野球部員の部内暴力行為のSNS上での拡散 | なし               |                  |

### 夏の甲子園専門
夏の大会から9年後に春の大会が始まった。回を重ねるごとに春夏の甲子園出場の高校が増えてくる一方で、夏の甲子園しか出場できていない高校もある。原則1府県1校の夏と違い、春は1地区2、3校と甲子園の出場枠が狭いため、特に夏に比べ枠の数が少ない地区で顕著である（例：東北地区、北信越地区）。
北海道の旭川志峯（旧北日本学院→旭川大）は1968年夏に甲子園へ初出場を決め、夏には10回出場しているが、春の甲子園には一度も出場していない。新潟の中越は1978年夏に甲子園へ初出場を決め、2018年夏に新潟県勢最多の11回目の夏の甲子園出場となったが、春の甲子園には一度も出場していない（1978年と2015年は選抜補欠校になっている）。また岩手の福岡（旧福岡中）も1927年夏から1985年夏まで10回甲子園に出場しベスト8進出も2回あるが、春の甲子園には一度も出場していない（1928年と1929年には、選抜されたが予算不足で辞退。1980年は選抜補欠校になっている）。夏の甲子園に2ケタの出場経験があり春出場なしというのは旭川志峯と福岡と中越の3校しかない（戦前は満州・朝鮮・台湾からも出場があり、満州の大連商が夏12回出場し準優勝もありながら、春の出場がないという例がある）。長年福岡が春未出場の夏の甲子園最多出場校として知られていたが、2018年に中越が抜いた。
また佐賀北は夏5回の出場があり2007年夏には優勝経験があるが、春の甲子園には一度も出場していない。夏の甲子園優勝経験がありながら春の甲子園に出場経験がない学校は佐賀北と福岡の三池工（優勝した1965年夏のみの甲子園出場）の2校のみである。
2桁以上の甲子園勝利がありながら春の勝利がない学校は2025年現在、沖縄の浦添商（夏は4回出場し10勝、ベスト4が1回。春は1回出場）のみ。
主に夏に強い学校を「夏将軍」「夏の○○」と呼ぶ。北海道の駒大苫小牧、京都の龍谷大平安（旧平安中→平安）、広島の広島商、愛媛の松山商、高知の明徳義塾（旧明徳）、沖縄の沖縄水産などが代表例である。

#### 北海道・東北
- 北海（旧北海中）は夏は40回出場し準優勝1回、夏の甲子園の出場校で全国最多出場。春は14回出場[注 34]し準優勝1回。春は2011年を最後に勝利をあげていない。9度選抜補欠校になっている[注 35]。
- 駒大苫小牧は夏は7回出場し、2004年から3年連続で決勝に進出して2年連続優勝・準優勝1回だが、春は4回出場で2勝[注 36]。3度選抜補欠校になっている[注 37]。
- 青森山田は夏12回出場し15勝でベスト4が1回。春は3回出場し3回目に出場した2024年に初勝利しベスト8進出している。4度選抜補欠校になっている[注 38]。
- 八戸学院光星（旧光星学院）は夏は12回出場し26勝で準優勝2回。春は11回出場し9勝で準優勝1回。
- 秋田（旧秋田中）は夏は19回出場、第1回大会の準優勝校。春は5回出場で1勝。
- 秋田商は夏は18回出場。春は6回出場。7度選抜補欠校になっている[注 39]。
- 金足農は夏は7回出場し準優勝1回。春は3回出場で1勝。3度選抜補欠校になっている[注 40]。
- ノースアジア大明桜（旧秋田経大付→秋田経法大付→明桜）は夏は11回出場しベスト4が1回。春は5回出場しベスト8が1回。3度選抜補欠校になっている[注 41]。
- 盛岡一（旧盛岡中→盛岡）は夏は9回の出場があるが、春は出場がない。
- 花巻東（旧花巻商）は夏は12回出場しベスト4が2回。春は4回出場し準優勝1回。3度選抜補欠校になっている[注 42]。
- 日大山形は夏は19回出場し、1983年から2017年までの間には12回夏の甲子園出場がありベスト8とベスト4進出が1回ずつあったが、春はその間出場がなく1982年の次の出場が2018年であった。春は4回出場で2回戦が最高。4度選抜補欠校になっている[注 43]。
- 鶴岡東（旧鶴商学園）は夏は8回の出場があるが、春は1978年を最後に出場していない。2020年春の選抜に42年ぶり2回目の出場が決定していたが、新型コロナウイルスにより大会中止となり出場は幻になった（記録上は2020年春の出場もカウントされるため春の出場回数は1978年と2020年の2回）[注 44]。
- 酒田南は夏は10回の出場があるが、春は1回のみで2002年を最後に出場していない（未勝利）。3度選抜補欠校になっている[注 45]。
- 仙台育英は夏は30回出場し優勝1回、準優勝3回。春は15回出場[注 46]し準優勝1回。7度選抜補欠校になっている[注 47]。
- 聖光学院は夏は19回出場し24勝でベスト4が1回、2007年から2019年まで夏は13年連続出場。春は6回出場し5勝でベスト8が1回。3度選抜補欠校になっている[注 48]。
- 日大東北は夏は8回の出場があるが、春は出場がない。

#### 関東
- 作新学院は夏は16回出場し優勝2回、春は12回出場し優勝1回。2011年から2021年まで夏は10大会連続出場し[注 49]、2016年に優勝、2011年にベスト4に進出していたが、この間の春の出場は2012年と2017年のみで2回戦が最高。
- 文星芸大付（旧宇都宮学園）は夏は11回出場。春は2回出場。
- 前橋商は夏は6回出場。春は3回出場（未勝利）。
- 前橋育英は夏は6回出場、2013年初出場初優勝。春は2回出場で1勝。3度選抜補欠校になっている[注 50]。
- 花咲徳栄は夏は8回出場し優勝1回。春は5回出場[注 44]しベスト8が1回。
- 早稲田実は夏は30回出場し45勝で優勝1回、準優勝2回。春は21回出場し23勝で優勝1回、準優勝1回。6度選抜補欠校になっている[注 51]。
- 慶応（旧慶応普通部）は夏は19回出場し優勝2回。春は10回出場しベスト8が2回。夏は2008年にベスト8、2023年に優勝しているが、春は2005年を最後に勝利をあげていない。4度選抜補欠校になっている[注 52]。

#### 東海・北信越
- 中京大中京（旧中京商→中京）は夏は29回出場し優勝7回、夏の甲子園の出場校で全国最多79勝。春は32回出場[注 44]し優勝4回、準優勝4回。9度選抜補欠校になっている[注 53]。
- 日本文理は夏は12回出場し準優勝1回。春は5回出場でベスト8が1回。
- 松商学園（旧松本商）は夏は37回出場し優勝1回、準優勝1回。春は16回出場し準優勝2回。8度選抜補欠校になっている[注 54]。
- 佐久長聖（旧佐久）は夏は9回の出場がありベスト4が1回、2012年から2018年までは1年おきに出場していたが、春は1回のみで1997年を最後に出場していない（未勝利）。6度選抜補欠校になっている[注 55]。
- 東海大甲府は夏は14回出場しベスト4が3回。春は6回出場しベスト4が2回。5度選抜補欠校になっている[注 56]。
- 日本航空は夏は7回出場。春は1回出場。
- 富山商は夏は18回出場しベスト8が2回。春は6回出場で2勝。7度選抜補欠校になっている[注 57]。
- 高岡商は夏は22回出場しベスト8が1回。春は5回出場で1勝。
- 星稜は夏は22回出場し準優勝2回。春は16回出場[注 46]でベスト4が1回。8度選抜補欠校になっている[注 58]。

#### 近畿
- 近江は夏は17回出場し準優勝1回。春は7回出場し準優勝1回。3度選抜補欠校になっている[注 59]。
- 龍谷大平安は夏の大会では34回出場し優勝が3回、準優勝が4回あるが、春は全国最多の42回出場も長年にわたりベスト4が最高で優勝がなく、2014年の大会において38回目の出場で初めて優勝した。6度選抜補欠校になっている[注 60]。
- 京都国際は夏は3回出場し優勝1回。春は2回出場[注 61]で1勝。
- 智弁学園は夏は22回出場し31勝で準優勝1回。春は14回出場[注 46]し16勝で優勝1回。
- 智弁和歌山は夏は27回出場し優勝3回、準優勝1回。春は15回出場[注 46]し優勝1回、準優勝3回。5度選抜補欠校になっている[注 62]。

#### 中国・四国
- 鳥取西（旧鳥取中→鳥取一中）は夏は23回出場、第1回大会からすべての大会の予選に参加している。春は4回出場で2勝。7度選抜補欠校になっている[注 63]。
- 大社（旧杵築中→大社中）は夏は9回出場しベスト4が1回、ベスト8が2回。第1回大会からすべての大会の予選に参加している。春は2回出場しベスト8が1回。
- 浜田は夏は12回出場しベスト8が1回。春は4回出場。3度選抜補欠校になっている[注 64]。
- 石見智翠館（旧江の川）は夏は11回の出場でベスト8は2回とベスト4が1回あるが、春は1994年の1回のみで、その時は甲子園史上2度目の完全試合で敗れたため春はまだ勝利やヒットはおろかランナーも出したことがないという記録がある。
- 倉敷商は夏は11回出場しているが春は4回しか出場しておらず、うち1回は新型コロナの影響で中止となっている[注 44]。5度選抜補欠校になっている[注 65]。
- 広島商は夏は23回出場し43勝で優勝6回。春は22回出場し20勝で優勝1回。6度選抜補欠校になっている[注 66]。
- 下関国際は夏は3回出場し準優勝1回。春は2回出場（未勝利）。
- 松山商は夏は26回出場し優勝5回、春は16回出場し優勝2回。1966年以降に夏は優勝2回・準優勝2回あるが、春は1962年を最後に勝利がない。甲子園通算80勝のうち4分の3の60勝が夏の勝利である。9度選抜補欠校になっている[注 67]。
- 明徳義塾は夏は23回出場し優勝1回。春は20回出場[注 44]しベスト4が最高。9度選抜補欠校になっている[注 68]。

#### 九州
- 西日本短大付は夏は7回出場し優勝が1回、春に2回出場しベスト8が1回。
- 海星は夏は19回出場しベスト4が1回、春は6回出場しベスト8が1回。
- 大分商は夏は15回出場しベスト8が4回、春は7回出場[注 46]しベスト8が1回。3度選抜補欠校になっている[注 69]。
- 熊本工は夏は23回出場し準優勝3回。春は21回出場しベスト4が4回。3度選抜補欠校になっている[注 70]。
- 宮崎商は夏は6回出場しベスト4が1回。春は3回出場（未勝利）。3度選抜補欠校になっている[注 71]。
- 鹿児島商は夏は13回出場して14勝に対し、春は12回出場して1勝と春の勝率が極端に低い。
- 沖縄水産は夏は9回出場して20勝・準優勝2回（20勝はすべて春初勝利の1996年以前のもの）。春は3回出場でわずか1勝である。3度選抜補欠校になっている[注 72]。
- 興南は夏は14回出場し優勝1回。春は4回出場し優勝1回。春は2010年を最後に出場がない。5度選抜補欠校になっている[注 73]。

### 春の甲子園専門
春の出場のみという高校は、2022年夏現在、甲子園の出場回数は最高でも4回である。兵庫の三田学園、福岡の博多工がそれぞれ4度春の大会に出場しているが夏の出場はない。その2校と同じく春に4回出場した東京の二松学舎大付は、春は準優勝の経験がありながら夏は東京大会・東東京大会の決勝で10回敗れていたが、2014年に初出場（以後は春夏ともコンスタントに出場）。同じく東京の国士舘（春10回・夏1回）は2005年に夏の初出場を果たすまで春は7回出場し、夏の未出場校では最多だった。山口の岩国（春7回・夏5回）は2000年まで春は6回の出場があったが、夏は2000年が初出場だった（ちなみに春夏通算8回目の出場となった2003年夏にベスト8に進出するまで甲子園未勝利だった。春はまだ勝利がない）。
博多工は過去3度夏の福岡大会決勝に進出するも、現在のところ夏の甲子園出場は実現できていない。他に和歌山の海南（旧海南中、春14回・夏4回）や大阪の上宮（春8回・夏1回）のように、春の出場回数の方が極端に多い学校は出場枠の多い大都市圏を中心に多数存在する。例えば神奈川の東海大相模（春12回・夏12回）は、2000年、2011年、2021年のセンバツを制覇したほか、1992年（準優勝）、1995年、2005年、2006年、2018年と近年もセンバツで好成績を残しているが、夏の甲子園は1977年の次の出場が2010年（準優勝）であった（その後、2015年に優勝）。
春夏両方の出場経験はあるが、勝利したのは春だけという高校も存在し、香川の丸亀城西（旧丸亀商）（春9回・夏5回）、兵庫の県尼崎（春4回・夏1回）は春は7勝しているが夏の勝利はない。北海道の北照は（春5回・夏5回）春はベスト8を2回経験しているが夏の勝利はない。和歌山の田辺（旧田辺中）（春3回・夏1回）春は2勝しているが、夏の勝利はない。なお、和歌山の向陽（旧海草中）は出場回数は春15回・夏7回と倍の差があるが、勝利数は春7勝・夏14勝と逆転している。夏は1929年に準優勝、1939年・1940年は連覇を達成しているが、春はベスト8が最高である。
主に春に強い学校を「春将軍」「春の○○」「桜の○○」と呼ぶ。愛知の東邦（旧東邦商）、愛工大名電（旧名古屋電工→名古屋電気）、広島の広陵（旧広陵中）などが代表例である。

#### 北海道
- 鵡川は春は2002年・2004年・2009年の3回出場があるが夏の出場はない。

#### 関東
- 国学院栃木は春は4回出場しベスト4が1回、ベスト16が1回。夏は2回出場しベスト16が1回。2022年までは勝利がなかった。夏の栃木大会決勝では8度敗退している。
- 健大高崎は春は7回出場[注 46]し、優勝1回、ベスト4が1回、ベスト8が2回。夏は4回出場し、ベスト8が1回。夏の群馬大会決勝では5度敗退している。
- 浦和学院は春は11回出場し23勝で優勝1回。夏は15回出場し12勝でベスト4が1回。夏の埼玉大会決勝では6度敗退している。
- 山梨学院（旧山梨学院大付）は春は7回出場[注 44]し優勝1回。夏は10回出場で2勝。

#### 東海
- 東邦は春は31回出場、夏は17回出場。甲子園通算77勝のうち約4分の3の58勝が春の勝利で、春は優勝が5回（最多回数）、準優勝が2回あるが、夏は優勝経験はなく準優勝が1回のみである。夏の東海大会と愛知大会の決勝では13度敗退している。
- 愛工大名電は春は10回出場。夏は15回出場。甲子園通算24勝のうち16勝が春の勝利で、春は2004年準優勝、2005年優勝と好成績を残すも、夏は1981年に3勝（ベスト4）、1988年に1勝を挙げた以降、平成に入ってから8度目の出場までいずれも初戦敗退。平成最後（9度目）の夏出場となった2018年にようやく1勝を挙げ、平成時代夏未勝利を免れた。令和では2度目の夏出場となった2022年に3勝（ベスト8）。夏の愛知大会決勝では11度敗退している。
- 県岐阜商（旧岐阜商→長良→岐阜商）は春は30回出場[注 46]し優勝3回、3回。夏は30回出場し優勝1回、準優勝3回。夏の三岐大会決勝と夏の岐阜大会決勝では8度敗退している。

#### 近畿
- 近大付は春は7回出場し優勝1回。夏は5回出場で2勝。夏の大阪大会決勝では8度敗退している。
- 報徳学園は春は23回出場し優勝2回、準優勝2回。夏は16回出場し優勝1回。
- 神戸国際大付は春は5回出場し、ベスト4が1回。夏は3回出場し、ベスト8が1回。夏の兵庫大会決勝では5度敗退している。
- 市和歌山（旧市和歌山商）は春は8回出場し準優勝1回。夏は6回出場しベスト4が1回。
- 箕島は春は9回出場し優勝3回。夏は8回出場し優勝1回。

#### 中国・四国
- 倉敷工は春は11回出場、夏は9回出場。春と夏共にベスト4が2回。夏は2003年を最後に出場していない。夏の東中国大会と夏の岡山大会決勝では7度敗退している。
- 広陵は春は27回出場し3回の優勝があるが、夏は25回出場し準優勝4回で優勝はまだない（1927年は高松商に1対5、1967年は習志野に1対7、2007年は佐賀北に4対5と、3度目まではちょうど40年周期で準優勝していた。4度目の決勝進出となった2017年は花咲徳栄に4対14で敗れ、またも優勝ならず）。夏の山陽大会決勝、夏の西中国大会決勝、夏の広島大会決勝では16度敗退している。
- 南陽工は春は5回出場しベスト8が2回。夏は4回出場で1勝。
- 高松商（旧香川商）は春は28回出場し37勝で優勝2回、準優勝3回、第1回大会優勝校。夏は22回出場し25勝で優勝2回。夏の四国大会決勝、夏の北四国大会決勝、夏の香川大会決勝では20度敗退している。
- 高知（旧城東）は春は21回出場し優勝1回、準優勝1回。夏は13回出場し優勝1回。夏は2009年を最後に出場していない。夏の高知大会決勝では19度敗退している。
- 土佐は春は8回出場し準優勝1回。夏は4回出場し準優勝1回。夏は1989年を最後に出場していない。夏の南四国大会と夏の高知大会決勝では12度敗退している。

#### 九州
- 福岡大大濠は春は5回出場し2017年と2021年にベスト8に進出しているが、夏は3回出場でベスト8が1回。夏は1989年を最後に出場していない。その2017年春の甲子園に出場した三浦銀二や、3学年下の山下舜平大などプロ入りした好投手を複数輩出しており、「春は投手力」と言われる典型例とも言える。
- 東海大福岡（旧東海大五）は春は1985年・2017年・2024年の3回出場があるが夏の出場はない。
- 清峰は春は2回出場し準優勝が1回（2006年）、優勝が1回（2009年）あるが夏は3回出場しベスト16が最高である。また長崎県勢自体も夏はベスト4が最高（2007年の長崎日大他）である。
- 沖縄尚学（旧沖縄）は春は7回出場し優勝2回。夏は11回出場しベスト4以上が1回。夏の南九州大会決勝と夏の沖縄大会決勝では6度敗退している。

### 野球部新設校の快進撃
新設の野球部（主に女子校の共学化が多い）が突如として地方大会や全国大会を勝ち進むことがある。選手権大会では、駒大苫小牧（南北海道）は1966年に、明野（茨城）は1979年に、共に創部3年目で出場した。選抜大会では、八千代松陰は1980年に、東筑紫学園は1993年に、上宮太子は2000年に、共に創部3年目で出場した。済美（愛媛）は創部2年目の2003年の夏までは目立った成績はあげられなかったが、その年の秋の四国大会でいきなり優勝し、2004年春の選抜でも快進撃は続き優勝、夏の選手権で準優勝（共に初出場）に輝いた。同様な例に、神村学園（鹿児島）の2005年春選抜準優勝などがある。また、2002年夏の選手権で、創部2年目でベスト8に進出した遊学館（石川）は実質創部1年4ヶ月後である。2011年春の選抜に出場した創志学園（岡山）は前年春の創部後、全員1年生で秋季中国大会準優勝を果たし、創部2年目で甲子園出場となった。この記録は史上最速で全国大会に出場した記録である。しかし結果は初戦敗退に終わった。なお創志学園は2010年、2011年夏の岡山大会は初戦で敗退しており、2012年夏に初勝利を挙げるまで甲子園出場経験がありながら夏の地方大会未勝利という珍しい状況であった。
2016年・第98回選手権大会では、日本全国にキャンパスを展開する通信制高校クラーク記念国際の本部校（北海道深川市）が北北海道大会を制し2014年春の創部から3年目で、通信制高校としても初の夏の甲子園出場を果たした。なお同校は前述した創志学園の兄弟校でもある。
2014年・第96回選手権大会の秋田代表・角館（2代目）は角館（初代）と角館南が合併しこの年の4月に開校した。これにより「前身校に甲子園出場経験がない新設合併開校1年目の高校による夏の甲子園出場」が実現したが、合併相手の角館南は女子校であり、他の男女共学の高校とは合併していないため、秋田高野連発行のパンフレットでは角館（初代）の開校・創部年（1925年開校・1931年創部）が引き継がれている。この事例を適用した場合、創部1年目…すなわち甲子園出場経験がない男子硬式野球部がある男女共学の複数の高校が合併し誕生した新設合併校の開校1年目での夏の甲子園出場、あるいは競技そのものに新規に参入した選手が全員1年生の高校の夏の甲子園出場は、未だかつてない（2022年現在）。

### 都立高校と甲子園
都立高校は、夏の地区予選である東京大会が東西に分かれた1974年まで甲子園には出場できず、初出場したのはエース・市川武史を擁した1980年夏（第62回）の国立とかなり遅い（箕島に0-5で敗戦。現在も国立は西東京代表唯一の都立校である）。その後城東が1999年（第81回）と2001年（第83回）の夏に、2003年（第85回）にも雪谷が出場した。また、選抜高等学校野球大会においては西東京の日野が2002年（第74回）、2010年（第82回）、2017年（第89回）の3大会に21世紀枠推薦校として選出され出場とはならなかったが、2014年（第86回）には同じく21世紀枠として選出された東東京の小山台が初めて都立高校として出場した。しかし前述の夏の大会を含めいずれも勝利を挙げることは出来ていない。つまり100年近く続いている大会で東京都のみ公立高校が甲子園大会で勝利しておらず、長い甲子園大会の歴史とは裏腹に都立高校にとって甲子園は程遠い存在となっている。その理由として歴史的に東京では私立高校を多く抱えていることが大きい。よって都立高校に甲子園出場の可能性が出てくるだけでも都立の星と報道される場合が珍しくない（都立高等学校参照）。全国高等学校野球選手権大会（夏の甲子園）東京大会、東西東京大会では甲子園出場経験のある小山台（1949年、2018年、2019年）、雪谷（2009年）を含め、日比谷（1946年）、東大和（1978年、1985年）、日野（2013年）が準優勝し甲子園出場をあと一歩のところで逃している。

### 町立、村立、組合立高校。株式会社立、通信制と甲子園
町立高校は、1993年の選抜大会で知内（北海道…知内町立）が出場している。市町村合併により、市立に転換することが多く、町立は15校（北海道14校、福岡県1校）、村立高校は北海道に3校しかない。
また県境をまたぐ通学圏を持つ学校は「組合立高等学校」と呼ばれ、利根商（群馬…利根沼田学校組合立）が第4回明治神宮野球大会（高校の部初年度）に出場している。
大智学園は通信制であるが、株式会社立の高等学校となっている。定時制・通信制高等学校の大会に出場経験はあるものの、甲子園・神宮大会などの出場経験はない。通信制高校では前述したようにクラーク国際が出場しているため、大智学園も高野連に登録すれば出場できると考えられる。

### 身体障害者、特別支援学校の出場
日本学生野球憲章では都道府県の高等学校野球連盟に加入できない特別支援学校（学校教育法の扱いが異なる）の出場を認めていない。しかし1983年、『北城ろう学校高等部』が当時の高野連会長牧野直隆の計らいで特例として沖縄県予選に出場を果たした。この話は戸部良也『青春の記録 遥かなる甲子園 聴こえぬ球音に賭けた16人』、小野卓司の『廃校の夏〜風疹児たちのプレイボール』（講談社刊）としてノベル化や映画化された。2015年秋からは鹿児島高等特別支援学校の選手が連合チームに参加しているほか愛知県の豊川特別支援学校の生徒が5校連合チームに参加している。
また東京都立青鳥特別支援学校の久保田浩司教諭が特別支援学校の生徒に甲子園を目指すサポートをする「甲子園夢プロジェクト」を設立し、神奈川の慶応の練習に特別支援学校の生徒が参加するなどの実績もある。

### 連続出場・隔年出場・ブランク出場

#### 夏の連続出場
和歌山中学（現・桐蔭）は1915年夏の第1回大会から1928年夏の第14回大会まで14年連続出場し、14年連続出場は現在でも甲子園史上最長記録である。戦後の連続出場最長記録は2007年夏から2019年夏までの聖光学院の13年連続である（選手権大会が中止となった2020年夏も代替大会で優勝しており、これを含めれば14連覇である。2021年は福島大会の準々決勝で敗退。この年に出場したのは日大東北）。
2011年までは1998年夏から2004年夏まで続いていた明徳義塾の7年連続が戦後の連続出場最長記録だった。2005年夏に8年連続出場を決めていたが不祥事による出場辞退で連続甲子園出場は止まってしまった。2012年に智弁和歌山が8年連続出場とし、戦後の連続出場を更新。これを2015年に聖光学院が9年連続とし上回った。明徳義塾はその後2010年夏から2017年夏まで8年連続出場した。7年以上の連続出場を2度達成したのは明徳義塾が史上初である。

#### 春の連続出場
岐阜商・長良（現・県岐阜商）は1932年春の第9回大会から1951年春の第23回大会まで戦争による中断期間を挟んで15年連続出場し、15年連続出場は現在でも甲子園史上最長記録である。戦後の連続出場最長記録は1966年春から1971年春までの平安（現・龍谷大平安）の6年連続である。

#### 春夏連続出場
和歌山中学は1915年夏から1929年春の第5回大会まで12季連続出場し、こちらも甲子園史上最長記録。戦後の連続出場記録は1986年夏の第68回大会から1990年夏の第72回大会までの福井商の8季連続出場。

#### 隔年出場
花巻東は2005年夏から2015年夏まで奇数年のみの1年おきに出場という珍事が6回続いていた。6回というのは隔年出場の最長記録である（2017年夏の出場を逃し隔年出場記録がストップしたが、2018年夏と2019年夏に初の連続出場を果たした）。

#### ブランク出場
春の選抜で21世紀枠は松山東が82年後（前回1933年、次回2015年）、一般選考枠は県和歌山商が70年後（前回1937年、次回2007年）に出場。夏の選手権は関西学院が70年後（前回1939年、次回2009年）に出場している。

### 兄弟校・系列校同士の対戦
私立学校で兄弟校又は系列校同士が対戦することもある。
| 開催年 | 大会        | 試合  | 勝利校               | 結果            | 相手校             |
| ------ | ----------- | ----- | -------------------- | --------------- | ------------------ |
| 1972年 | 春・第44回  | 決勝  | 日大桜丘（東京）     | 5-0             | 日大三（東京）     |
| 1983年 | 夏・第65回  | 1回戦 | 東海大一（静岡）     | 13-1            | 東海大二（熊本）   |
| 1997年 | 夏・第79回  | 2回戦 | 佐野日大（栃木）     | 2-1             | 宮崎日大（宮崎）   |
| 1999年 | 夏・第81回  | 1回戦 | 長崎日大（長崎）     | 5-0             | 日大三（西東京）   |
| 2002年 | 夏・第84回  | 3回戦 | 智弁和歌山（和歌山） | 7-3             | 智弁学園（奈良）   |
| 2013年 | 夏・第95回  | 2回戦 | 日大山形（山形）     | 7-1             | 日大三（西東京）   |
| 2021年 | 春・第93回  | 1回戦 | 東海大相模（神奈川） | 3-1（延長11回） | 東海大甲府（山梨） |
| 2021年 | 夏・第103回 | 決勝  | 智弁和歌山（和歌山） | 9-2             | 智弁学園（奈良）   |

## 選手・監督にまつわる記録・エピソード

### 大学野球経験者の出場・19歳以上での出場
全国大会が発足してしばらくは、大学野球経験者が大会に出場することがあった。また初期の選抜中等野球では、年齢制限がなかった。
1918年、全国大会に出場した慶応普通部（東京）の山口昇は、慶応大学部の選手として大学野球経験があった。山口は全国大会出場時は中学5年だったが、当時の大学野球の規約では系列校であれば大学生でなくても大学野球に出場できた。また、1920年、全国大会に出場した豊国中（福岡）の小方二十世は出場時19歳であり、法政大学の選手として大学野球経験があった。当時の中学野球の規約では選手の年齢制限はなく、在籍生を学校長が代表選手と認めればどんな選手でも出場できたため、このような現象が起こった。
1922年に規約改正が行われ、以降は大学野球経験者が出場できなくなった。
1927年の第4回選抜大会に田部武雄が、広陵中の投手として21歳で出場している。田部は同年夏の選手権大会には、「年齢制限」ではなく「他チームでの在籍は1年のみ」という制限に引っ掛かり出場できなかった。また、1931年の夏の選手権大会に上松耕一が嘉義農林の選手として26歳で出場している。
戦後も年齢制限を超えながら出場特例が認められ、甲子園に出場した選手が何人かいる。1956年の夏大会で甲子園に出場した米子東（鳥取）の長島康夫は、外地からの引揚者であり大会出場時には19歳になっていたが、高野連は事情を考慮して、予選1ヶ月前に特例を設けて長島の出場を許可している。その後、中学卒業後に1年以上何らかの事情で高校に進学できなかった選手に関しては、満19歳でも出場資格が得られる規則になっている。1999年の春大会で甲子園に出場した明徳義塾（高知）の森岡エーデル次郎は、ブラジルからの帰国子女のため学年がずれ、大会出場時には満19歳（20歳になる年度）になっていたが、特例が認められ出場した。この森岡は1980年の早生まれだが、ブラジルの中学を卒業後に日本の高校野球を目指し、祖父母ゆかりの高知県に渡った。そこでひとまず日本語習得のために明徳義塾中学校に編入した。そして1997年度に明徳義塾高に入学した際、学校側が早生まれを見落として選手登録（森岡は1979年度の生まれだが1980年度生まれと誤認）をし、また高野連もそれに気付かずに許可を継続していたので、いわば過失相殺の意味があっての正に特例中の特例と言える。そのため、森岡は在校3年目だが、その3年目となる1999年センバツ以降の公式戦は出場できなかった。この1999年センバツ2回戦、敗北した海星戦が最後の公式戦となった。森岡のように帰国子女生徒の学年が2学年ずれるのは非常に稀であった（2005年春に羽黒の主戦投手として出場した新3年生の片山マウリシオは1987年1月生まれの早生まれだったが、これまでの日系帰国子女選手には早生まれの選手が目立った）。
その後も1983年春夏の仲田幸司や2010年春の大湾圭人（ともに興南）、2004年春の蕭一傑（日南学園）、2014年春の蔡鉦宇（八戸学院光星）など、19歳になる年度（4月1日時点で満18歳）の大会に出場した選手は何人かいる。前述の米子東や東筑など、地方の進学校の3年生選手には、19歳になる年度の大会への出場が過去に見られた。
前述の森岡の一件から規則が一部改められた。中学卒業の翌年度に何らかの理由で高校に進学せず、高校入学が通常より2学年遅れとなる18歳になる年度（4月1日時点で満17歳、中学卒業までに原級留置が2年あった場合を含む）になった選手は、高校2年の学年末まで試合出場可と改められた。ただしセンバツ大会では、前年度の大会でもあり新年度の大会でもある側面を持つため、最長で新3年生となる年のセンバツ大会決勝まで出場可となった。森岡が出場した海星戦は、文字通り新年度となる4月1日に行われたが、今後2学年ずれて入学した選手が学齢で最も早い誕生日となる4月2日生まれの選手であった場合、センバツ大会で上位に進出すれば20歳で出場することもあり得ることになる（この制度が設置される以前の2学年遅れの高校入学者としては林威助が知られており、林威助もまた早生まれである）。
中学卒業の翌年度に何らかの理由で高校に進学せず、高校入学が通常より3学年遅れとなる19歳になる年度（中学卒業までに原級留置が3年あった場合を含む）になった選手についての取り扱いは、特にされていない。
規約では高野連に部員登録をしたことがある生徒が、正当な理由（廃校や家族を伴う転居など）以外で転校した場合、新たな学校への転入の日から1年間は公式戦に選手登録することができない（前学校で高野連に部員登録がない場合は登録可能）。部員登録をしたことがあっても中退・再入試を経て別の学校に入学すれば、公式戦に出場できる。ただしこの措置は、公式戦における通常（3年夏まで）の選手登録を保証するものではなく、選手登録は高等学校または高等学校に準ずる学校への在籍期間が3年以下の選手に限り認可される。例えば1年の途中で中退し、翌年度別の学校に入学すると、3年の選抜大会に出場しない限り2年秋までしか選手登録はできない（前述の大湾や蕭はこれに該当する。また前学校に野球部が存在しない場合は除く）。同様に、同じ学校内で軟式から硬式、硬式から軟式への転部した場合も、1年間公式戦に選手登録できない（部員不足の部の救済などの場合を除く）。
家庭の事情を考慮した特例（一家転住）もあるが、過去には1998年秋季中国大会で開星は一旦は優勝を果たし、明治神宮野球大会にも出場したが、試合に正選手として出場していた選手2名（ともに1998年1月に埼玉県より転入学）が、選手登録できない選手（1998年3月に家族とともに島根県に住民票を移していたが、家族は選手が1998年5月に選手登録されてすぐに埼玉県に住民票を戻しており、家庭の事情とは言い難い。つまり一家転住の偽装である）と判明し、この2選手が出場した明治神宮野球大会1回戦までの15試合の記録と秋季中国大会優勝が取り消されたことがある。

### 甲子園6回以上出場
現在、1人の選手が甲子園に出場できる回数は最大5回までである。しかし、学制改革前は旧制中学が5年制のため6回以上甲子園に出場することが可能であり（ここには学制改革が行われた直後の高校生を含む）、理論上は1人の選手が10回出場することが可能だった。1人の選手による最多出場回数（ベンチ入りを含む）は岡村俊昭、波利熊雄、光林俊盛（いずれも平安中、現・龍谷大平安）の9回、試合に出場した回数に限ると岡村と小川正太郎（和歌山中、現・和歌山県立桐蔭高校）の8回が最高。田中雅治（海草中、現・和歌山県立向陽高校、のち朝日軍）は1937年夏（ベンチ入りのみ）から8季連続出場、1941年夏の第27回大会に出場すれば9季連続出場であったが、戦争の影響により同大会が地方大会途中で中止となったため叶わなかった。また初期の選抜大会には年齢制限がなかったためか、小林政重（松本商、現・松商学園）は同大会に6回出場している。

### 甲子園5回出場
学制改革後に、5回すべてに出場した選手は堤達郎（高松商・1977年〜1979年）、荒木大輔（早稲田実・1980年〜1982年、のちヤクルトスワローズ他）、小沢章一、黒柳知至（いずれも早稲田実・1980年〜1982年、荒木と同期の選手）、清原和博（PL学園・1983年〜1985年、のち西武ライオンズ他）、桑田真澄（PL学園・1983年〜1985年、のち読売ジャイアンツ他）、梅田大喜、鶴川将吾（いずれも明徳義塾・2002年〜2004年）、道端俊輔（智弁和歌山・2009年〜2011年）、黒川史陽（智弁和歌山・2017年〜2019年、のち東北楽天ゴールデンイーグルス）、西川晋太郎（智弁和歌山・2017年〜2019年）、東妻純平（智弁和歌山・2017年〜2019年、のち横浜DeNAベイスターズ）の12人。堤、黒柳、東妻の1年夏はベンチ入りのみ。
そのうち清原和博と桑田真澄は史上唯一5季連続でベスト4以上に進出し、優勝2回、準優勝2回という記録を残した（KKコンビ）。荒木大輔は1年夏からエースとして5季連続で甲子園に出場したが1度も優勝することはできず、学制改革後唯一の甲子園5敗を記録した投手になった。

### 野球留学
保護者と同居し中学校に在学していた都道府県から、公立・私立を問わず遠方の都道府県の特定の学校へ進学をする例、あるいは「スポーツ推薦」で他地域の高校へ進学する例が増えた。これらは一般的に「野球留学」と称されるが、高校野球における野球留学は「保護者が同居する自宅からの通学者以外の者」をいい、他の都府県の中学校出身の生徒であっても保護者が同居する自宅からの通学者は越境通学であり、地元の高校に進学した選手でも親元を離れ寮や下宿で生活をする者は全て野球留学となる。
これは戦前から佐藤平七（育英商）、沢村栄治（京都商）のように野球留学する例や、学校自体が多くないため仕方なく遠方の学校に進学し野球部に入部する例などがあった（当時は進学を機に本格的に野球を始める例が多かった）。1990年の第62回選抜大会で複数の出場校で選手の半数以上が県外の生徒だったことから、選抜大会終了後に行われた衆議院の文部教育委員会で社会党の沢藤礼次郎議員が野球留学について触れ、「こういうこと（野球留学）は果たして良いのか」と文部省に質問した。文部教育委員会の議論を受け高野連は1990年5月、高校側から中学生の勧誘を戒める通達を出している。
以前、高野連が県外から入学している生徒にその理由を尋ねたところ、「高校数・生徒数が少ない都道府県の学校に入学すれば、全国大会に出場する難易度が低くなる」ことを理由として挙げた生徒が一番多く、次に多かったのが「学校の環境や施設の充実、良い指導者（監督）がいるため」で、「学費や寮費の減免や高校側からの勧誘」は3番目、4番目に多い答えだった。また2007年に行われた高校野球特待生問題有識者会議でも全国大会に出場する難易度が低くなることや学校の環境や施設の充実を理由に野球留学をすることは問題視していないことが明らかにされている（野球留学をしたからといってチームのレギュラー入りや全国大会出場が簡単に出来るわけではないので）。
日本学生野球憲章で禁じられている（教育基本法や学校教育法では禁止していない）はずの野球による特待生制度が報じられたこともある。2007年春には高野連と朝日新聞社が、特待生の糾弾と根絶をめざすキャンペーンを始めたが、有識者からの反対意見や、生活困窮者がやむを得ず学費や寮費の減免がある学校へ特待生として進学した現状を高野連も考慮、結果として、高野連や朝日新聞の意図とは逆の方向に日本学生野球憲章が改変され、特待生は条件付きで容認することになった。ただし、前述の特待生の糾弾と根絶をめざすキャンペーンの対象は特待生全体ではなく、生徒たちを有力高校に斡旋し金銭を得ていたブローカーの問題や有力校からの勧誘を歓迎する一部の保護者たちであった。また高野連は特待生制度の改革を理由とした転校者、退学者を出すことは改革の本末転倒になるとし十分な緩和措置を講じた結果、転校者、退学者は一人も出なかったとしている。
公立校では体育科を設置しスポーツ推薦を行ったり、商業科など実業系の学科や総合学科に選手を集めるなどして強化を行っていた。また一般的に進学校とされる学校の中には秋田、静岡、今治西のように、一般推薦の中に「野球部枠」のある学校も存在する。強豪校の監督の中には福井商・北野尚文、池田・蔦文也（蔦に関しては、徳島県教育委員会が池田高校の全日制と定時制を交互に異動させていた）のように、教員でありながら長年にわたり同じ学校で指揮を執り続けるケースもある。また、観音寺中央が他県出身の中学生を3年次に地元中学に転校させたり、鵡川が同一都道府県における通学圏外の選手を多数入部させるなどしていた（2002年春に21世紀枠で出場した際はベンチ入り16人中10人が地元・胆振支庁の出身ではなかった）というケースもある。なお2000年代以降は、公立校の全国募集が一般的となっており、進学の支障は無くなりつつある。

### プロ野球経験者による監督・指導
従来は蔦文也のようにプロ球団退団後1年間を経るなどすれば監督登録されることが可能だったが、1962年に規定改正（柳川事件を参照）が行われて以降、プロ野球経験者がアマチュア野球の監督に就任することは、相当な困難を伴うことになった（高校野球では1984年に指導者としてのアマ復帰が可能となったが、元プロ野球選手が高校野球チームを指揮する場合、少なくとも高野連加盟の同一高校で10年以上教職員として教鞭をとった上で、日本学生野球協会主催の審査により高校野球指導者としての認定を受けなければいけなかった。その後1994年には5年、1997年には2年と短縮された）その後教員免許や教職経験が無くとも指導が出来るようにプロ・アマ間で検討が行われ、2013年7月1日からは学生野球協会と日本野球機構が実施する学生野球資格回復研修会を修了し、学生野球協会の認定を得れば高校生の指導が可能となった。
南海（現ソフトバンク）やロッテなど5球団で打撃コーチを歴任した高畠導宏は、高校野球の監督を目指し、日本大学教育学部・通信課程に入学。教員免許を取得したが指揮を執らず死去した。この話は高橋克実主演で、2008年1月～2月にかけて『フルスイング』というタイトルで放送された。
- 監督として初出場した大会

| 開催年 | 大会        | 氏名       | 指揮を執った学校     | 最終所属球団                |
| ------ | ----------- | ---------- | -------------------- | --------------------------- |
| 1991年 | 春・第63回  | 後原富     | 瀬戸内（広島）       | 東映フライヤーズ            |
| 2008年 | 夏・第90回  | 佐野心     | 常葉菊川（静岡）     | 中日ドラゴンズ              |
| 2012年 | 春・第84回  | 大越基     | 早鞆（山口）         | 福岡ダイエーホークス        |
| 2015年 | 春・第87回  | 若林弘泰   | 東海大菅生（東京）   | 中日ドラゴンズ              |
| 2015年 | 夏・第97回  | 山本晳     | 大阪偕星（大阪）     | 太平洋ドルフィンズ（KBO）   |
| 2015年 | 夏・第97回  | 楠城徹     | 九州国際大付（福岡） | 西武ライオンズ              |
| 2015年 | 夏・第97回  | 榊原聡一郎 | 宮崎日大（宮崎）     | 広島東洋カープ              |
| 2016年 | 夏・第98回  | 竹本修     | 市尼崎（兵庫）       | オリックス・ブレーブス      |
| 2017年 | 春・第89回  | 小林昭則   | 帝京第五（愛媛）     | 千葉ロッテマリーンズ        |
| 2017年 | 夏・第99回  | 中村良二   | 天理（奈良）         | 阪神タイガース              |
| 2017年 | 夏・第99回  | 日下広太   | 三本松（香川）       | 新潟アルビレックスBC（BCL） |
| 2018年 | 春・第90回  | 三浦正行   | 延岡学園（宮崎）     | 横浜大洋ホエールズ          |
| 2019年 | 春・第91回  | 中谷仁     | 智弁和歌山（和歌山） | 読売ジャイアンツ            |
| 2020年 | 春・第92回  | 佐々木誠   | 鹿児島城西（鹿児島） | 阪神タイガース              |
| 2021年 | 春・第93回  | 島田直也   | 常総学院（茨城）     | 大阪近鉄バファローズ        |
| 2024年 | 夏・第106回 | 原俊介     | 東海大相模（神奈川） | 読売ジャイアンツ            |
| 2025年 | 夏・第107回 | 土井健大   | 東大阪大柏原（大阪） | 読売ジャイアンツ            |

## 試合にまつわる記録・エピソード

### 勝利校の校歌演奏（斉唱）と校旗掲揚

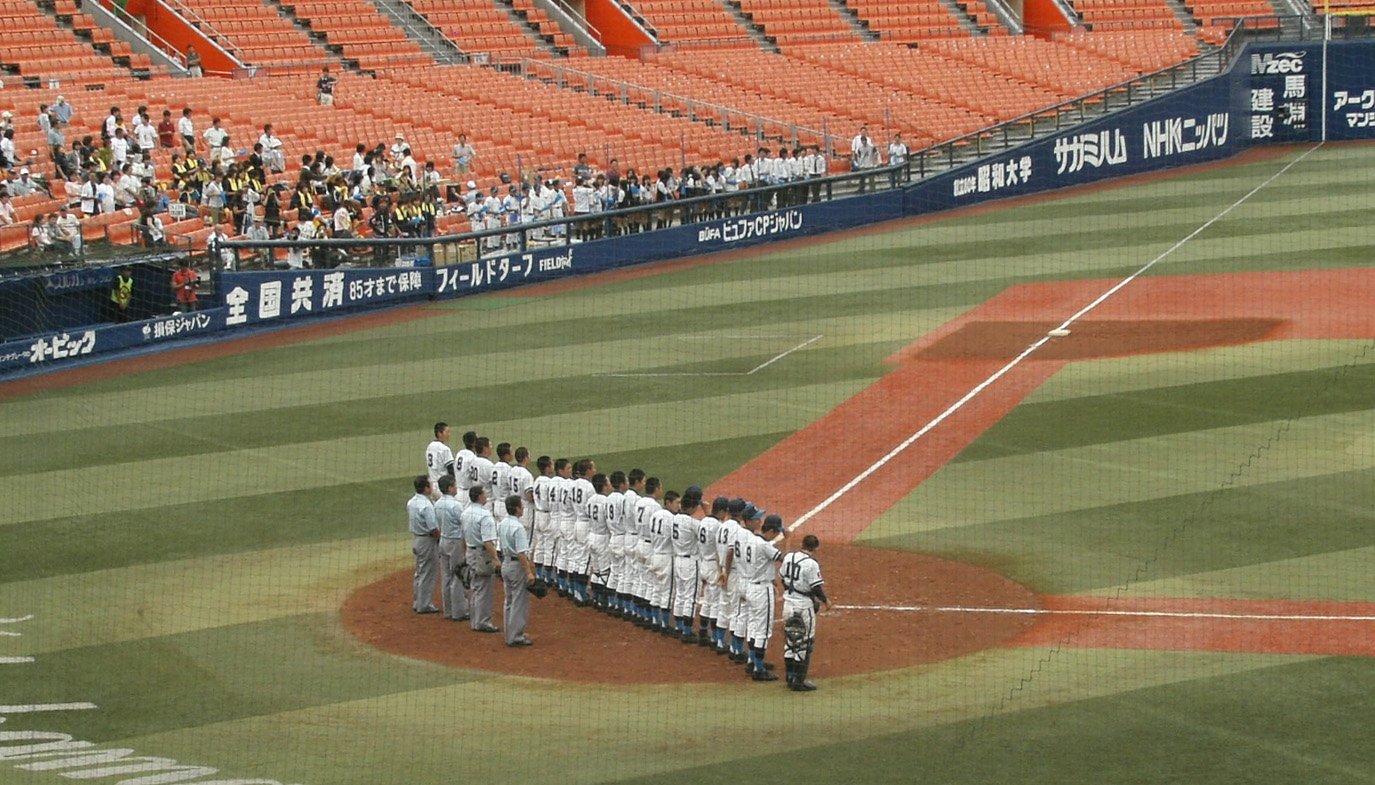
神奈川県地区予選・試合後の勝利校の校歌演奏風景・2007年の横浜スタジアム

試合で勝負を決した後、勝利校の校歌演奏と校旗掲揚が行われている。
これを発案した人物は、大阪毎日新聞の記者だった人見絹枝である。人見は1928年のアムステルダムオリンピックの女子800mで日本女子陸上初となる銀メダルを獲得しており、このときの表彰式での国歌演奏・国旗掲揚に感激してこれを発案、1929年春（第6回）から始められた。最初に校歌演奏と校旗掲揚を行った学校は、八尾中（大阪）だった。阪神甲子園球場での全国大会では、阪神園芸の職員が校歌のテンポ・長さに合わせてスコアボードの裏で手動で掲揚している。
夏の大会での勝利校の校歌演奏と校旗掲揚は、春の大会より28年遅れて、1957年（第39回）から始められた。最初に校歌演奏と校旗掲揚を行った学校は、坂出商（香川）だった。夏の大会では「校歌演奏」とアナウンスされるが、春の大会では「校歌斉唱」とアナウンスされる（初戦の2回攻撃前は「校歌演奏」とアナウンスされる）。なお、地方大会では、校歌演奏（斉唱）のある地区とない地区に分かれる。
雨天コールドで勝利した場合、雨に濡れた選手や応援団の体調を考慮し、校歌演奏を省略することがある。また引き分け再試合が決まった場合は両校の校歌は当然のことながら演奏されない。
こうした校歌演奏等は勝利校のみを対象に始められたが、1999年春（第71回）から春・夏の各甲子園大会の初戦の試合中（2回表裏前）に両校の校歌が場内に流されている。千葉県など一部の地区ではこれに倣い、初戦のみならず全試合において2回に両校の校歌を流しているほか、試合前のシートノック中に校歌を流す地区もある。
7回裏の後、校旗が一旦降納され、試合終了後に勝利校の校旗が掲揚される。
夏の甲子園では主催者側が男声合唱による音源を用意するが、センバツや夏の地方大会では学校側のものが使われる。
センバツは勝利校の校歌はスコアボードに映像と歌詞が表示される。
済美（愛媛）のように、校歌が制定されているが別の応援歌や学園歌が演奏されることもある（済美は女子校から共学化したのを機に「学園歌」が制定された）。
なお、大学の系列・係属・提携校で高校独自の校歌が未制定である場合、母体の大学の校歌が演奏されることがある（近大付や駒大高、駒大岩見沢、駒大苫小牧、日大東北、国学院久我山、国学院栃木、山梨学院、早稲田佐賀、東北学院等）。また同じく独自の校歌を持たない天理（奈良）の場合は「天理教青年会歌」が演奏される（ただし、2009年から同歌が正式に同校の校歌に制定された）。校歌未制定かつ大学系列校でもない場合、夏の選手権大会では大会歌の「栄冠は君に輝く」が演奏される。こうした学校や校歌に相当する楽曲の呼称が「校歌」ではない学校（済美、高知の「学園歌」、天理の「青年会会歌」、慶応義塾系列校の「塾歌」、国士舘の「舘歌」など）においてもアナウンス上は「校歌」で統一される。
校歌が一定の長さ以上の場合、省略したものを用いる場合がある。最近では済美、千葉経大付などが該当する。池田（徳島）は1番と4番（実質大サビ）をつなげたものを使用。また沖縄水産や鹿屋中央（鹿児島）は校歌3番を斉唱している（鹿屋中央は、校名が3番にしか入っていないことが理由）。花咲徳栄（埼玉）の校歌は1〜4番でそれぞれ春夏秋冬を題材にしており、春の大会では1番、夏の大会では2番、秋の地区大会では3番を斉唱する。連合チームの場合は試合ごとに1校の校歌のみを演奏する。
また甲子園大会において大会本部の不手際により、本来のものとは異なる校歌が流れたり、校歌が途中で止まってしまった場合がある。
- 1981年夏（第63回）では1回戦に勝利した秋田経大付の校歌斉唱において、誤って秋田経済大学の校歌が流された。2回戦では本来の校歌が演奏された（1973年10月までは同校でも大学と同じ校歌を使用していた）。
- 1987年夏（第69回）では1回戦に勝利した東海大山形の校歌が本来の曲調と異なるアップテンポのものにアレンジされていた。学校側からの抗議を受け、2回戦では同じくこの大会に出場していた東海大甲府の音源を利用して（東海大学の付属高校の校歌はメロディーが共通のものであるため）新たに収録したものを放送した。
- 2003年春（第75回）の初戦の2回攻撃前と試合終了後、さらに2012年春（第84回）の2回攻撃前において、本来2番まで流れるはずの横浜の校歌が1番のみで終了してしまった。2003年春（第75回）の2戦目以降、および2012年春（第84回）の試合終了後は本来の校歌が演奏されている。
- 2015年夏（第97回）の初戦で勝利した敦賀気比の校歌が、機械トラブルの影響で途中で止まってしまい一時騒然となるが、応援団や観客の手拍子やアカペラによって校歌を歌いきった。
- 2019年春（第91回）で1回戦に勝利した明豊の校歌斉唱後、アウトロが終わる前に選手が走り出してしまい、急遽作曲者の南こうせつがアウトロの短縮版の音源を作成、2回戦から差し替えられた。翌年の大会からは差し替えた音源を使用している。

### 甲子園の土

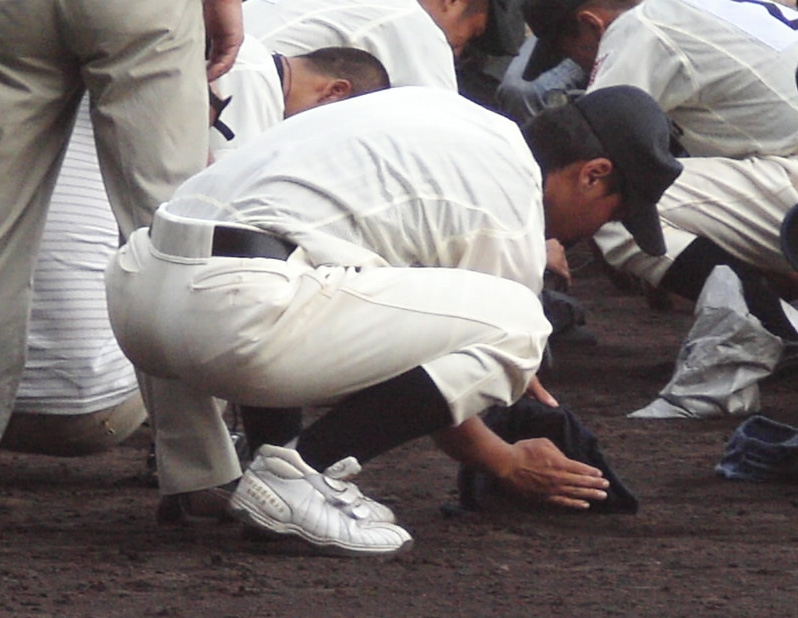
甲子園の土を集める高校球児

現在では甲子園での最後となった試合の後に選手が土を拾って持ち帰ることが伝統となっているが、いつごろに定着したかははっきりしていない。定着する以前の具体的な持ち帰り事例には以下の3例がある。
1. 1937年、夏の第23回大会で、熊本工業は決勝戦で敗れて準優勝に終わった。決勝戦終了後に、熊本工の投手だった川上哲治（のち読売ジャイアンツ監督）は甲子園の土をユニフォームのポケットに入れ、自校の練習場にまいた。川上自身は甲子園以外で同様のことをしている選手の真似であったことを語っている[75]。
2. 1946年、夏の第28回大会では、準決勝にて敗れた東京高等師範附属中（現・筑波大学附属中学校・高等学校）の佐々木迪夫監督が、最上級生以外の選手達に（この中に竹田晃がいた）来年また返しに来るという意味で、各ポジションの土を手ぬぐいに包んで持ち帰らせた。ただしこれは米軍接収中の甲子園ではなく阪急西宮球場でのことである。これは新聞で記録されている最古の持ち帰りである[75]。
3. 1949年、夏の第31回大会で、準々決勝で敗れた小倉北のエース福嶋一雄が、ホームベースの後方で無意識に足元の土を摘んでズボンの後ろポケットに入れた。大会役員からの励ましの速達で無意識の行為に気付いた福嶋はユニフォームから土を取り出し、玄関に置いてあるゴムの木の植木鉢に入れた[35]。

学校や指導者の方針によっては土を持ち帰らないことがあり、監督として春夏通算10回出場した野々村直通は試合に敗れても選手に土を持ち帰らせなかった。また出場機会を残す選手が「次も来る」という意思表示で持ち帰らないケースもある。特に春の大会では常連校ほど持ち帰らない傾向にある。
1958年当時の沖縄はアメリカ統治下にあった。その夏の大会で、春夏を通じて初めて沖縄から首里が出場。1回戦で敦賀（福井）に敗戦し、試合終了後に甲子園の土を拾った。しかし検疫の関係で沖縄に持ち帰ることができず、帰郷後処分されたという。外国の土・動植物を検疫を経ずに持ち込むことはどこの国でも法で禁じられているが、沖縄以外のもの（外国や日本本土も含めて）という理由での処分にも関わらず、那覇港の沿岸に捨てられている。それを知った日本航空の客室乗務員有志らが、球場周辺にあった海岸の石を拾い首里に寄贈。同校庭に、今も甲子園初出場を記念した「友愛の碑」というモニュメントとして飾られている。また、これがメディアで扱われ、沖縄返還運動を加速させる一端ともなったといわれている。
2020年6月8日、新型コロナウイルスの流行により同年夏の大会が中止になったことをうけ、阪神タイガースの矢野燿大監督の提案により、同球団と阪神甲子園球場から日本高野連に加盟する約5万人の3年生野球部員全員に、甲子園の土を入れたキーホルダーがプレゼントされることになった。翌年の大会以降は感染対策から土の持ち帰りが禁止され、後日出場校に土が寄贈されていたが、2023年の夏の第105回大会より、4年ぶりに土の持ち帰りが可能となった。
敗者の儀式として有名であるが優勝校も持ち帰る。決勝戦出場校は表彰式等のその後のプログラムが全て終わった後、グラウンドから引き揚げるときに土を持ち帰る。
なお、土は定期的に補充されているため枯渇することはない。

### サイレン
日本のアマチュア野球では、その機能が設置されている野球場の場合、プレイボール時とゲームセット後の挨拶時に、ほとんどの場合モーターサイレンが吹鳴される。甲子園球場での高校野球大会では、春・夏を問わず球場の開場時間、プレイボールとゲームセット後に長吹鳴の、また試合直前のシートノック（守備練習）開始・終了時に短吹鳴のサイレンが吹鳴される。高校野球では決勝戦を除いて、最低でも1日に2試合を行うため、試合待ちの選手や担当係員への伝達のためにサイレンが必要となっている。なお、降雨コールドゲームが成立した時のサイレン吹鳴はない。
アマチュア野球にモーターサイレンが導入された経緯については、詳しくわかっていない。ただ、1937年夏（第23回）は盧溝橋事件が始まった直後に開会されたため、試合の開始・終了はサイレンを使用せず、進軍ラッパが代用された。
その他、夏の全国高校野球選手権大会期間中の8月15日（終戦の日）の正午には、黙祷を行うため1分間にわたってサイレンが鳴らされる（1963年〈第45回〉から）。2020年の交流試合でも行われた。ただし、正午が試合中でない場合はこの限りではなく、観客の安全面を考慮して試合開始直前に鳴らされており、2010年（第92回）は12時7分、2014年（第96回）は12時15分、2016年（第98回）は12時6分に鳴らされた（各年とも、3試合開催日の第2試合開始前）。なお、当日の試合が中止になった時は黙祷は行われない。
2018年（第100回）ではレジェンド始球式と称して、大会期間中の第1試合前の全てにおいて始球式を行なったため、第1試合開始時にはプレーボールのサイレン吹鳴は行われなかった。

### 地方大会での阪神甲子園球場の使用
兵庫県大会や近畿大会でもかつては阪神甲子園球場が使用されたことがあり、全国大会出場歴がなくても地方大会として同球場でプレーしたことのある学校や選手も存在する。
阪神甲子園球場が完成した翌年の1925年（第11回）から地方大会に使用されており、この年から1928年（第14回）までは兵庫県大会の試合全てが阪神甲子園球場で行われた。兵庫県の球児は本大会より一足先に完成されたばかりの阪神甲子園球場でプレーしていた。その後も兵庫県内の球場事情や立地条件が重なり、たびたび阪神甲子園球場が県大会の予選会場として使用されてきた（但し外野席は開放せず）。兵庫県高野連としても、甲子園が『聖地』という認識はなく、「どちらかと言えば、兵庫県としては明石が特別で、甲子園は『その他の県下の球場の一つ』」という認識であった。
ただ、元々地方大会が行われる7月はプロ野球・阪神タイガースが全国大会期間中に遠征に出る（いわゆる長期ロード）前に集中して主催試合を行うことから地方大会の会場としての日程の確保が難しかった上に球場使用料の問題があったこと、加えて後に（淡路島も含めて）兵庫県下各地に多数の野球場ができたことから、阪神甲子園球場を県大会で使用する必要性が薄れたことで頻度は徐々に減っていった。
元々「なぜ地方大会を甲子園でやるのか」という声はあったが、決定的だったのは、2004年の県大会で阪神甲子園球場が使用された当日に試合をした学校がその日の全国放送の番組で取り上げられ、さらに試合風景として阪神甲子園球場が映っていたことだった。放送翌日は兵庫県高野連に抗議の電話が殺到したため、上記の2004年を最後に予選会場としては使用されていない。

### 甲子園練習
選抜・選手権ともに大会の開幕前に、出場が決まった全代表チームによる阪神甲子園球場での事前練習（通称：甲子園練習）が行われる。大会開幕までに阪神甲子園球場のグラウンドの雰囲気を事前に確かめさせるという目的があり、大会開幕の概ね一週間前から、移動が容易な兵庫県や大阪府など主に近畿地方のチームから指名され順次行われている。1チームの練習に参加できる人数は選手・監督・部長・マネージャー等を含めて35人まで、割り当て時間は概ね30〜50分程度で、当日はバックネット裏の座席が開放されているため一般客も無料で練習風景を見学できる。ただし雨天などでグラウンドでの練習が中止となった場合は、代わりに隣接する室内練習場での調整となることもある（室内練習場には一般客向けの見学スペースはないため、この場合は非公開となる）。
なお、夏の選手権大会については、プロ野球阪神タイガースの公式戦日程との関係で、日にちによっては午前中のみとなる場合がある。また、1998年の第80回と2008年の第90回、2018年の第100回の各記念大会、および2015年の第97回（高校野球誕生100周年記念）では、それぞれ日程上の都合で甲子園練習が行われず、代わりに施設見学が行われた。第97回大会の施設見学会では出場チームごとに15分ずつの時間が与えられ、通常の甲子園練習と同じ要領のユニフォーム、またはその学校の制服を着用してグラウンドに下りてもらっての確認作業（ただし出場登録を済ませている選手に限る）と、球場各施設を見学する形を取っていた。第100回記念大会も同様に、各チーム15分ずつの時間が与えられ、選手たちがユニホーム姿でグラウンドに下りてその雰囲気を確認するなどした。

### 春優勝校と夏優勝校の決戦試合
高校野球の全国大会は春と夏で年2回あるが、両大会の優勝校同士による決戦試合が1回行われたことがある。
1927年、春優勝校は和歌山中（和歌山）で夏優勝校は高松商（香川）だったが、阪神間のファンから「ホンマに強いのはどっちやろ。試合やらしてみればどうや」という声があがり、同年11月6日に大阪の寝屋川球場で両校による決戦試合が行われた。この試合は7対4で高松商が和歌山中に勝利した。
翌年度のチームではあるが甲子園大会でも、1961年春（第33回）決勝で前年春優勝の高松商と前年夏優勝の法政二が対戦し、4-0で法政二が勝利し夏春連覇を果たした。

### 放棄試合・没収試合
放棄試合・没収試合は全国大会での例はないが、地方大会で発生している。主な原因は一方的な試合展開による人数不足が原因であるが、下記のような例もある。
- 1959年の島根県大会準決勝では前日日没再試合となった後再試合の実行を前に大社高校側が審判の交代や主催者の謝罪を要求。高野連側が拒否し試合を開始、大社高校側が納得せず守備につかなかったため、大社高校に没収試合が宣せられた。
- 1969年の長野県大会では打球の判定をめぐりスタンドから数人が乱入、試合が中断。丸子実高側が日没再試合狙いの遅延行為に出たため没収試合の裁定が下るがこの裁定に激昂した丸子実高側の観客がスタンドに放火、球場設備を壊すなどの暴動を起こし、逮捕者2名を出した[90]。試合後丸子実高には2年間の対外試合停止処分が課されたが11カ月後に処分は解除された。
- 2007年の春季近畿地区高等学校野球大会大阪府予選では飛翔館（現：近大泉州）の投手が打球の直撃で心肺停止状態に陥り、AEDによる蘇生措置によって一命を取り留めるという事態が発生。この出来事にショックを受けた飛翔館側から放棄試合とすることが申し入れられた[91]。
- 2008年の埼玉県大会では川本高校の先発投手の投球数が250球を超えたことから（2回途中0対66で負けていた）、選手の健康を考え川本高校の監督が試合放棄を申し出て受理された[92][93]。
- 2011年の広島県大会では広島井口高と広島工大高、双方の選手が熱中症で次々に倒れ、特に広島工大高は控え選手まで使い切ってしまったため試合続行が不可能となり没収試合が宣告された。

### 新型コロナウイルス関連
2020年3月に開催される予定だった第92回選抜高等学校野球大会と8月の第102回全国高等学校野球選手権大会は、中止となっているが、戦争および米騒動以外で初めての中止となった。
翌2021年の第103回全国高等学校野球選手権大会は前年冬から猛威を振るう、新型コロナウイルスの流行が収まらない中で開催された。しかし都道府県の予選大会で野球部員や同校の生徒の感染が相次ぎ、出場辞退する高校や参加辞退した高校が相次いだ。
- 鳥取県の米子松蔭は7月16日深夜に学校関係者がコロナウイルスに感染していることが判明。抗原検査の結果、部員の感染は認められなかったが、オーダー交換の締め切りである試合当日の午前8時10分までに抗原検査による陰性が証明できず、鳥取県高野連は不戦敗の判断をした。しかし、このことが全国に報道されると、全国から出場辞退撤回を求める声が各地から集まったうえ、学校も大会復帰の嘆願書を提出し、復帰が認められた。
- 石川県の星稜は7月21日、野球部員6人が新型コロナウイルスに感染し、翌日の準々決勝を辞退した。
- 神奈川県の東海大相模は7月23日、野球部員の17人が感染し、準々決勝を辞退。東海大相模は選抜で優勝しており、春夏連覇が懸かる大会での出場辞退となった。
- 8月17日。宮崎県の宮崎商は滞在する兵庫県の宿舎でクラスター感染が発生し、出場辞退を発表。また1回戦を勝ち抜いていた宮城県の東北学院も野球部員の1人が感染、集団感染には該当しないため出場に差し支えはなかったが「感染した部員が特定されるおそれがある」として出場辞退を発表している。これにより宮崎商の対戦相手、智弁和歌山と東北学院の対戦相手、松商学園は不戦勝となった。1922年の第8回全国中等学校優勝野球大会において新潟商が選手の病気を理由に棄権しているが、出場校が17校だったため新潟商を外して開催しているため、甲子園での不戦敗は史上初となった。
- 作新学院は大会前のPCR検査で部員3人の感染が判明したが、試合前日のPCR検査でチーム関係者が陰性だったため、予定通り出場した。
- 大阪桐蔭は吹奏楽部員に罹患者がいたため、ブラスバンドの応援を自粛した。

### サヨナラ四球に関するエピソード
野球規則では打者が安全進塁権を行使しなかった場合「進塁放棄（野球規則4.09b／得点）でアウトが宣告されることがある。また3アウト目と同時にホームを踏んでも、得点は認められないとあるため下記が発生したことがある。
- 1982年（第64回）高知大会決勝・高知商対明徳。9回裏高知商が押し出し四球でサヨナラ勝ちを収めたが、打者走者が一塁ベースを踏む前に球審がゲームセットを宣告するという審判団のミスがあった。後日、県高野連は審判団のミスを謝罪したうえで、再試合は行わない旨を表明した。
- 2007年（第89回）茨城大会準々決勝・竜ヶ崎一対水戸葵陵。9回裏、水戸葵陵はサヨナラ押し出し四球の後、勝利に大喜びのナインがベンチを飛び出して抱き合うなか、打者もその輪に加わる。同じころ、サヨナラ負けにうなだれる竜ヶ崎一ベンチでは部長が「打者が（一塁に）進塁してないぞ」と叫んでいた。その言葉に「まだ終わったわけじゃない」とナインは冷静さを取り戻した。これに対し、水戸葵陵の監督も慌てて打者へ一塁への走塁を指示したが進塁放棄でアウトが宣告されサヨナラ勝ちは幻と消えた。試合は延長12回、水戸葵陵が2度目の押し出しサヨナラ四球を選び勝利した[94]。
- 1973年（第55回）2回戦・作新学院対銚子商。延長12回作新学院の江川卓が押し出し四球を与えた試合においても、銚子商の打者が喜びのあまり一塁へ進塁しなかったのを見た斉藤一之監督が「走れ!」と打者に指示を出し、アウト宣告を危うく免れた例もある[94]。

### ナイターについて
高校野球では、デーゲームが圧倒的に多いが、まれにナイターが行われることもある。
- 高校野球史上初のナイターは、1956年8月12日の甲子園球場での長野県・伊那北高校－静岡県・静岡高校の試合であった。
- 2017年の春季東京都高等学校野球大会の決勝戦となった早稲田実業－日大三では、延長12回の末18-17で後攻の早稲田実業のサヨナラ勝ちとなったが、試合時間は夕方の6時4分から夜10時6分までであった。これを受けて都高野連は、夜9時を過ぎたら新しい延長回に入らず同点の場合は再試合とし、試合開始が夕方の6時半を回ったら中止とするというナイターの規定を設けた[95]。
- 2018年の全国高等学校野球選手権京都大会では猛暑のため、準々決勝を当初の4連続試合から午前中に2試合行い、日中に休憩時間を設け16時から第3試合以降を開催する措置を取り、結果として第4試合がナイターとなった。7月23日のナイターで行われた準々決勝の立命館宇治－鳥羽の試合は、夜の7時1分から10時37分まで行われ、延長11回の末6-5で立命館宇治が勝利を収め、当時では高校野球史上最も夜遅くまで行われた試合となった[96]。
- 2025年の第107回全国高等学校野球選手権大会では、暑さが厳しい時間帯のプレーや観戦を避けるため、第1日～第6日で2部制を取り、第3試合以降を午後4時15分から開催する措置を取った。8月8日（第4日）、第3試合[注 92]（横浜－敦賀気比）で天候不順のため1時間7分の中断があった影響で、第4試合の高知中央－綾羽の試合が大幅に遅れ、記録が残っている中で最も遅い午後7時49分開始となった。また、同大会では、午後10時以降は原則新たなイニングに進まない規定[97]が存在したが、両校の同意を得て午後10時を超えても延長10回に限って試合を続行することになった。その結果、試合終了が午後10時46分となり、最も遅いゲーム終了時間を更新することになった[98]。

## 誤審に関するエピソード

### ボールカウント、アウトカウントに関する誤審
- 1961年夏（第43回）栃木県大会、宇都宮対馬頭、3回裏・二死後宇都宮高の打者が空振り三振をした後、ネット裏の審判員から「公式記録員のスコアブックでは三振前に四球になっている」と球審に注意、球審は三振を取消し、四球を宣告。納得がいかない馬頭側は抗議の意を示した。その後球審は「自分のゲージは四球になっていない」と主張、両チームのスコア・ブックも四球ではなく、打者も「2ストライク3ボールから6球目を空振りしたと思う」と主張したが、公式記録員の記録では三振前に四球となっていた。結局、当初の判定通り三振におさまったものの、「公式記録員や掲示板のスコア係を高校生に任せていた」ことから県高野連に対し運営の甘さを反省せよとの抗議が寄せられた[99]。
- 1982年夏（第64回）、益田対帯広農業で、9回表の益田の攻撃の際、1イニングで4アウトという珍事が発生した。
- 1994年春（第66回）、小倉東対桑名西で、スコアボードのミスにより球審が四球を宣告せず。他の審判や選手からのアピールがなかったためプレーが続行された。試合後審判が謝罪した[100]。

### 誤審を招いた歴代優勝校ボード
1984年春（第56回）、佐賀商業対高島で、ラッキーゾーンのフェンス手前でワンバウンドしてスタンドインしたエンタイトル二塁打の打球を本塁打と誤審。試合後に高野連が会見して誤審を認め、誤審の原因となった選抜高等学校野球大会歴代優勝校ボード（白地に歴代優勝校の校章が描かれていたパネルボードであった。また、このパネルボードは夏の全国高等学校野球大会では掲出されていない）を全て撤去し、翌1985年春（第57回）から掲出されなくなった。
当時の高野連会長・牧野直隆は試合後、誤審を行った審判と共同での記者会見を行い、誤審の原因を説明し「選手が判定に疑問を持ったらどんどんアピールしてよい」と発言している。

### 見出しで「誤審」と報道
- 倉敷工業対金光大阪（2009年選抜） - 一死三塁の場面で倉敷工業がスクイズを敢行。突っ込んできた三塁走者に触球する際、ミットから球がこぼれ空タッチとなったが球審は正規触球後の落球としてアウトと判定。主将が抗議したが判定は覆らず。この判定に対し、試合を見ていた視聴者から抗議電話が殺到した。しかし試合は倉敷工業が延長12回サヨナラ勝ちし勝敗は左右しなかったが試合時間が長引く原因となった[103]。
- 花巻東対盛岡大付（2012年選手権岩手大会決勝） -3回表、一死一・二塁の場面で盛岡大付の選手が放った左翼ポール付近の打球を審判が本塁打と判定。花巻東の伝令が「ファウルではないのか」と猛抗議するが、試合は3－5で花巻東が敗退した。この試合は同大会準決勝でアマチュア野球史上初となる最速160 km/hを記録した注目右腕・大谷翔平（現ロサンゼルス・ドジャース）の最後の夏の甲子園出場をかけた試合だったため試合前から注目度が高く、この判定は全国的に知れ渡った。翌日のスポーツ紙は「大谷、誤審に泣く」「花巻東、誤審の前に消える」などと誤審と決めつける見出しを打ち、敗れた花巻東に同情する記事を掲載した[104]。また、この一件に関して、この年の全国選手権大会の閉会式において高野連会長奥島孝康が講評の中で「とりわけ残念なのが、大谷投手を甲子園で見られなかったこと」と述べた。この発言に対し、高野連に「盛岡大付を侮辱し、失礼ではないか」などの批判が寄せられたという[105]。
- 創志学園対玉野光南（2016年選手権岡山大会決勝）-9回表、一死一塁の場面で創志学園選手の自打球で投手前に転がったゴロを審判はインプレーと判断一度は併殺、試合終了を認めるが、創志学園側の猛抗議により審判が自打球と判定を覆す。試合はその後創志学園が逆転勝利を収め甲子園大会への出場を決めた。創志学園の監督は「相手がゲームセットまで行ってしまっているからかわいそうなことをしてしまった。大人がジャッジをつけてやっていかないといけない。相手（玉野光南）の気持ちを考えるとこれ以上は何もいえない」とコメント。岡山県高野連の審判委員長は「（自打球かどうかの）映像は確認していない。手際が悪かったことは認めます。両チームに対して失礼でした」と謝罪した[106]。

## 幻の甲子園大会
過去に1918年の夏が米騒動のため、1941年の夏に関特演動員輸送のため、以降日中戦争の激化、太平洋戦争の開戦などが重なり1946年の夏の大会が開催されるまで大会自体が行われなかった期間が存在し、2020年の春と夏は新型コロナウイルス感染症(COVID-19)の流行と感染拡大のため、春夏合わせて4回幻となった大会が存在し、合計7年大会が行われなかった年が存在する。中でも「幻の甲子園大会」として広く知られているのは、太平洋戦争中の1942年8月、文部省主催（本大会のみ朝日新聞社ではなかった）の大日本学徒体育振興大会の一つとして、全国から16代表を集めて開催された、全国中等学校錬成野球大会のことを指し、2010年8月のNHK「戦争と平和」特集で「幻の甲子園」として採り上げられた。

## 中継
春の選抜高校野球、夏の全国高校野球共にNHK地上波テレビ放送、及びNHKラジオ第1で全国中継がされる（国会中継などの特別編成により別媒体での放送あり）。このうちNHK地上波テレビ放送は時間帯によってNHK総合とNHK Eテレのリレーで放送される。原則として、午後0時台（土曜日は大河ドラマ再放送の関係で午後1時台も）は定時番組の視聴者確保のため、午後6時台は夕方の定時ニュース放送のためEテレにリレーする（国会等特殊番組のために本来総合で流すべき時間帯にEテレへ臨時移動する場合もある。選抜期間中は、大相撲春場所のため、幕内の時間に合わせてEテレヘリレーする。後述）。
リレー中継のきっかけとして、1974年（昭和49年）に開催された第56回全国高校野球選手権大会「鹿児島実業対東海大相模」の準々決勝の試合が延長戦にもつれ、午後7時以後定時番組を放送する都合で総合テレビでの放送を打ち切ることになってしまい（ラジオ第1は定時ニュースを休止して中継を続けた）、視聴者からNHK鹿児島放送局に抗議の電話が相次いでしまい、急遽7時のニュースを終えた同7:20から、NHK大阪放送局から裏送りをしてもらう形で、鹿児島向けの中継のみを行った。これがきっかけで、あくる1975年の第47回選抜高校野球選手権大会以後、総合-教育（Eテレ）の相互リレーを行うことになった。
その他、毎日放送/毎日新聞社系列のGAORAでも全試合を全国に中継し、決勝は近畿ローカル（決勝進出校の地元局がネットする場合あり）でMBSテレビでも生中継されている（2002年までは全日程を放送していたが、後述の夏の大会とは違い、近畿地区の各独立テレビ局（非ネット）とのリレー中継は実施していない）。
また、夏の全国高校野球は近畿地区では全国高校野球選手権大会中継として朝日放送テレビ（ABC）でも中継される。これは夏の全国高校野球が朝日新聞社主催のためである。なお昼の一部の時間帯は近畿地区の各独立テレビ局とのリレー中継となる。BSではBS朝日4Kで、CSはスカイAで朝日放送テレビ制作の中継がノーカットで放送される（スカイAは当日ディレイ放送）。また朝日放送のホームページでインターネット配信によるライブ映像が無償で視聴できる。決勝戦と表彰式（閉会式）はテレビ朝日系列全局で放送されていたが、2015年の大会より同試合の地上波放送がネットワークセールス枠からローカルセールス枠へと変更されたことに伴い、同年はテレビ朝日のみ中継がされず、翌年以降は一部の系列局と衛星放送での放送となっている（BSは2021年まではBS朝日でも放送されていたが、2022年からはBS朝日4Kのみでの放送になった）。
2010年夏の大会まではNHK衛星第2放送（1984年-1986年は衛星第1放送）でも放送された。当初は地上波との同時中継だったが、のちに開会式、開幕戦、決勝戦と、東京都と沖縄県の代表の試合に限り放送されるようになった。これは東京都の小笠原諸島と沖縄県の大東諸島に地上波の中継局がなかったことによるものである。
この他、独立テレビ局のある県ではその県の予選大会も中継され、地区大会の準決勝以上となると地元のNHKテレビ(放送エリアが複数地区にまたがる地区では総合テレビで愛知県大会、Eテレで岐阜県大会というようにチャンネルなどを分けて放送している。決勝も同様)が放送し、地区大会の決勝戦はNHKテレビに加えて地元のテレビ朝日系列局による中継も行なわれる場合がある。
なお、民放テレビでの中継は1957年 - 1958年の2年間、大阪テレビ放送（現在チャンネルとしては朝日放送テレビが系譜）が春・夏を通して独占して放送していた。大阪テレビは現在の朝日放送、毎日放送が合弁出資し、新聞社資本も朝日・毎日双方から受けていた関係による。

### 特殊例
- NHKでは国会中継と大規模災害（2011年東日本大震災など）、及び夏季オリンピックと高校野球の日程が重複した場合、本来総合テレビ・ラジオ第1で放送すべき時間帯の放送はそれらを優先し、教育テレビ（Eテレ）とFM（一時期ラジオ第2）に迂回して放送する。特に、2016年8月9日のNHKラジオにおける夏の甲子園中継は、長崎平和祈念式典とも開催が重複する影響が出たため、10:55-11:30まで、ラジオ第1が「長崎平和祈念式典」、FMが「リオ五輪競泳決勝種目中継」を優先し、この間の高校野球中継が休止となる事態が発生した。
- 夏の甲子園に関しては、夏季五輪開催期間中、ジャパンコンソーシアム加盟各局持ち回り・JC協賛企業各社提供の五輪中継のために、本来朝日放送テレビで流すべき時間帯の放送が全くできず、BS・CS（当日ディレイ）、または関西県域局向けのリレー中継だけという日もあった。

## 甲子園出場をした主な著名人
プロ野球選手経験者を除く。また高校名は出場当時の通称学校名で記述している。

### 芸能人
| 名前                       | 職業                      | 高校名     | 出場大会                       | 備考                             |
| -------------------------- | ------------------------- | ---------- | ------------------------------ | -------------------------------- |
| 山本譲二                   | 歌手                      | 早鞆       | 1967・第49回夏                 |                                  |
| 美木良介                   | 俳優・歌手                | 岡山東商   | 1974・第46回春、1975・第57回夏 |                                  |
| 森永健司                   | 俳優                      | 広島商     | 1981・第63回夏                 |                                  |
| レッド吉田（TIM）          | お笑い                    | 東山       | 1983・第65回夏                 |                                  |
| ゴルゴ松本（TIM）          | お笑い                    | 熊谷商     | 1985・第57回春                 |                                  |
| 関泰章                     | 俳優                      | 帝京       | 1998・第80回夏                 |                                  |
| とにかく明るい安村         | お笑い                    | 旭川実     | 1999・第81回夏                 |                                  |
| 宮田悟志（BREATHE）        | 歌手                      | 東北       | 2001・第73回春                 |                                  |
| 強                         | 歌手                      | 平安       | 2001・第83回夏                 | のちに関西独立リーグで選手契約。 |
| メイデン古茂田（孝行球児） | お笑い                    | 愛工大名電 | 2003・第75回春、第85回夏       |                                  |
| 伊藤毅                     | 俳優 スポーツアナウンサー | 桐生第一   | 2003・第85回夏                 | エースとしてベスト4進出に貢献。  |
| 武田知大                   | 俳優                      | 鈴鹿       | 2004・第86回夏                 |                                  |
| 八木将康                   | 俳優                      | 駒大苫小牧 | 2005・第77回春                 |                                  |
| 安藤龍（元PureBoys）       | 俳優、タレント            | 静清工     | 2005・第87回夏                 |                                  |
| いけ団地                   | お笑い                    | 清峰       | 2006・第78回春、第88回夏       |                                  |
| 本川翔太                   | 俳優                      | 倉吉北     | 2006・第88回夏                 | 大会第15号本塁打を放つ。         |
| 鈴田修也                   | 俳優                      | 彦根東     | 2013・第95回夏                 |                                  |

### 放送局員
| 名前     | テレビ局名     | 役職            | 高校名   | 出場大会                                | 備考 |
| -------- | -------------- | --------------- | -------- | --------------------------------------- | --- |
| 萩元晴彦 | TBS            | プロデューサー  | 県松本中 | 1947・第29回夏                          | |
| 林正浩   | TBS            | アナウンサー    | 桜美林   | 1973・第45回春                          | 2016年3月で定年退職し、翌4月よりキャスト・プラス所属。 |
| 伊藤慶太 | NHK            | アナウンサー    | 秋田     | 1989・第61回春                          | 決勝戦のテレビ実況を春2回、夏1回担当。 |
| 上重聡   | 日本テレビ     | アナウンサー    | PL学園   | 1996・第78回夏 1998・第70回春、第80回夏 | 第80回夏・準々決勝では、松坂大輔を擁する横浜高校と、 延長17回の死闘を演じたチームのエースである。                                                                                                 |
| 矢野勝嗣 | 愛媛朝日テレビ | 営業→記者 →営業 | 松山商   | 1996・第68回春、第78回夏                | 第78回夏決勝戦では、延長10回裏に右翼手で出場の直後、 いわゆる「奇跡のバックホーム」を演じてサヨナラ負けを阻止。 延長11回表に先頭打者として二塁打、決勝のホームを踏むなど、 優勝に大きく貢献した。 |
| 中村信博 | NHK            | アナウンサー    | 高松     | 2005・第77回春                          | |
| 米澤太郎 | NHK            | アナウンサー    | 小山台   | 2014・第86回春                          | |
| 石田旭昇 | 福岡放送       | アナウンサー    | 東筑     | 2017・第99回夏 2018・第90回春           | |

### 競輪選手
| 名前       | 期  | 高校名       | 出場大会                       | 備考                         |
| ---------- | --- | ------------ | ------------------------------ | ---------------------------- |
| 鈴木保巳   | 1   | 県立前橋     | 1948・第30回夏                 |                              |
| 坂東利則   | 28  | 市立西宮     | 1964・第36回春                 |                              |
| 宮内英雄   | 41  | 銚子商       | 1974・第56回夏                 | 主将として選手宣誓も行った。 |
| 星川淳     | 41  | 東海大相模   | 1974・第56回夏                 |                              |
| 岡本新吾   | 42  | 伊都         | 1975・第47回春                 |                              |
| 佐古雅俊   | 45  | 福井         | 1976・第58回夏                 |                              |
| 荒川博之   | 49  | 小山         | 1976・第48回春、第58回夏       |                              |
| 大井健司   | 50  | 平安         | 1980・第52回春                 |                              |
| 南雲孝之   | 54  | 二松学舎大付 | 1982・第54回春                 |                              |
| 工正信     | 55  | 広島商       | 1982・第64回夏                 |                              |
| 澤田光浩   | 63  | 福井         | 1985・第67回夏                 |                              |
| 森内章之   | 64  | 熊本工       | 1986・第58回春                 |                              |
| 角田直樹   | 71  | 高崎商       | 1990・第72回夏                 |                              |
| 合志正臣   | 81  | 熊本工       | 1995・第67回春                 |                              |
| 阿竹智史   | 90  | 徳島商       | 1999・第81回夏、2000・第82回夏 |                              |
| 伊原克彦   | 91  | 福井商       | 1999・第71回春                 |                              |
| 阿久津浩之 | 94  | 佐野日大     | 2001・第83回夏                 |                              |
| 上田栄蔵   | 95  | 伊都         | 1995・第67回春、1996・第68回春 |                              |
| 矢口大樹   | 95  | 千葉経大付   | 2006・第88回夏                 |                              |
| 高市訓但   | 97  | 済美         | 2005・第87回夏                 |                              |
| 中井太祐   | 97  | 智弁学園     | 2007・第89回夏                 |                              |
| 一ノ瀬貴将 | 98  | 長崎日大     | 2003・第85回夏                 |                              |
| 西山圭二   | 100 | 徳島商       | 1999・第81回夏、2000・第82回夏 |                              |
| 大矢崇弘   | 107 | 早稲田実     | 2009・第81回春                 |                              |
| 大石崇晴   | 109 | 報徳学園     | 2010・第92回夏                 |                              |
| 金ヶ江勇気 | 111 | 有田工       | 2013・第95回夏                 |                              |
| 菊池竣太朗 | 111 | 常葉菊川     | 2013・第85回春                 |                              |
| 小原亮哉   | 113 | 東福岡       | 2007・第89回夏                 |                              |
| 古賀勝大   | 115 | 福知山成美   | 2008・第90回夏、2009・第81回春 |                              |
| 宇佐見優介 | 115 | 聖光学院     | 2011・第93回夏                 |                              |
| 中村翔平   | 117 | 鹿児島実     | 2011・第83回春                 |                              |
| 土生敦弘   | 117 | 大阪偕星学園 | 2015・第97回夏                 |                              |
| 真鍋顕汰   | 121 | 松阪         | 2012・第94回夏                 |                              |

### その他スポーツ選手
| 名前       | 競技             | 高校名       | 出場大会                       | 備考                                                              |
| ---------- | ---------------- | ------------ | ------------------------------ | ----------------------------------------------------------------- |
| 歌川善介   | プロボクシング   | 福島商       | 1966・第48回夏                 |                                                                   |
| 三迫将弘   | プロボクシング   | 広陵         | 1969・第51回夏、1970・第42回春 |                                                                   |
| 青柳公也   | プロゴルフ       | 取手一       | 1972・第44回春、1973・第55回夏 |                                                                   |
| 須藤聡明   | プロゴルフ       | 取手一       | 1972・第44回春、1973・第55回夏 |                                                                   |
| 渡辺司     | プロゴルフ       | 日大一       | 1973・第45回春、第55回夏       |                                                                   |
| 平石武則   | プロゴルフ       | 東洋大姫路   | 1977・第59回夏                 |                                                                   |
| 桑田泉     | プロゴルフ       | PL学園       | 1987・第59回春、第69回夏       | 実兄は桑田真澄                                                    |
| 金丸義信   | プロレス         | 山梨学院大付 | 1994・第66回春                 |                                                                   |
| 三井所尊春 | 競艇             | 佐賀商       | 1997・第79回夏                 |                                                                   |
| 北村晃一   | プロゴルフ       | 桐光学園     | 2002・第73回春、第84回夏       | 父は弁護士北村晴男                                                |
| 郷州征宜   | キックボクシング | 東海大甲府   | 2004・第86回夏                 |                                                                   |
| 武蔵平順   | 大相撲力士       | 広陵         | 2007・第79回春・第89回夏       |                                                                   |
| 安河内将   | 競艇             | 小城         | 2007・第79回春                 | 國學院大學卒業後に競艇選手に転向 養成所時代にやまとチャンプとなる |
| 山川雄大   | 競艇             | 神港学園     | 2010・第82回春                 | 実弟は山川和大                                                    |
| 石丸海渡   | 競艇             | 今治西       | 2011・第93回夏                 |                                                                   |
| 田村ハヤト | プロレス         | 前橋育英     | 2013・第95回夏                 | 決勝戦で本塁打を記録                                              |
| 佐々木翔斗 | 競艇             | 龍谷大平安   | 2014・第86回春                 | 優勝経験者初の競艇選手                                            |

### YouTuber
| 名前       | 高校名     | 出場大会                       | 備考 |
| ---------- | ---------- | ------------------------------ | ---- |
| カズロー   | 花咲徳栄   | 2001・第83回夏、2003・第75回春 |      |
| トクサン   | 帝京       | 2002・第84回夏                 |      |
| やーまん   | 立正大淞南 | 2009・第91回夏                 |      |
| ミノルマン | 大阪桐蔭   | 2010・第82回春                 |      |
| Mr.ドラ愛  | 愛工大名電 | 2018・第100回夏                |      |

### その他
| 名前       | 職業     | 高校名       | 出場大会                 | 備考                   |
| ---------- | -------- | ------------ | ------------------------ | ---------------------- |
| 亀岡偉民   | 政治家   | 作新学院     | 1973・第45回春、第55回夏 | 出場当時は「小倉偉民」 |
| 韓裕       | 実業家   | 京都商       | 1981・第63回夏           | 準優勝時のスタメン     |
| 有田真平   | 放送作家 | 海星（長崎） | 1989・第71回夏           | 実兄は有田哲平         |
| シウマ     | 占い師   | 沖縄水産     | 1996・第68回春           |                        |
| なきぼくろ | 漫画家   | PL学園       | 2003・第85回夏           |                        |

## 禁止事項
高校野球では高野連や文部科学省が通達を出し禁止あるいは自粛となった事例がある。この項の内容は2007年に行われた高校野球特待生問題有識者会議で明らかにされたものである。
野球大会の主催
昭和20年代後半、山梨県の高校が県下の中学校を集めて野球大会を主催し有力選手をスカウトしていた。その後、文部省が事務次官レベルで全国に通達を出し、上位（高校）の学校が下位（小中学校）の学校の大会を主催することを禁止した。
佐伯通達
1955年、全日本ハワイ遠征の際、プロ野球関係者が選手たちの見送りに混ざり全日本の選手たちに「餞別」の名目で現金を渡していたことが発覚した。当時の高野連副会長佐伯達夫はこの行為に激怒し高校球児はプロ野球の札束攻勢に惑わされてはいけないとの理由で「通達」（佐伯通達）を出した。佐伯は高校側に罰則を設け、それに違反した学校には連座罰則を課すという強い態度で臨んだ。
野球用具の商標規制・商品無償提供の禁止
昭和40年代、高校野球がマスメディアによって盛大に報道され始めると、宣伝効果を狙い、スポーツメーカーや商店が甲子園出場校に甲子園出場祝いの名目で、野球用具などを無償で提供するようになった。高野連はこれをすぐに禁止したが、今度は出場校の宿舎に商品の宣伝を主とした飲食物の無償提供までもが行われた。高野連は改めて商標規制や無償提供の禁止を通達、高校野球が商業主義に冒されることが無いよう関係各位に自粛、自戒を求めた。
優勝パレード・優勝セールの禁止
1980年夏（第62回）に横浜高校が優勝した際、新横浜駅に2万人の人だかりができ横浜高校ナインの到着を待った事に起因し雑踏警備の対策として優勝パレードの禁止や、商店街による「優勝セール」などの便乗商法も合わせて禁止する対策が必要になってきたとまとめている。2015年春（第87回）で優勝した敦賀気比に対し日本高野連が「出場校の手引き」の中で「華やかなパレードは高校生を英雄扱いし間違った心情を植え付ける」ことや「ファンの熱狂が無統制を招き思わぬ事故を誘発する」としており、また「日本学生野球憲章」においても「学生野球を商業的に利用することを禁じている」ため自粛を求めた。
相手高校や関連団体へのヤジ・罵倒の禁止
以前は応援の際、『◇◇倒せ』『やっつけろ◇◇』のような応援や『打倒◇◇高校』のような横断幕などの使用が行われていたが、近年では日本高野連が『◇◇倒せ』『やっつけろ◇◇』のような応援や『打倒◇◇高校』のような横断幕などの使用を禁止。応援は自校のチームおよび選手の激励・賞賛とし、相手校に対しては、健闘を称えるものに限るという通達を出した事が明らかにされている。しかし、高野連が通達を出した時期や経緯・理由は一切明らかにされていない。ただし、保護者、教員、観客などによるヤジ・罵倒は行われており、松井秀喜5打席連続敬遠では観客やベンチ入りしなかった星稜高校の下級生の野球部員などが激怒したり、開星高校が出場した選抜大会（対向陽高校戦）にて敗北後「21世紀枠に負けたのは末代までの恥」と発言したことを受け、同校野々村監督が責任を取り監督を辞任したケースがある。
監督による抗議
高校野球では一部の例外を除き抗議は原則禁止されている。また、抗議は主将、伝令または当該選手のみが可能であり、監督が抗議を行うことは禁止されている。ただし、高校球児が出場する国際大会ではルール上、監督のみ抗議権が認められていることから監督の抗議禁止は高校野球（高野連）特有のルールであることには留意が必要である。

## 問題提起
単なる高校部活動の対抗戦に留まらず、時には社会的関心を集めるほど人気の高い高校野球であるが、学校関係者や保護者、主催する高野連やマスコミに対し様々な角度から問題提起が行われている。

### メディアの扱いに関する問題
学校の部活動のひとつでしかない高校野球が、新聞やテレビなどのメディアにおいて、他のスポーツの部活動に比べて突出して扱われている（あるいは他の高校スポーツの取り上げられ方が高校野球に比べて少ない）ことを問題視する意見がある。実際マスメディアの高校の部活動で全国大会を主催している野球とそれ以外のスポーツの扱いには違いがある。スポーツライターの相沢光一は、NHKが2010年夏の大会では約130時間にわたって全試合を完全中継した（G・Eテレを合わせたテレビが朝9時、R1が朝8時から、一日最大10時間もの放送枠を設定し、通常の番組は全て休止）のに対し、同じ高校の総合大会であるインターハイの放送時間はNHK Eテレで10時間のダイジェストに過ぎなかったことを指摘し、NHKは他スポーツの放送をもう少し増やしてもいいのではないかとの意見を述べている。またネット上では「高校野球だけが地域代表じゃない、人気は主催する朝日新聞社や長時間放送をするNHKによる創作」「メディアと高野連が選手によるドラマを創り崇めている」という指摘もある。これらのネット上の批判に対し、産経新聞記者の出崎敦史は高校野球の記事が多いのは書く側から言わせてもらえば「読みたい」という読者のニーズが多いからだと反論している。

新聞大手でも全国大会を主催する『朝日新聞』・『毎日新聞』と、両紙以外の中央紙では高校野球の扱いに対して著しい温度差がある。『読売新聞』はTwitterに高校野球専用のアカウントを開設する、隔月刊の『報知高校野球』を出すなどそれなりに力を入れているが、後述の報道干渉問題など、しばしばトラブルを起こしている。『産経新聞』・『日本経済新聞』は扱いが他紙と比べて少なく、特に『産経新聞』は審査室会議で処分対象になった指導者の実名を積極的に公表するなど高野連・学生野球協会と対立することがある。『日本経済新聞』に至っては個別の学校や選手をほとんど取材しない。

### 選手への負担の問題
トーナメント制で行われる選手権と選抜はそれぞれ夏休みと春休みに開催され、休暇期間中に大会の全日程を消化することが目指される。それ故に上位に勝ち進む学校は短期間に集中して試合を行うことになり、それに伴う選手への負担増大がしばしば問題視される。特に投手については「エースと同等の力量を持つ複数の投手を育てる余裕がない」という選手層の問題もあって1人の主戦投手に頼らざるを得ない（＝リリーフがいないので先に打たれ出した側が負ける）ケースが多く、地方大会や全国大会で勝ち進んだ学校などでスポーツ障害を引き起こしたり燃え尽き症候群になることがある。古くは王貞治も「もし5季連続出場を果たしていたら野球にけじめをつけて大学にいっていたと思う。最後に出られなかったことで気持ちが宙ぶらりんになった」と後年語っている。
春の選抜は秋季大会の結果によって参加校を決定するため試合数・環境ともに比較的易しくなる傾向にあるものの（それでも春休みに入る前に開会し、出場校の野球部は授業も修了式も免除される）、夏の選手権では短期間のうちに地方大会・本大会と数多くの試合を高気温・強い日照の下で行わなくてはならないため選手は過酷な環境に置かれる。2011年には選手が熱中症で次々に倒れて試合続行が不可能となり没収試合となる例まで出た。また、2013年には埼玉大会で38度を超える猛暑の中で試合が行われ、選手だけでなく観客の一般生徒も熱中症の症状で病院に搬送される事態になった。実際、日本体育協会が推奨する熱中症予防のための運動指針では気温35度以上時の運動は特別の場合を除き原則禁止（対象が子供の場合は中止すべき）としていることから、「もう夏のスポーツはやめよう」といった意見まで出ている。このような批判が出ることに対しスポーツジャーナリストの玉木正之は「人気の裏返しでもあるのだろうが、長年マスコミが封印してきた高校野球への本音が、ネットでは言えるからだろう」と指摘、さらには「マスコミが大会を主催することで競技を発展させた面はあるが高校野球が商売と切り離せなくなった結果、開催時期などの問題点を指摘できず、健全なジャーナリズムが機能しなくなっている。（高野連は）選手がアマチュアであることに甘えている」とも指摘した。東北高校時代に本大会出場経験のあるMLBサンディエゴ・パドレスのダルビッシュ有は「見直すべきだと思うが、壁となるのが50年以上もの歴史」と発言した。
対応策としては、2004年からは春・夏とも全国大会の準々決勝を2試合ずつ・2日に分けて開催されるようになり、やがて夏は2013年から、春は2015年から準々決勝を1日で4試合一括開催に戻し、準々決勝の次の日を休養日とする日程に見直した（なお、夏の大会の地方予選ではこれ以前からも準々決勝の翌日、あるいは、高校の1学期の終業式が行われる7月20日前後の平日を予め開催しない日に制定しているものも多くある）。また、2018年の京都大会では猛暑のため、準々決勝を当初の4連続試合から午前中に2試合行い、日中に休憩時間を設け16時から第3試合以降を開催する措置を取った。高野連は、地方大会における暑さ・熱中症対策として、地方大会を主催する各都道府県高野連に助成金として全国選手権の収益から15万円を支給。観客向けのミスト噴霧機や冷風機のリース、経口補水液の購入、理学療法士や看護士の増員などに充てられる。
このような議論がたびたびなされているにも関わらず、2018年の選手権において、金足農（秋田）のエース投手・吉田輝星が地方大会・本大会を合わせた全11試合に登板、11試合目の本大会決勝で途中降板するまで一度も交代することなく全試合を1人で投げ計1517球という球数を投じるという事態に至り、これに対して批判意見や、「金農旋風」と称して金足農業の健闘を讃える一連の報道姿勢や各所での盛り上がりはこれらを「美談化」するものであるという指摘もあった。大会後、同年12月に新潟高野連が2019年4月の春季新潟大会において「1試合100球」を限度とする球数制限を導入することを決定。これを受けて2019年2月に日本高野連でも理事会が召集された後、日本高野連を中心とした「投手の障害予防に関する有識者会議」が発足することとなった。
夏の日中に集中して行われる大会運営に対しては野球に批判が集中しがちではあるが、全国高等学校総合体育大会（インターハイ）においてもその状況に大差はなく過度な批判は前項「メディアの扱いに関する問題」とも関連した問題となる。
2020年代に入ると選手(特に投手)の負担の観念から高校野球の試合を7イニングスに短縮すべきではないかという意見も聞かれるようになったが、プロに通用する体力があるかどうかの査定などの観点からプロ野球スカウトの中にはイニング短縮に否定的な立場を示す者も見られた。

### 商業化問題
高校野球そのもの自体が商業化、ビジネス化されているとの問題や指摘がある。甲子園大会の初戦に流れる学校紹介VTRはNHKや高野連が作成、出場校の負担は0円のためもっとも費用対効果の高いCMとの指摘、批判もある。しかも紹介VTRは大会ごとにNHKが作り直していること、年末にNHKが放送している全国高等学校駅伝競走大会とは出場校の紹介方法の扱いが全く違うこと（数秒程度、またはテロップ）から制作費用、NHK受信料の使用用途問題から一部学校の宣伝になっているのではないか、同じ内容を再利用できないのか、と国会で問題視されたこともある。特に大学野球との差は顕著であり、東京六大学、関西六大学、東都大学リーグなど大学野球の試合がテレビ中継されることはほとんどなく、高校野球で活躍後、大学へ進学した選手たちの試合もスポーツニュース等で軽く触れることがある程度であることは留意が必要である。実際、後述するような、生徒の父母らによる監督への干渉や視聴者による判定に対するクレーム問題等も高校野球が商業化されているゆえにおこる問題とされている。
学校側は上記紹介VTR以外にも、甲子園に出場することで、OBや父母会からの寄付金増加、野球部達の進学や就職に好影響が出ることによる生徒数の増加、収益改善、費用対効果を見込み、学費免除等をうたい優良生徒を囲い込むなどの事態が横行。その結果、高野連が特待生制度について通達が出ることとなった。
高野連側は甲子園大会で得た収益に課税されることはなく無税であることも留意が必要である
こういった商業化の流れは高校野球に限ったことではなく、高校野球とほぼ同時期にスタートした東京箱根間往復大学駅伝競走（以下：箱根駅伝）においては1987年に日本テレビが協賛し全国放送で全区間の生中継（電波を途切れさせない完全中継実施は1989年から）を開始、商業化路線に進んで以降、正月の風物詩（国民的スポーツ大会）として認知され関東地方以外でも知名度・注目度が格段に向上、かつては廃止論まであった箱根駅伝は現在、番組名もメインスポンサーを務める企業を冠名にした『★SAPPORO新春スポーツスペシャル第○回東京箱根間往復大学駅伝競走』となり留学生選手からも認知され、箱根駅伝を走りたいと願う留学生選手と本線出場による学校の知名度アップを図ろうとしている学校は少なくない。

### 問題とされた作戦
- 1992年8月16日に行われた明徳義塾対星稜の試合では明徳義塾の監督は星稜の4番松井秀喜に対し5打席すべてを敬遠するという作戦に出た。試合は明徳義塾が勝利したが試合終了直後から試合内容に納得のいかない観客から「帰れ」コールやブーイングが起き、これによって校歌斉唱の声が潰されただけではなく、高野連が異例の声明を発表する事態になる。監督は試合終了後に「高校生の中に一人プロが混じっていた。勝つために（敬遠を）指示した」と記者団に答えた。スポーツ紙、テレビニュース、一般紙は明徳義塾の行動に対する非難を行い、プロ野球経験者は非難、擁護と意見が二分した。

- 2000年鹿児島大会の鹿児島玉龍対樟南戦（7月12日）飛球を巡る審判の判定に樟南の監督枦山智博が主将青野毅を通じ30分にわたり抗議。最終的に審判がマイクで観客に説明した。試合後の会見で枦山は「判定が覆らないのはわかっていたが自軍選手の鼓舞、相手高校の良い流れを断ち切るための作戦として抗議を行った」と説明[143]。当時、枦山は県高野連の理事を務めていたが、試合後抗議をした責任を取り理事辞任を申し出た[144]。県高野連は7月20日に理事会を開催して枦山の辞任を了承、同時に再発防止策として枦山に始末書の提出を求めた[145]。
- 2006年に行われた高校野球県秋田県予選準決勝の本荘対秋田戦で行われた、雨天ノーゲームを巡る遅延行為と故意遅延プレーの発生。9-1と本荘がリードしていた5回裏に、雨天による一時中断があった。高野連のルールでは7回が終了しない状態では雨天ノーゲームとなるため、秋田は雨天ノーゲームを狙い、打者が一球ごとに打席を外す、投球テンポを遅くする、送球されたボールを盗塁したランナーを故意にタッチせず進塁させるなどの遅延行為を行った。本荘はそれに対抗し、監督の指示でわざとアウトになるようなプレー（敬遠球への空振りや無謀な盗塁）を行った（試合は本荘がコールド勝ち）。この試合では本荘の行為のみが問題とされ始末書の提出を県高野連から求められたが、秋田へは何の処分もなかった[146]。

### 高校球児自身や保護者の問題
数々の問題が指摘されるなか、高校球児自身やその保護者の対応を批判する声もある。横浜高校監督・渡辺元智は報知新聞社から上梓した「高校野球って何だろう？」の中で「教育としての高校野球」「人を育てるのも人」を強調。その上で最近の生徒たちを「（昔の生徒に比べ）あいさつができない」「（悪い事をしても）謝らず言い訳をする」「口のきき方を知らない」「一般常識が欠けている」と批判。保護者についても「（他校の監督より）高校野球に熱が入るあまり、肝心な生徒さんの教育にはそっちのけで監督にかけあう、お届けものをする、監督や選手の人事に口を出す保護者、父母会まであると聞いている」と苦言。「生徒さんを強豪校へ入学させたりプロを目指したいならまずは野球の技術よりも生徒さんの教育（人間形成）が一番必要ではないのか」と批判した。
また、高校球児が刑事事件を起こし逮捕され学校や高野連が謝罪や釈明に追われるケースが急増している。特に2012年夏の選手権大会では甲子園出場校の高校球児が大会期間中に刑事事件を起こし逮捕されたことを受け高野連が緊急の会見を開く事態となった。これら刑事事件を起こした高校が出場を辞退したケースはなく、問題を起こした者を外し大会に出場している。また2012年の地区大会ではサヨナラ負けを喫した高校の野球部員が判定を不服として整列を拒否したりインターネット掲示板「2ちゃんねる」で審判を批判する書き込みや、Twitterを通じて対戦校の関係者や女子生徒への脅迫、強姦予告、殺害予告などが行われたため、学校側が野球部の活動自粛を決めた例もある。
東映や巨人で投手としてプレーし、引退後は数々のプロ球団でコーチを歴任、また母校・中央大学でも監督を務めた高橋善正も「野球部はプロ養成所ではない。規律や社会のルールを破った者には以後1年間活動を認めない、部も一定期間活動停止にする、この位の厳しさが必要だ。高校野球部の不祥事は起きるべくして起きている」と論評している。

### 部活動としての高校野球の問題
高校野球も他のスポーツと同様に「勝利至上主義」基づく体罰などの「過剰な指導」、根性論に根ざすしごき、「指導者・先輩への絶対服従、上意下達」、「連帯責任」的な処分が存在する。
しごきの一例として黒田博樹は上宮高時代、夏の府大会で、自分の起こしたミスに対し監督から朝6時から夜9時まで15時間、ポールとポールの間のフェンス際を、水さえ与えられず際限なくただ「走れ」と命じられたという内容を2012年7月、ニューヨーク・タイムズで告白、掲載された。このようなしごきがエスカレート、地方・全国大会の出場を辞退したケースや先輩の暴行による後輩部員の死亡事故まで起きている。連帯責任は1960年代から70年代にかけては野球部とは全く無関係の在校生徒が起こした問題を受け連帯責任で甲子園出場を辞退したケースもあった（佐伯達夫の項も参照）。1980年代から対象が在校生徒から野球部関係者と範囲が狭くなり、問題を起こした者を外すのみと対象範囲が縮小されていっている。
氏原英明は高校野球全体の傾向としてオーバートレーニングであると指摘しており、2019新型コロナウイルス感染拡大の影響を受けて練習量が減ったことで却って「選手の体格、打撃の飛距離、投球の球速が向上した」という声があると紹介している。高校生に限らず根本的に日本のアマチュア野球はオーバートレーニング傾向で、中学生の段階から練習のし過ぎで骨端線が早期に閉鎖し、身長が本来より伸びなくなるケースが多い。その点ドミニカのアマチュア球界の指導者はMLBに教え子を送り出すことが最終目標となっており、少年期はのびのびと楽しく野球をやらせる方針が一般的。また、アメリカでは選手を練習で故障させると保護者に将来プロ球界で得られたはずの逸失利益の補填を巡って告訴されるリスクがあるため、成長期の選手に無理をさせないのが一般的である。
田中将大がニューヨークヤンキースに移籍した際に、地元の新聞ニューヨーク・タイムズが1面トップで大特集を行ったが、記事中では田中の高校時代の野球生活を紹介し、チームへの絶対的な献身や規律の厳守を要求する日本の野球チームの実態を伝えている。この記事を自身のコラムで取り上げた国際ジャーナリストのロバートソン黎子は、アメリカの青少年に日本の高校の野球部で行われている苦行僧的日々の強制は、まず無理だろうし、児童虐待という声も上がりかねないだろうと指摘している。
体罰に関してはプロ野球経験者の間でも意見が二分している。松坂大輔はリトルリーグ時代「野球でミスをしても怒られないが、悪い事をすれば尻をバットで叩かれること位は当たり前だった」と回顧。松井秀喜も中学時代、度重なる敬遠四球にふてくされた態度をとったところ試合後、監督から体罰を受けたと証言するが、一方で監督の体罰が無ければ今の自分はいなかったと回顧。逆に桑田真澄は、自らが殴られた経験を踏まえ「体罰は不要。子どもの自立を妨げ、成長の芽を摘みかねない」と指摘している。
2013年1月、社会問題化した大阪市立桜宮高等学校バスケットボール部の体罰問題を受け、翌2月高野連は、加盟校全校に体罰根絶の徹底を求める通達を出した。また選抜大会開会式のスピーチで下村博文文部科学大臣が体罰根絶を改めて訴えるなど体罰根絶に努めた。しかし同年6月、高野連が野球部指導者にアンケートを行った結果、指導者から部員への体罰問題の項目では、全体の9.7%が「（体罰は）指導する上で必要」と回答したことを発表。アンケート結果を受け、西岡宏堂・審議委員長は「間違った考えの人がまだこれだけいることはショックだ。体罰がなくなるまで言い続けないといけない」と厳しい口調で語り体罰根絶に改めて努めていく旨を示した。
鍛治舎巧（取材時点で県岐阜商硬式野球部監督）は、「引き出しの少ない指導者は生徒を型に嵌めたがる。個性を尊重し奔放にやらせると自分が対応できなくなるから」競技経験のない部活の顧問を任される教員も多い。高校球児の頭髪に限れば周囲の固定観念が根強い。九州地方のチームが甲子園に立った時、監督は選手の頭髪を自由化すると、OBやファンから「球児らしくない」と苦情が殺到した。頭を丸めることを強制することは明確な体罰（暴力）と定義されている。
高校野球における相次ぐ暴力事件は高校野球に限らずスポーツ全体に根付く問題である。里崎智也はこれについて「その行為や問題が起きるのってほぼ団体競技じゃない?」と指摘しており、要因を「レギュラー、補欠がある」「監督、コーチを選手自身が選べない」の2点に絞っている。アマチュア野球において引き抜き防止のために設けられている「止むを得ない理由以外で移籍するとその選手は1年間出場停止」という規則もこの問題を難しくしていると解説しており、監督やコーチを自分で選べる個人競技からこうした問題に対して否定的な声を上げる者が多いと主張している。

### 抗議権のない者による抗議
高校野球では選手やコーチに抗議権が認められ、監督に抗議権がない。しかし抗議権のない者による抗議として次の事例がある。
- 広陵対佐賀北（2007年選手権決勝） - 微妙な判定をきっかけに佐賀北が逆転。広陵の監督・中井哲之が抗議を表明し、高野連から注意を受けた[注 104][注 105]
- 明石商対加古川北（2009年秋季兵庫大会） - サヨナラ打の判定をめぐり両校の監督が審判に抗議した結果、審判の判断が二転三転した[168]。県高野連は9月25日にベンチを出て抗議した明石商の監督と部長に注意を、試合後選手に整列を指示しなかった加古川北の監督、部長に厳重注意をそれぞれ言い渡した。また、県高野連審判部が二転三転した判定について県高野連に謝罪し、「再発防止に努める」とした[169]。
- 横浜対関東一（2012年選抜大会準々決勝） -　5回裏一死一、三塁の場面で横浜がセーフティースクイズを敢行。同点かと思われたが、関東一より「三塁走者が本塁を踏んでいない」とのアピール。球審がアピールを認めたため、同点スクイズは幻となった。球審がマイクを握り「三塁走者が本塁を踏んでいないとアピールしたので、アウトにしました」と宣告後、横浜の監督・渡辺元智が身ぶり手ぶりを加え、球審に「走者はベースを踏んでいる」と猛抗議した。しかし、大会本部の総務委員から「監督に抗議権はない」ことを告げられ口頭で注意を受けた。横浜の三塁走者は試合後、記者団に「踏んでなければスパイクの裏の感触でわかる。ガッツリ踏んだと思いました」と語り、ダルビッシュ有（当時テキサス・レンジャーズ）はツイッターで「横浜高校渡辺監督に注意って。てかいつも思うけど何で抗議がダメなの？　高校野球やってた時から色々と謎な決まりが多かった記憶が。」と渡辺監督を擁護し、高野連の体制を批判した[170]。
- 鹿児島玉龍対樟南（2000年鹿児島大会） -　上述「問題とされた作戦」参照。
- 岐阜城北対県岐阜商（2006年夏季岐阜大会） - 県岐阜商がサヨナラホームランを打った際、歓喜した控え選手と走者が交錯。岐阜城北の監督が県岐阜商の野球規則違反[注 106]を主張し抗議、選手は試合後30分ほど整列を拒否した。試合後高野連は県岐阜商に控え選手が試合終了前にベンチから飛び出したことに対して、岐阜城北に整列の遅延行為を理由とした厳重注意処分をそれぞれ下した[171]

### 「高校野球賭博」
高校野球がおもに「対象試合の勝敗予想」「優勝校の予想」など対象に賭博対象となっている問題。かつては暴力団が胴元となり一試合に数百万から数千万円が動いたケースもあったが、高校野球賭博が暴力団だけでなく一般市民や身内のグループ、会社のサラリーマン内で横行し検挙された例や2015年プロ野球選手が野球賭博に関与していた問題では高校野球の勝敗に現金を賭けていたことも明らかにされた

### 高野連の「干渉」
主催する高野連が学校や周辺に過度な干渉をしているという問題。部の場合、ユニフォームはともかくマネージャーの服装だけでなく、抽選会に出席する責任教師や監督、選手の服装に至るまで指定され、過去に出場校のユニフォームに入っている刺繍が好ましくないとして説明を求めた結果、学校側が刺繍をはずした事例がある。部外では当時の長野県知事（田中康夫）の応援に対して干渉した例、開会式当日、広島への原子爆弾投下の時刻にあわせて他の出場校とともに開会式前に室内練習場で黙祷を捧げようと計画した選手を制止し、自校のみで黙祷させた例もある。
報道への干渉例として読売新聞が2007年8月1日から2007年8月3日にかけ、3回シリーズで連載した高野連の在り方や問題点を取り上げた特集記事「高野連ってなに？」を掲載。高野連が読売新聞に対し、記事の訂正と謝罪を求めたが読売新聞は回答をしていない。

### 応援・観客のモラルの問題
高校野球においては各校の吹奏楽部などがアルプススタンドにて応援することが通例となっているが、2011年の選手権大会前に発売された雑誌『週刊朝日増刊 甲子園2011』において、作戦の一環として「習志野の攻撃中はナインの背中を押すため管楽器のベル（音が出る部分）をバッターボックスに向け、相手校が『タイム』をかけてマウンドに集まる時はマウンドに向きを変え、相手ベンチからの指示を聞こえなくしたり、マウンド上での会話をしにくくしたりする」などとする習志野高校（千葉）の吹奏楽部顧問・石津谷治法のインタビュー記事が掲載された。習志野は同大会初戦の静岡戦において7回に2死満塁からホームスチールを成功させたが、これに関連して静岡県の地元紙である静岡新聞社は試合後に、プレーとの直接的な因果関係には言及していないものの、習志野の応援を「ごう音のような吹奏楽による応援」と評し、「グラウンド上では、声による意思疎通ができなかった」とする静岡高の選手の感想を報道した（習志野の吹奏楽部は“美爆音”の異名を取る大音響の演奏で知られる）。またTBSテレビアナウンサーの安住紳一郎も試合の直後に放送された安住紳一郎の日曜天国(TBSラジオ)で、情報源を明らかにしなかったもののこの発言に言及。同番組での安住の発言を受け日刊ゲンダイが学校に取材するなどした結果、習志野の教頭はフェアプレー精神に反する意図を否定したものの、2回戦以降は相手のタイム中は演奏を停止するなどの措置を取った。前述のインタビューを執筆した柳川悠二は翌2012年、「高野連が顧問の発言を問題視し、大会中に学校関係者や野球部・小林徹監督を呼び出し厳重注意していた」とも述べている。
習志野は2019年の選抜でも2回戦の星稜戦において太鼓の音に対して近隣住民からの苦情を受け、一番大きな太鼓の使用を自粛、他の太鼓もサイズの小さいものに代える措置を取った。高野連側はこの対応は「一時的な措置」であり、次回からは従来通りでよい、としていたものの、実際には次戦以降も太鼓の数を減らす事態となった。なお習志野は同大会において応援団優秀賞を受賞している（同賞は初戦の応援が対象となる）。
熱心な高校野球ファンのコミュニティである「8号門クラブ」によってバックネット裏席が占拠されるということがたびたび問題視されており、2016年からのドリームシート設置に影響しているのではないかとの声もある。
1992年の松井秀喜5打席連続敬遠の際にはグラウンドに大量のメガホンが投げ込まれたり、明徳義塾高校の校歌斉唱の際に球場全体から「帰れ」コールや勝利直後から脅迫の電話や手紙が送られる等の嫌がらせが発生し、一時はパトカーや警備員から守られながら行動せざるを得ない事態となった。
試合の展開などから、観客の応援がいわゆる「判官贔屓」的な一方的にものになることがあり、たびたび議論となっている。
- 1980年の選手権大会に、都立高校として初めて国立高校が甲子園に出場し、開幕前から大きな注目を集めていた。1回戦、前年度に公立校として初めて春夏連覇を達成した箕島との試合では、箕島側のアルプス以外ほとんどが国立を応援し、ボールカウントが国立の打者に有利になっただけで手拍子が起こる異様な状況で試合が行われた。そのような状況でも箕島は本来の実力を発揮し5 - 0で勝利した。国立を3安打完封に抑えた箕島先発の宮本投手は試合後「二度と国立高校とはやりたくない」と語った[193]。
- 1988年の第60回選抜高等学校野球大会上宮対高知商戦で元木自身が隠し球を決めたが試合後、全国から上宮高校に「卑怯なことをするな」「きちんと教育しているのか」「高校生らしくない」などの苦情電話が殺到。彼曰く以後は隠し球は使用不可になったという[194]。
- 2016年選手権の東邦対八戸学院光星戦、東邦が7点差で迎えた終盤からの大逆転勝利を収めた試合で、アルプススタンド以外の観客によるタオル回しなどを用いた東邦への過度な応援が見られ、これについて八戸学院光星の選手は「周りみんなが敵に見えた」と発言[195]。
- 2018年選手権の日大三対奈良大附戦、関西の学校（かつ選手権初出場）である奈良大附に応援が集中。手拍子やうちわを使った球場全体の応援に対し日大三の選手は「正直『オレたちこんなに嫌われてるんだ』って気持ちが萎えかけた」と発言した[196][197]。
- 1998年選手権の第80回大会準決勝や2007年の第89回選手権大会決勝、2009年の第91回選手権大会決勝でもこうした事態が発生していたものの当時は特に問題視されることはなく、これらは現在でも半ば「伝説の試合」として肯定的に語り継がれている。

また、学校や選手に対する偏見、憶測やデマが発生することがある。例えば、学校が県外の生徒で固められている（全国から生徒を集められる私立校に多い）と「第二○○代表」と揶揄されることが多くあり、鍛治舎巧監督（上述）時代の秀岳館は試合に勝利しても冷たい視線や罵声を浴びることがあった。第99回選手権大会では1回戦の中京大中京 - 広陵戦の試合結果に不満を持った愛知県内の男性がインターネット掲示板に中京大中京高に対する爆破予告を書き込み、威力業務妨害罪により逮捕される事態も発生している。

### 日本野球の戦術の固定化
日本のプロ野球選手はほぼ全員が高校野球経験者であり、高校野球で勝ち残るための戦術や育成方法を指導される。しばしばバントの過剰な信仰などの甲子園のような短期決戦向きの選手ばかり育っている。そのため、プロ野球で長く活躍できない選手も出てきている。また、育成方法も過剰な左打ち偏向が多く、プロ野球で活躍する右打ちの選手が少なくなっている。